# Biserica de lemn din Zolt

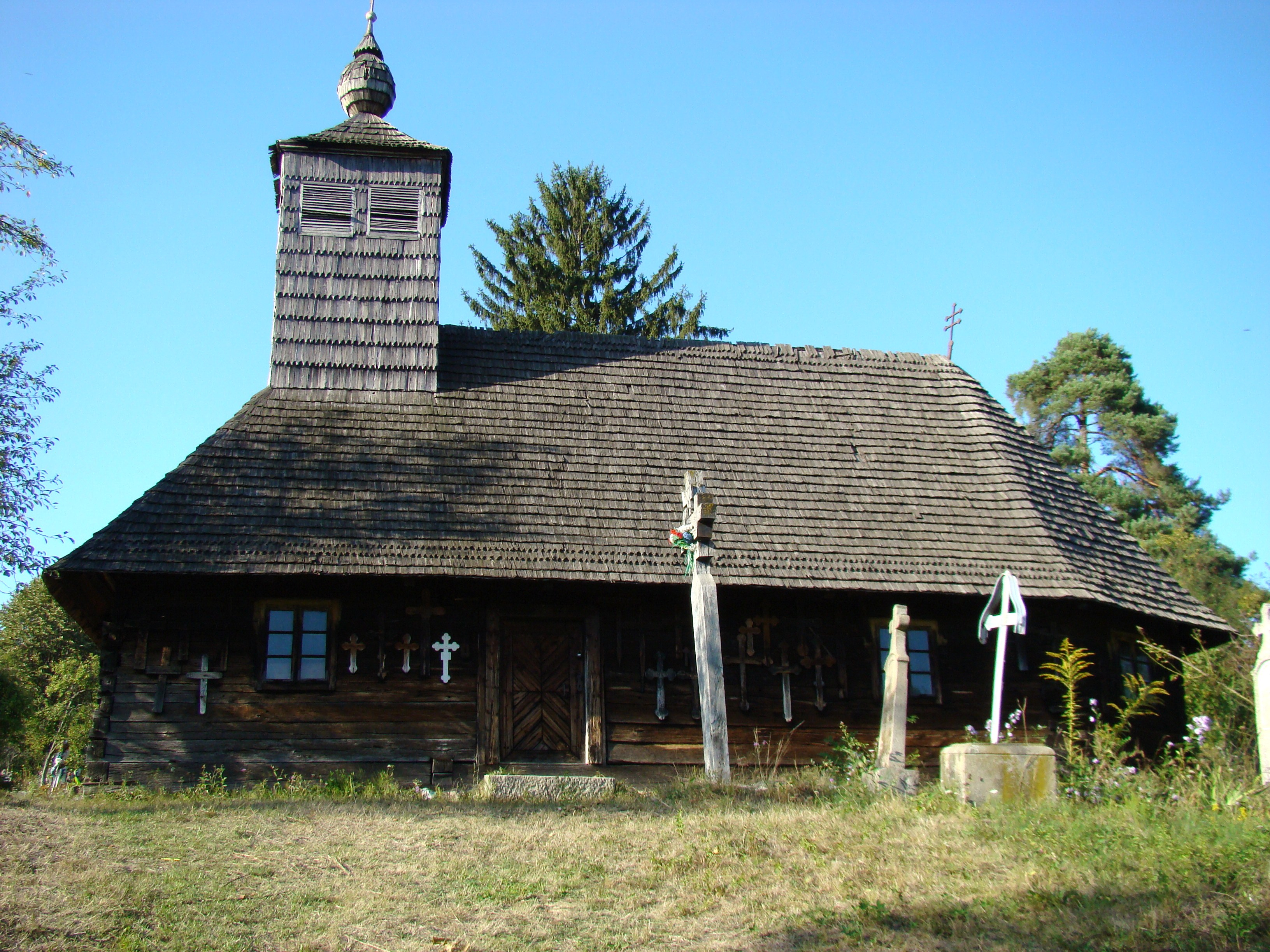
Biserica de lemn „Sfinţii Apostoli Petru şi Pavel” din Zolt, comuna Fârdea, județul Timiș, giuvaerul bisericilor de lemn bănățene, foto: septembrie 2009.

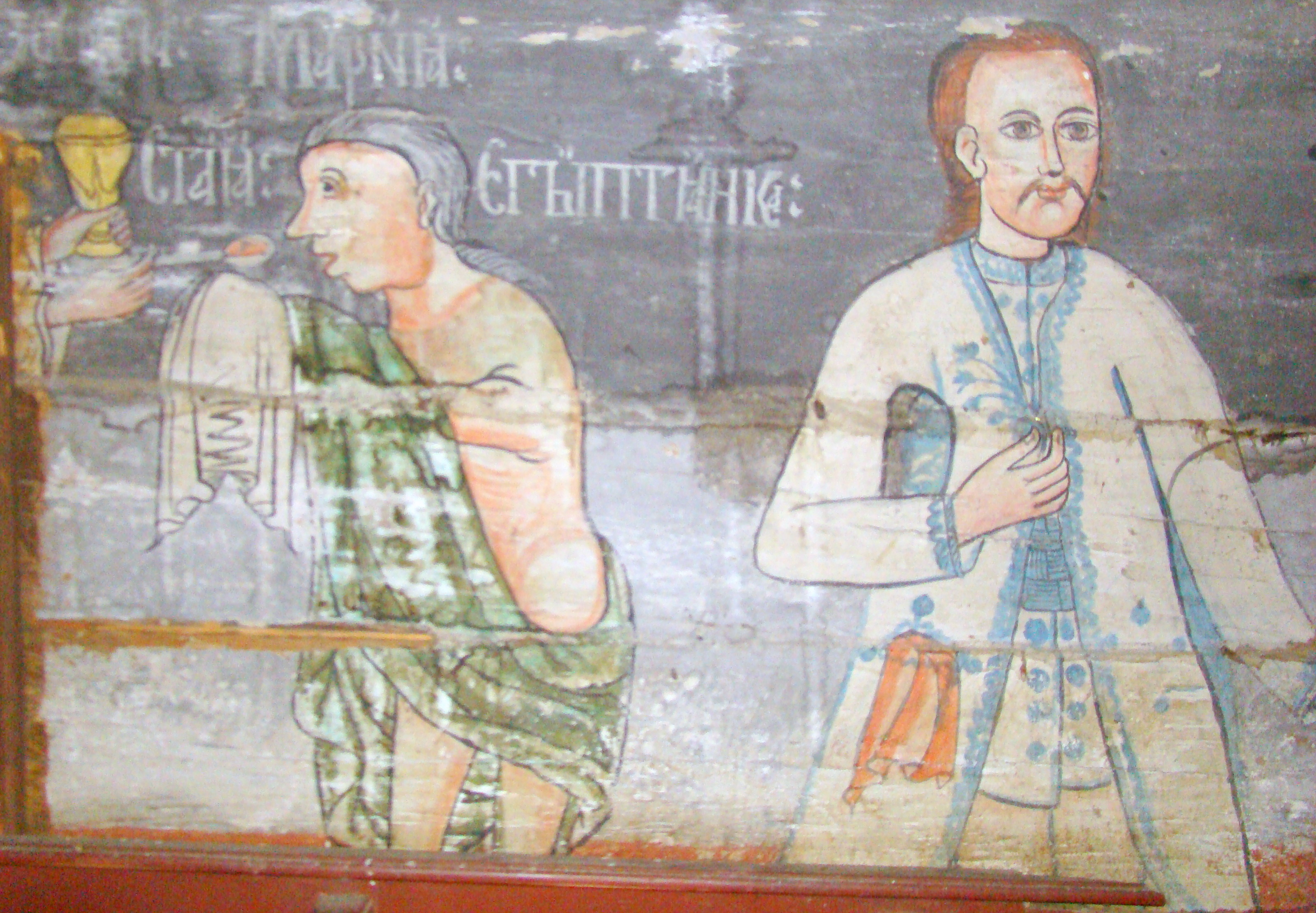
Maria Egipteanca și ctitorul bisericii, Petru Obiada (de la stânga la dreapta)

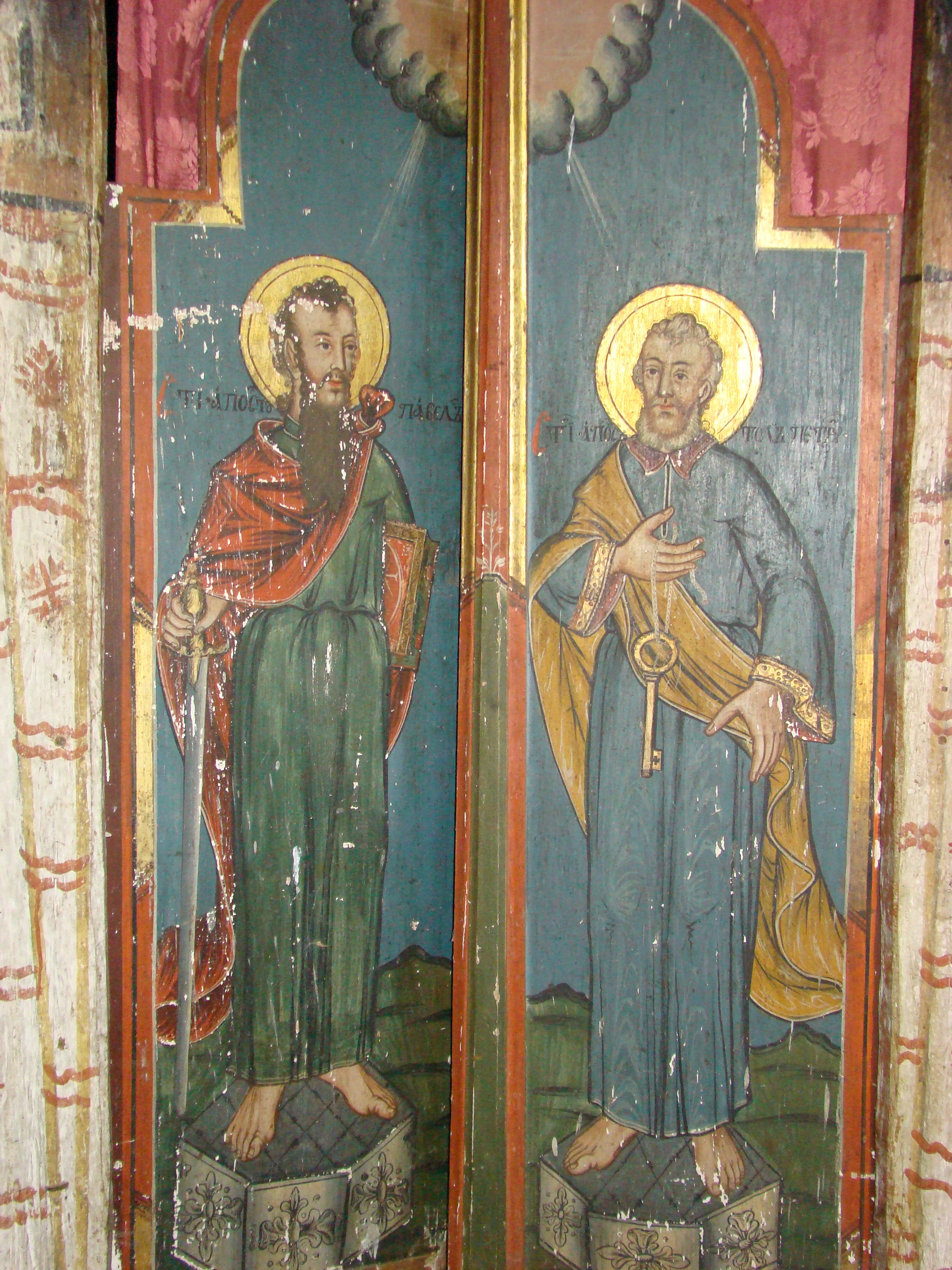
Ușile împărătești

Biserica de lemn din Zolt, comuna Fârdea, județul Timiș a fost construită în sec.XVIII (1781). Biserica are hramul „Sfinții Apostoli Petru și Pavel” (29 iunie) și se află pe noua listă a monumentelor istorice sub codul LMI  TM-II-m-A-06299.

## Istoric și trăsături
Localitatea Zolt, care aparține în prezent de comuna Fârdea, este așezată într-o vale pitorească înconjurată de dealuri și păduri. Localitatea era amintită la 1454 ca fiind proprietatea lui Ioan Huniade. Biserica de lemn a fost construită în secolul al XVIII-lea. Are planul simplu de tip navă, care se termină spre răsărit cu absida poligonală. Este construită din bârne de stejar și acoperită cu șindrilă, iar fundația este din piatră. Pereții, lucrați numai cu barda, sunt îmbinați prin cheotori și cuie de lemn și nu sunt tencuiți la exterior. Pe balustrada de la podul corului se află următoarea inscripție cu litere chirilice: „Zugrăvitu-s-a această sfântă sobovnicească și apostolească biserică în zilele împăratului nostru Iosif al doilea și prea blagoslovirea episcopului nostru...Timișoara, popa Mihai Popovici, Petru Obeadă, George Obeadă, Teodor Zugravul, Tănase din Lugoj, anul 1781.” Pe o cruce din lemn , având mărimea de 60x30 cm, pe partea din spate se găsește scrisă cu litere chirilice însemnarea: „Această sfântă cruce pentru veșnica pomenire au dăruit Aug(h) el Domnesc Sf. Biserici Zoltului în anul 1822. Sub postament, tot în litere chirilice, stă însemnarea: „Ferdan Zugravu din Vârșeț.” În interior biserica este integral pictată pe bolți și pereți în tehnica specifică zonei, tempera direct pe suprafața de lemn. Pictura a fost terminată în anul 1781 de către Teodor Zugravul și Atanasie din Lugoj. În pronaos apare portretul ctitorului, Petru Obiada, țăran bănățean de seamă, îmbrăcat în costum de sărbătoare. Câteva însemnări indică faze de pictare și din secolul al XIX-lea. Prin armonia și frumusețea picturii murale, biserica de lemn din Zolt este unul dintre cele mai importante monumente aparținând arhitecturii populare din zona Făgetului. Frumoasa bisericuță din Zolt, care atrage grupuri numeroase de turiști străini, necesită lucrări urgente de consolidare; un simplu panou pe care este inscripționat „monument istoric” nu este suficient pentru a o proteja.

## Imagini din exterior

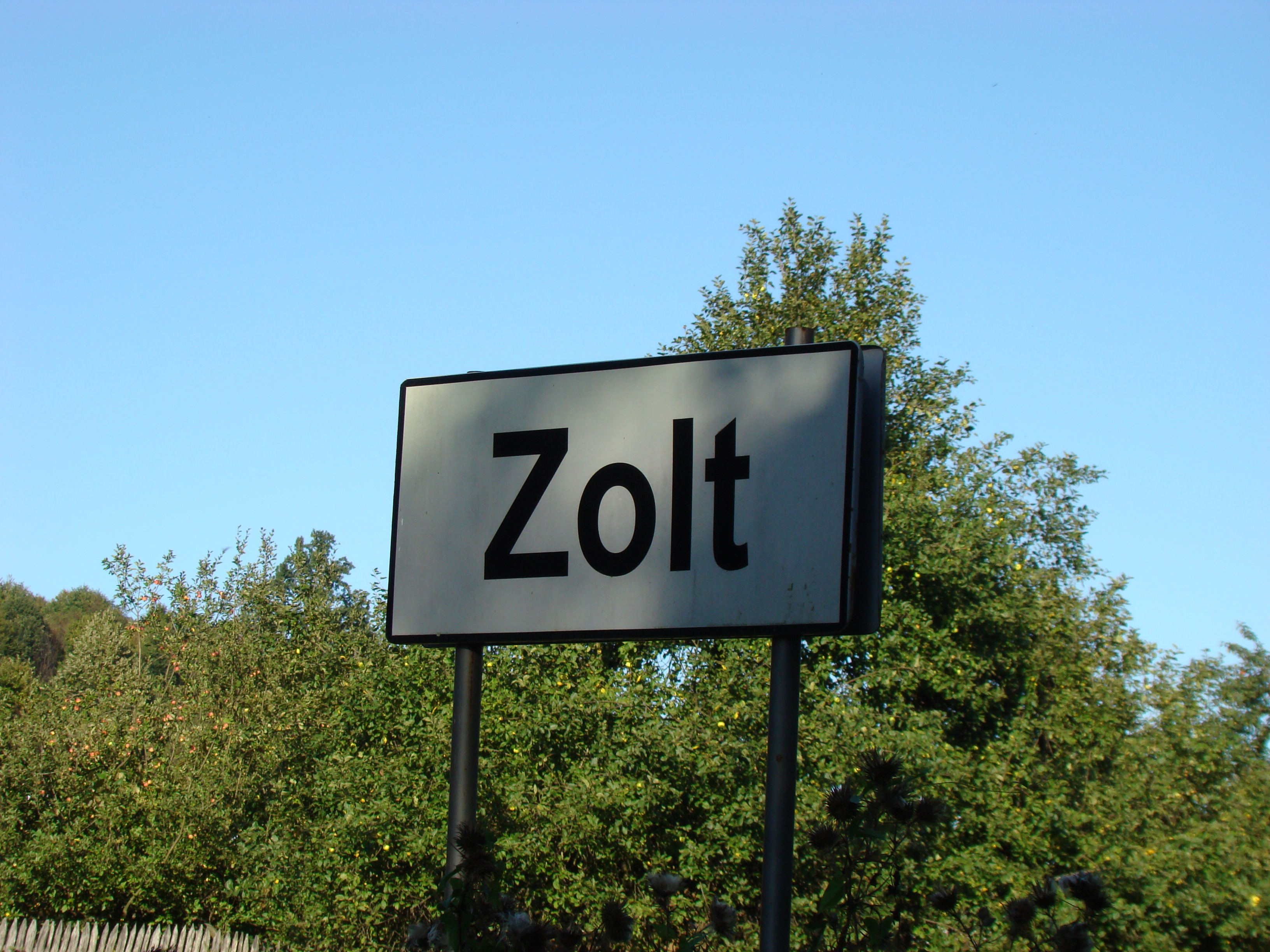
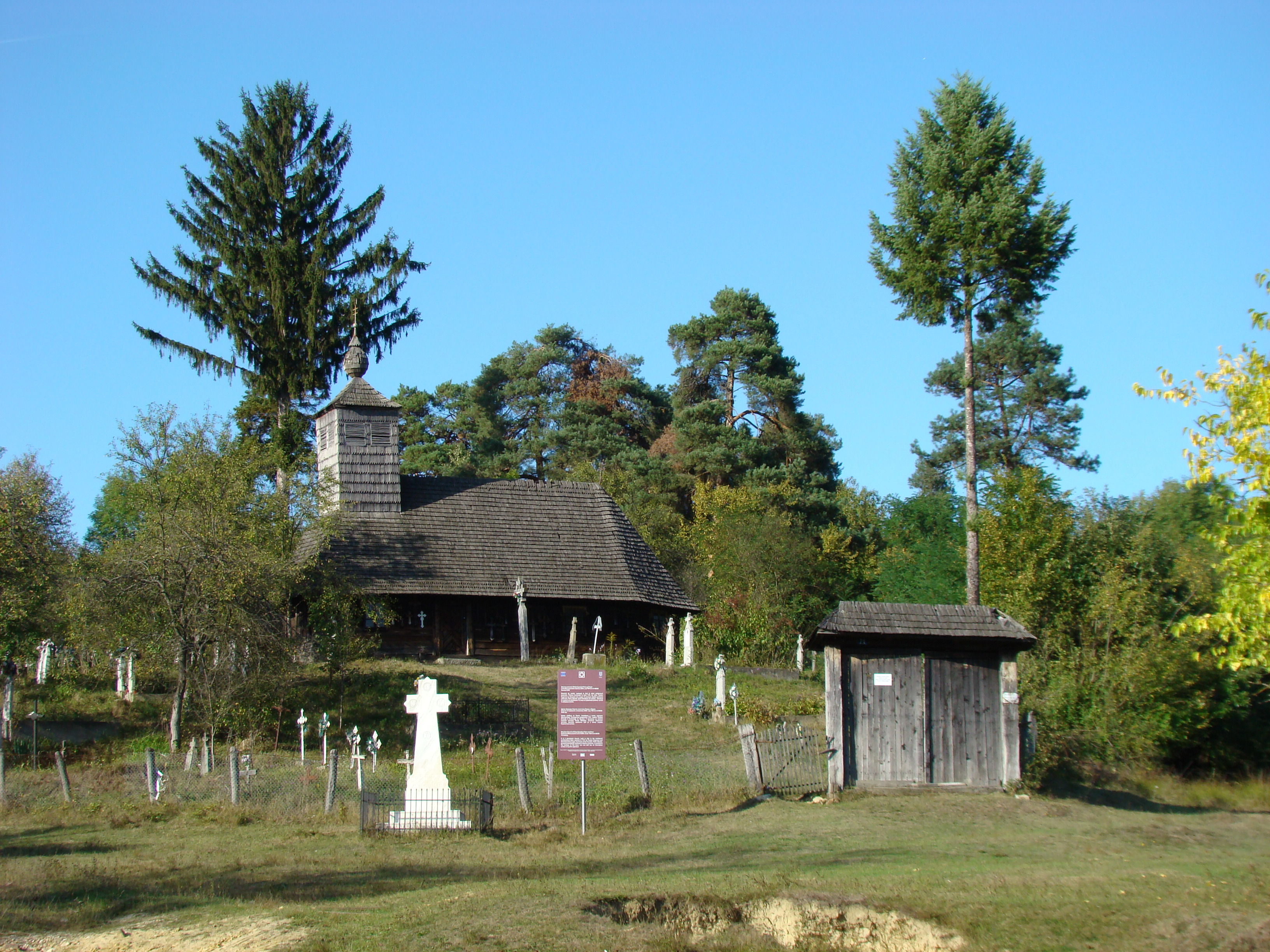
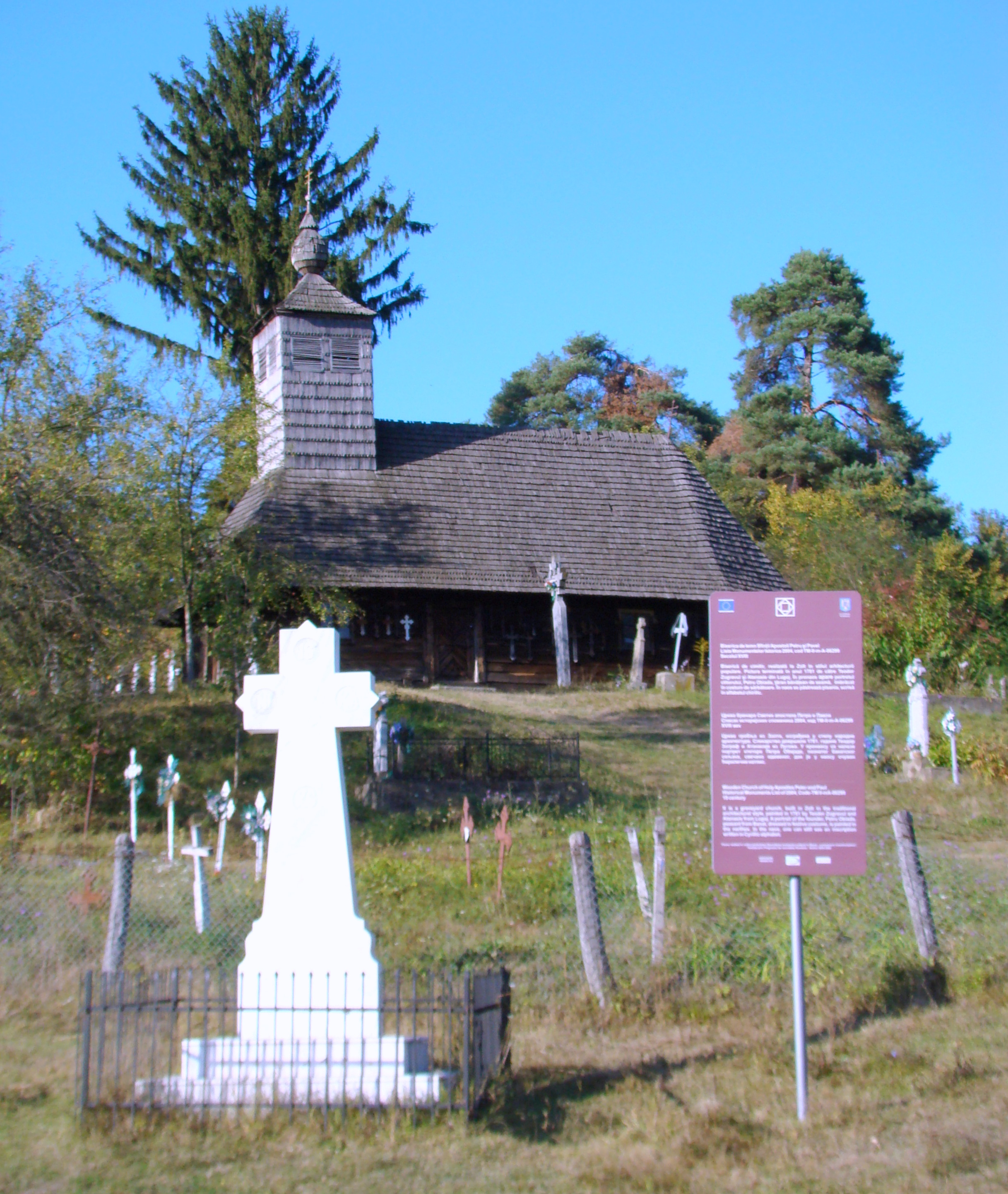
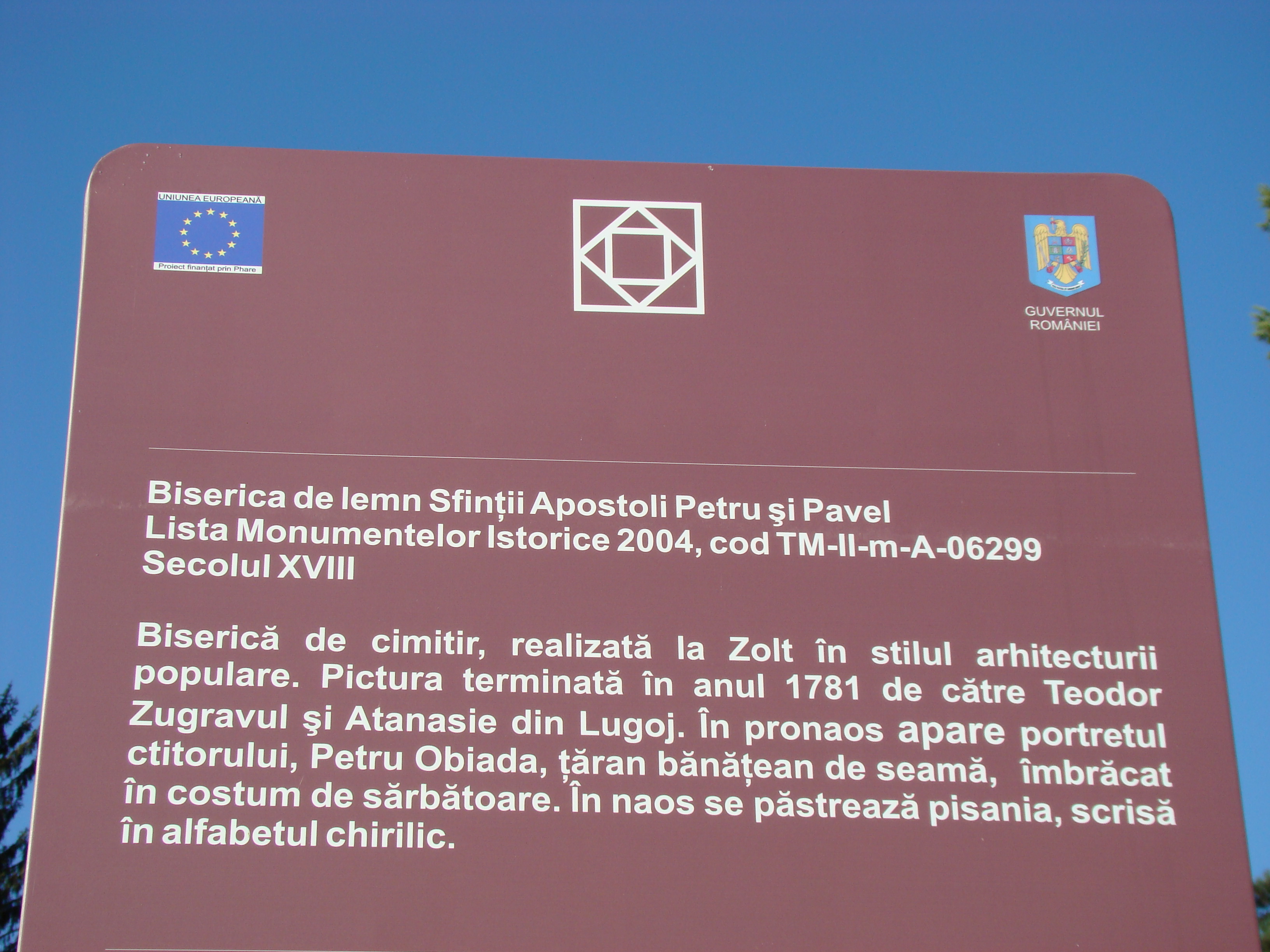
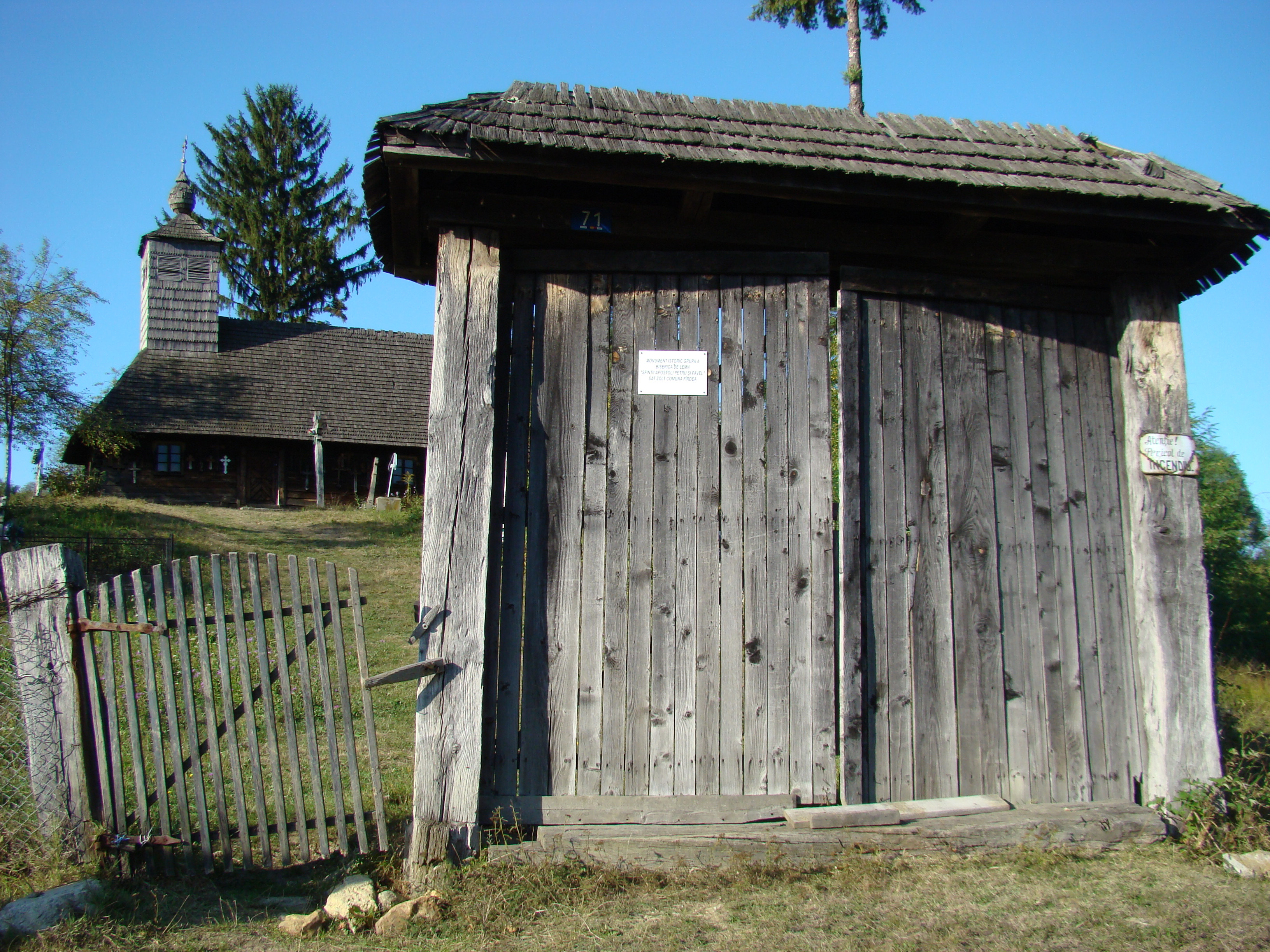
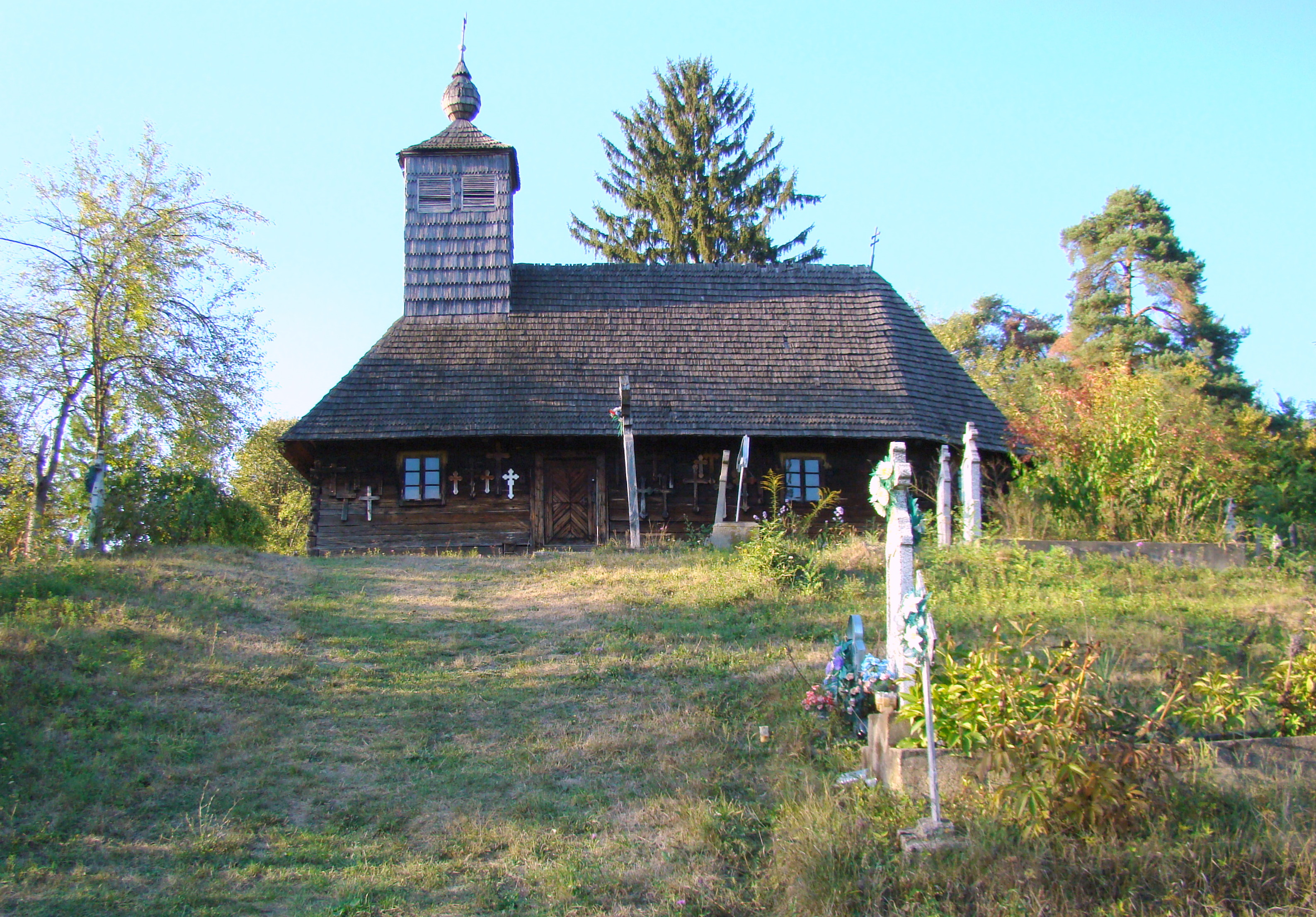
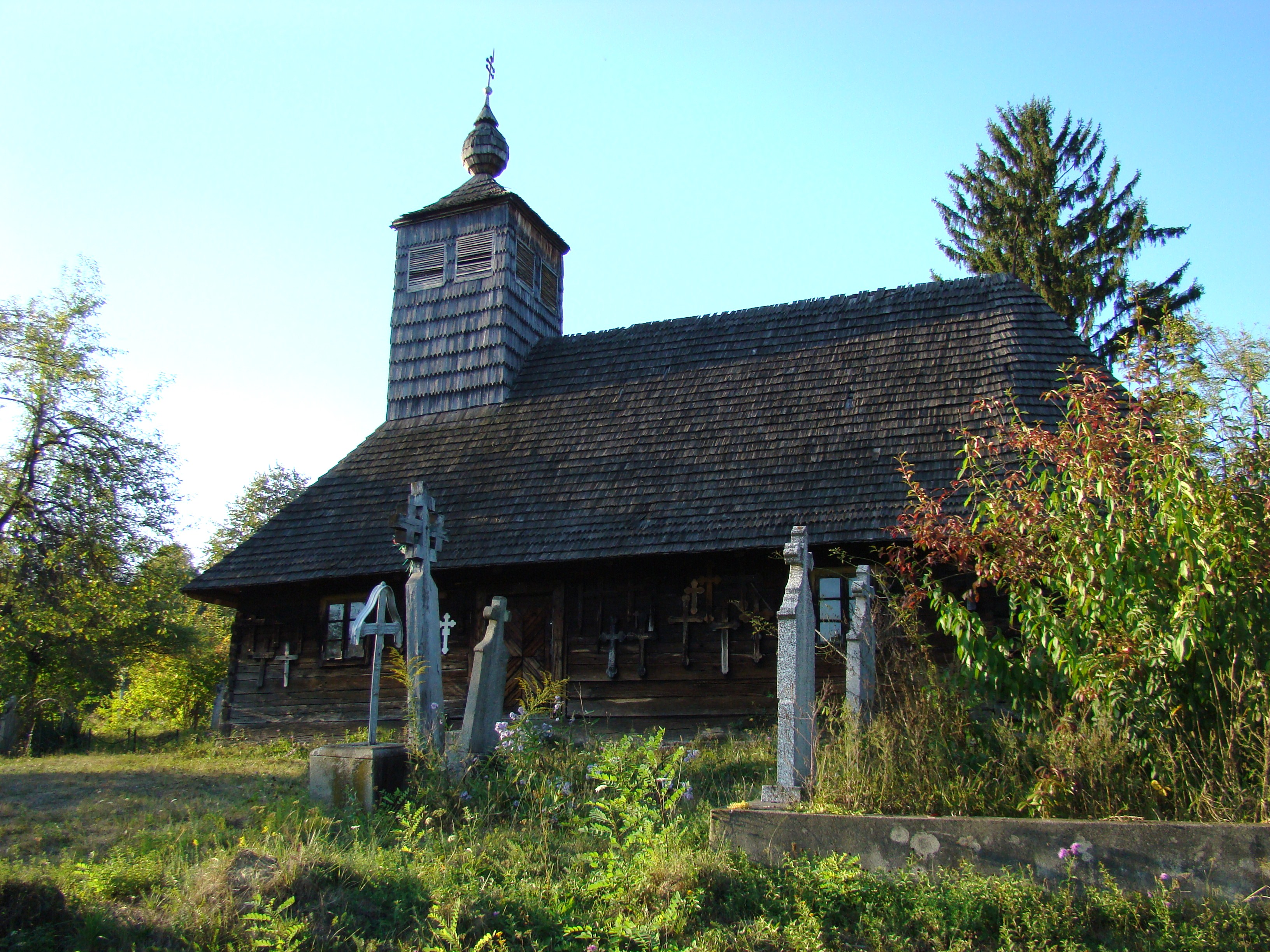
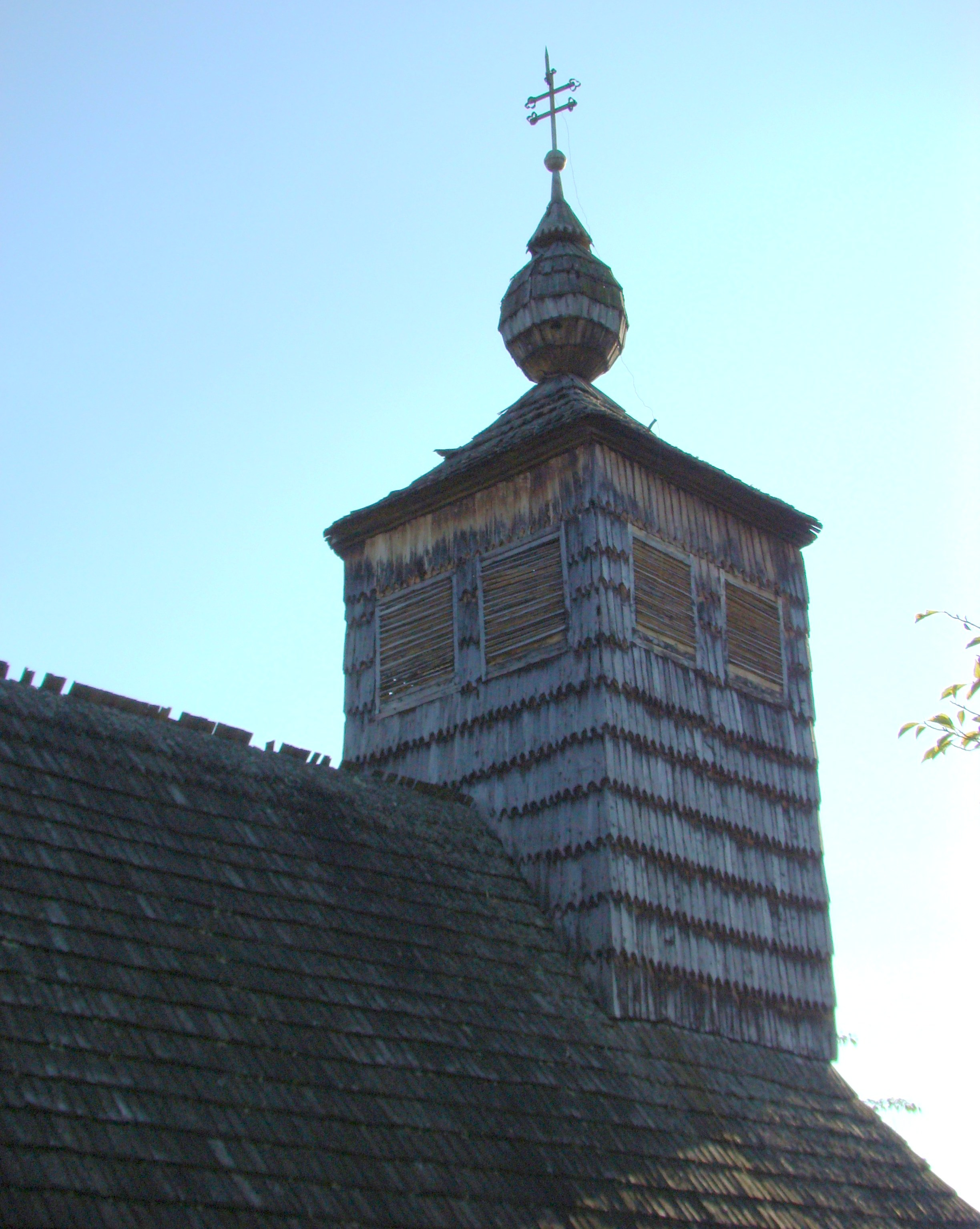
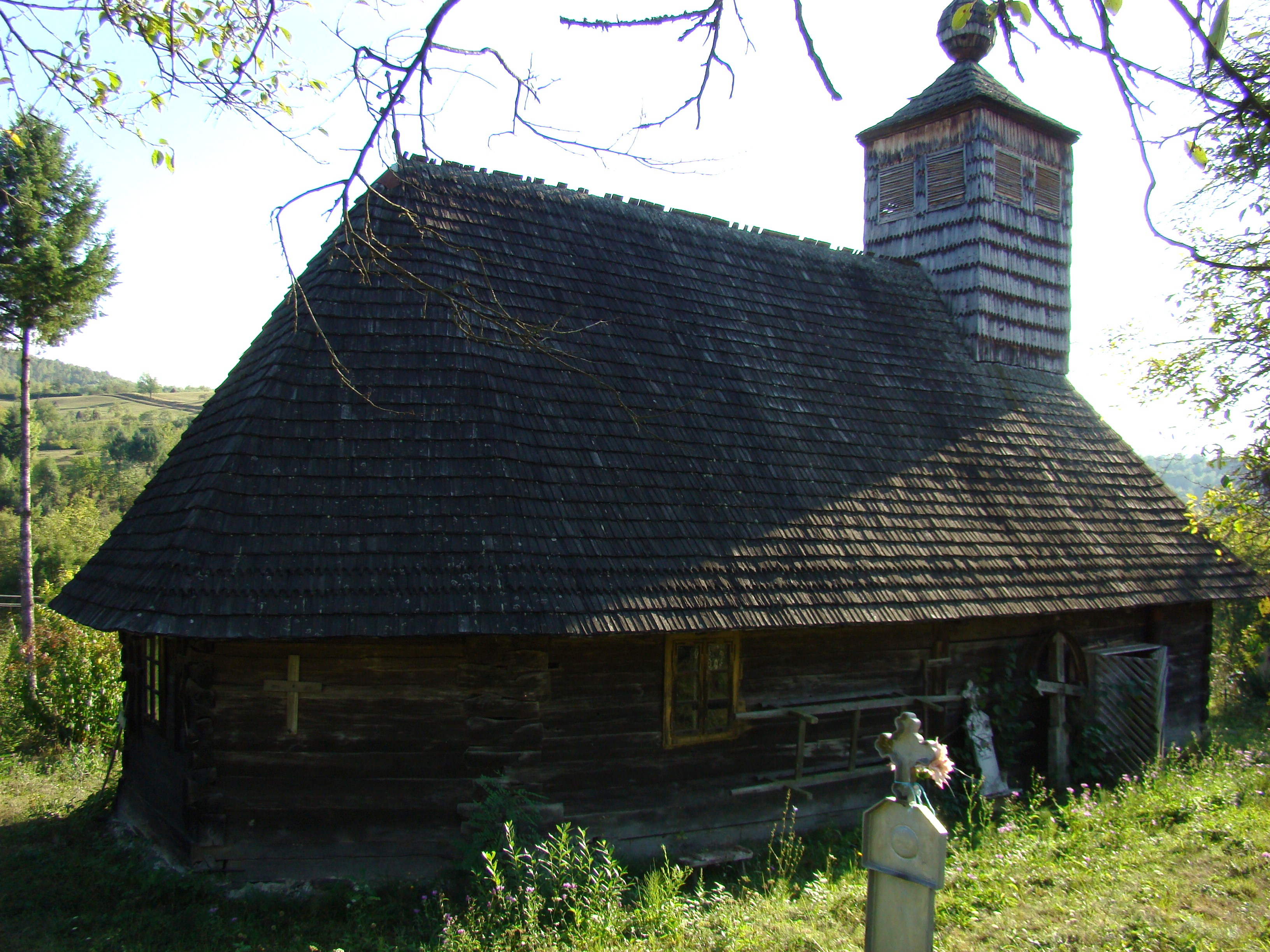
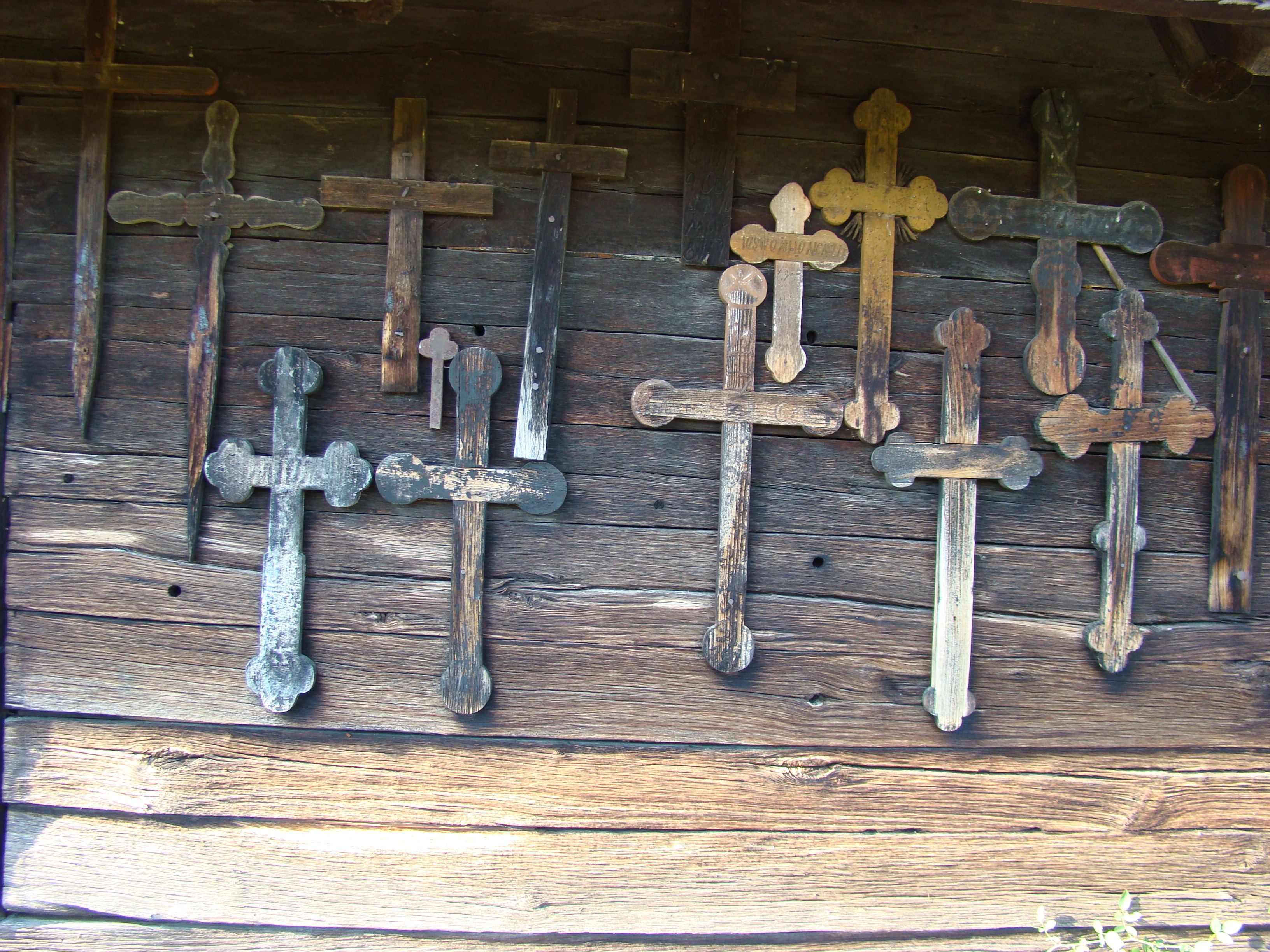
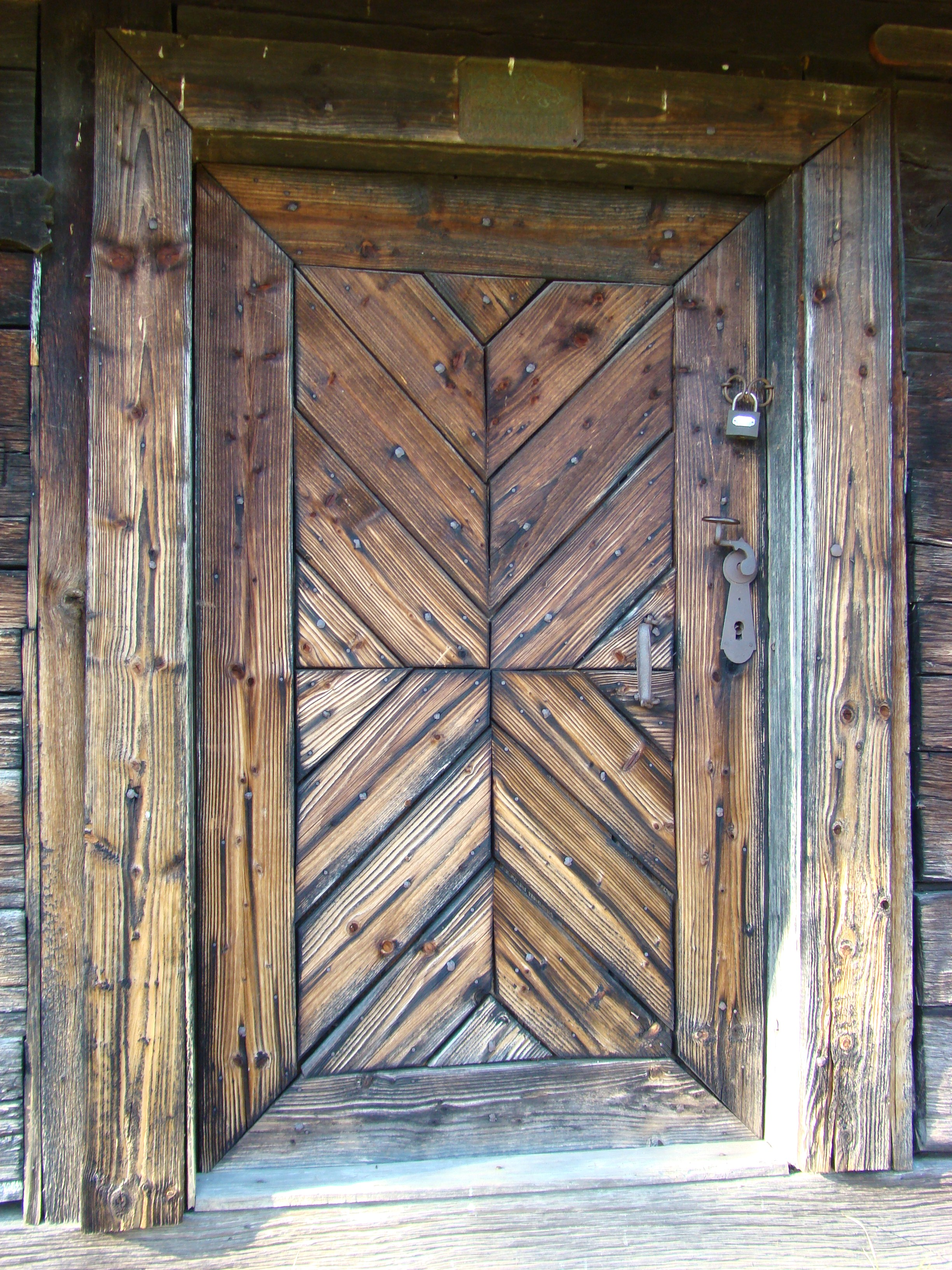
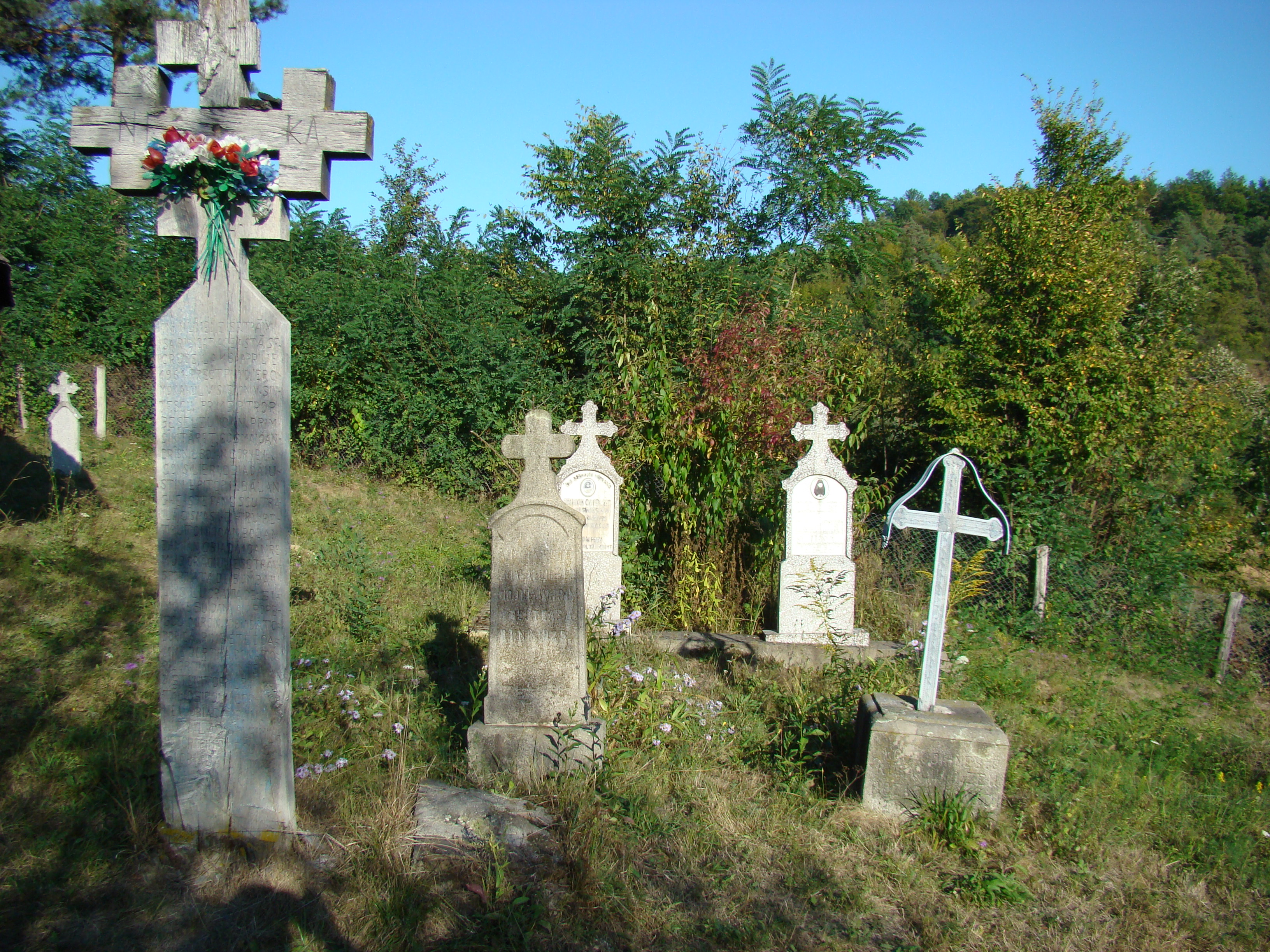
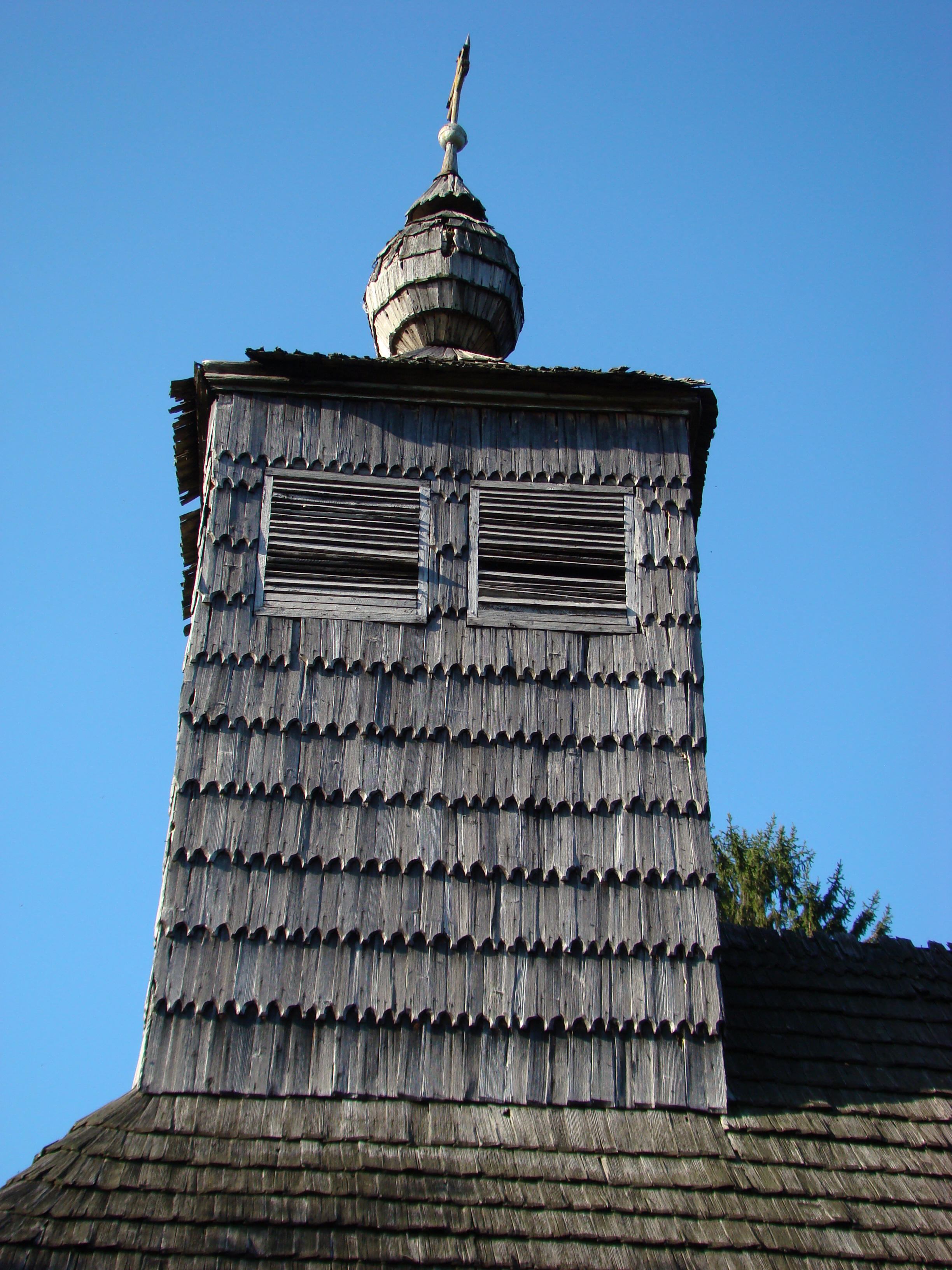
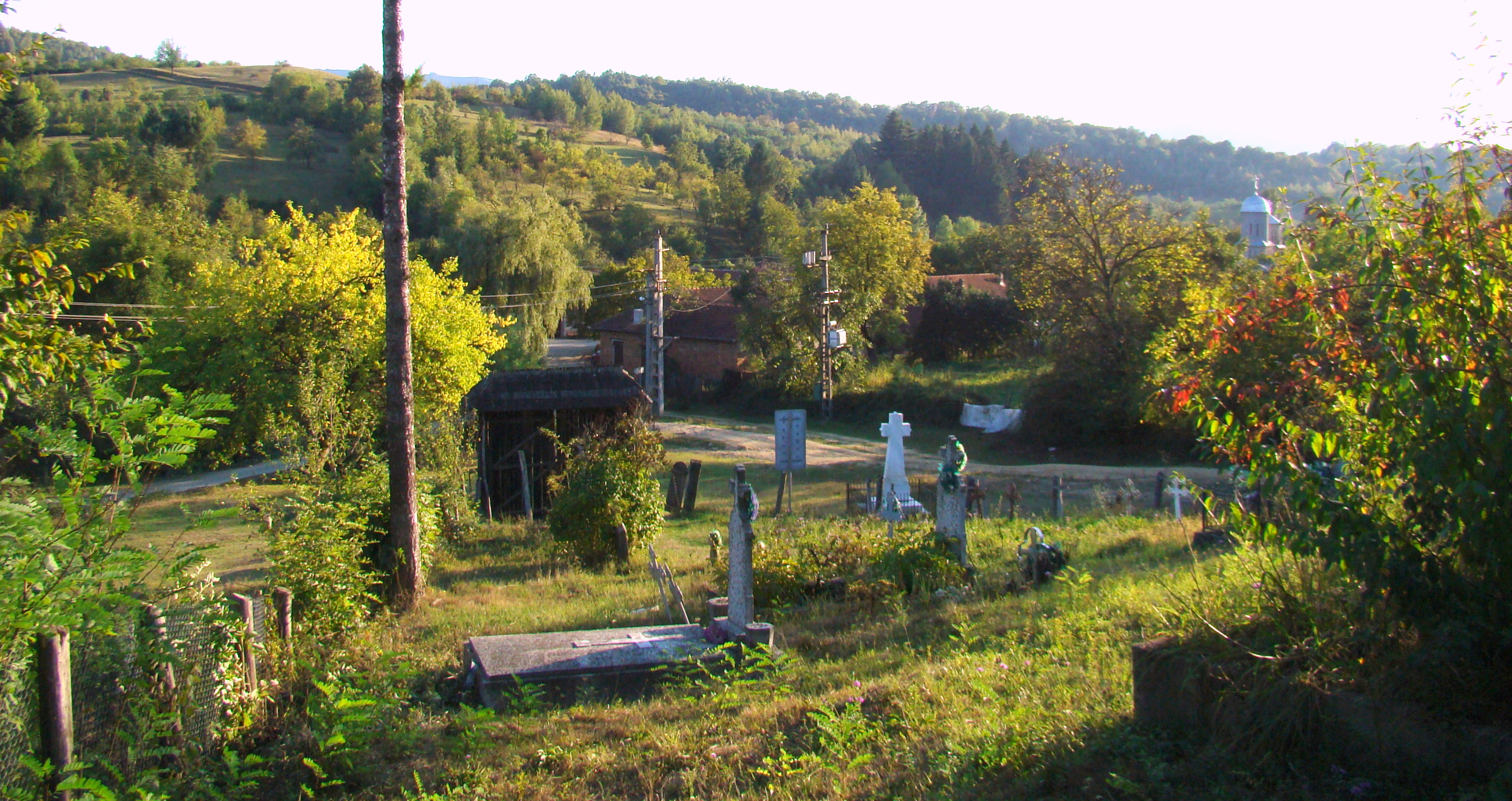
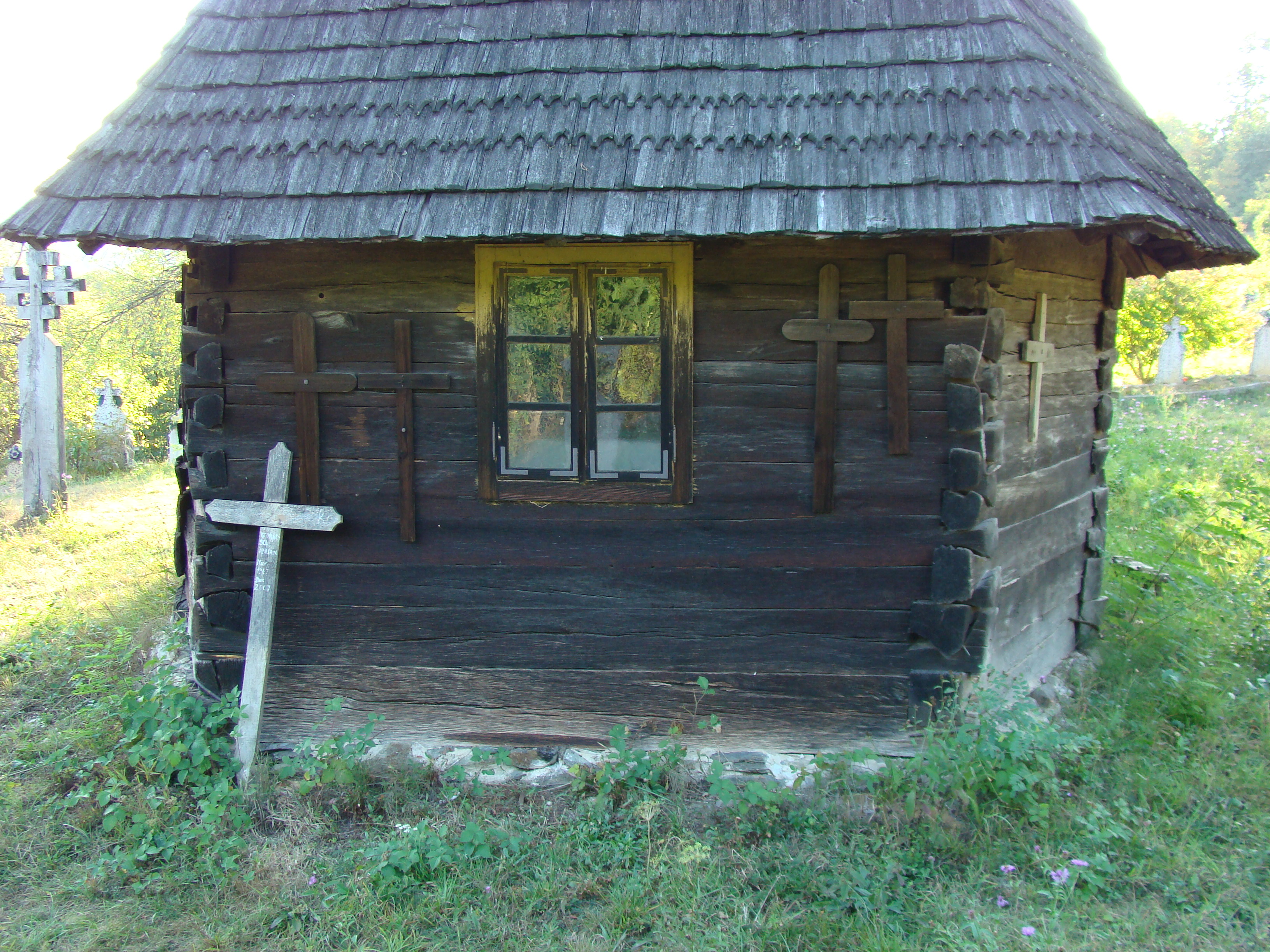
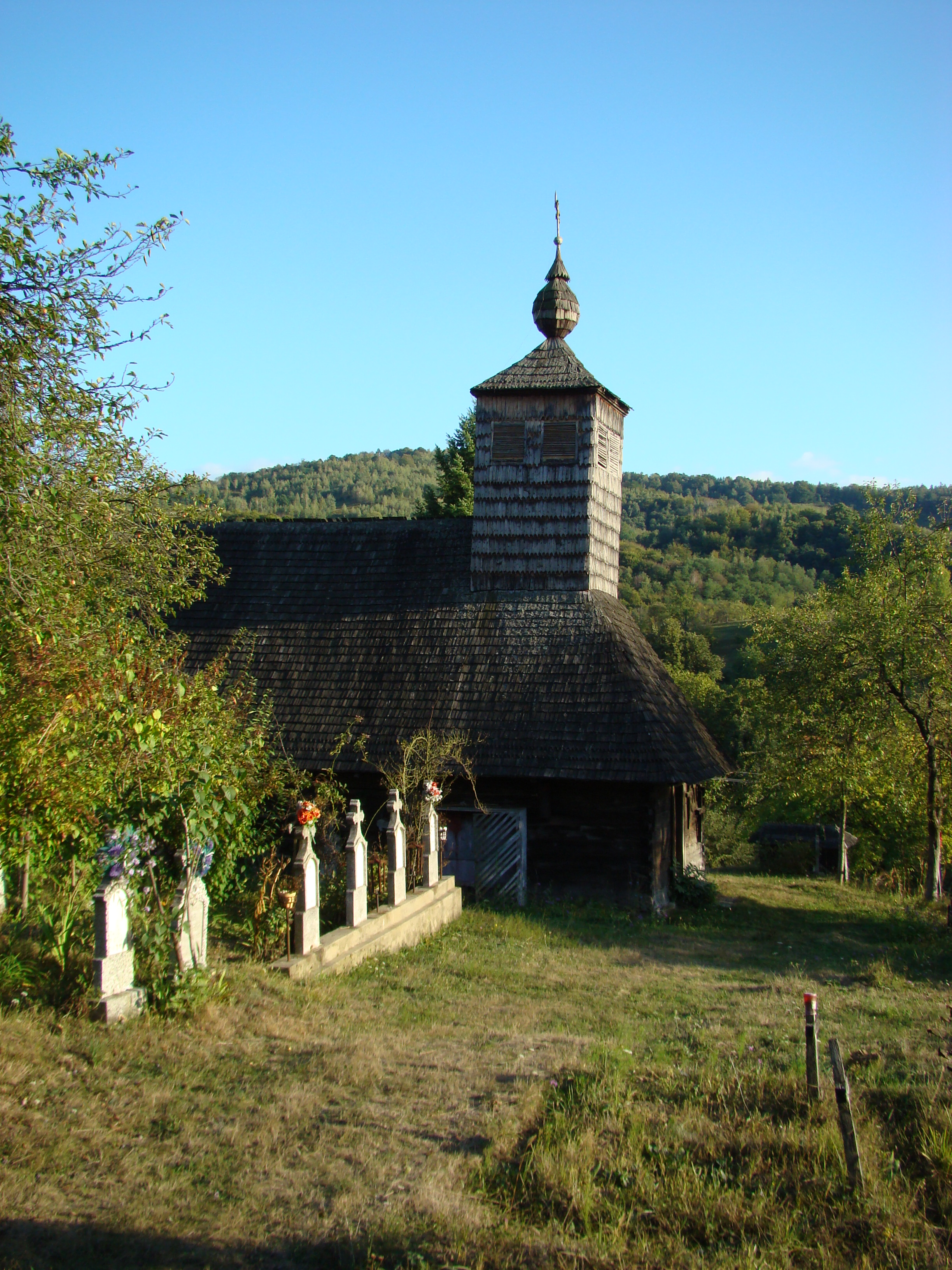
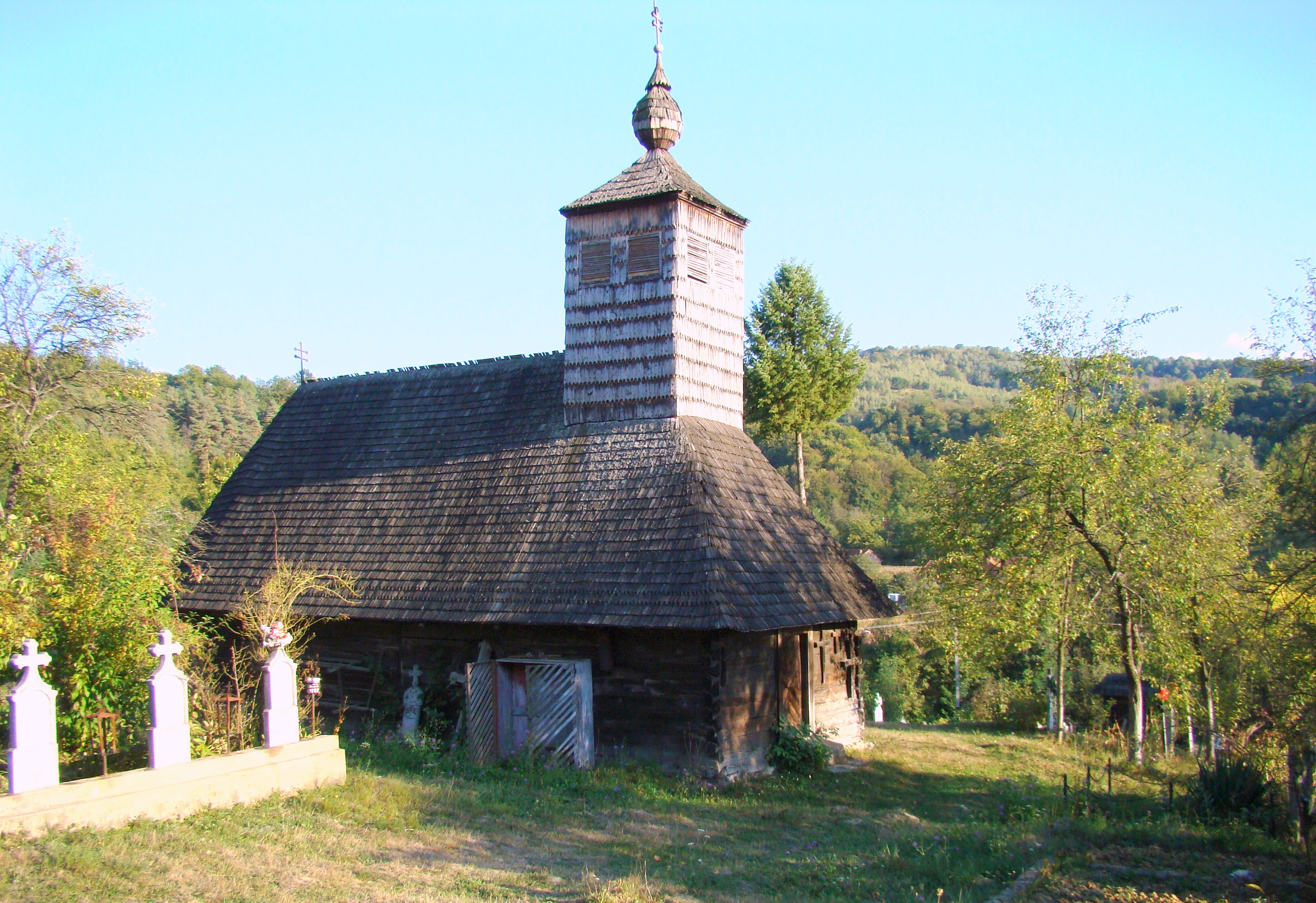

## Imagini din interior

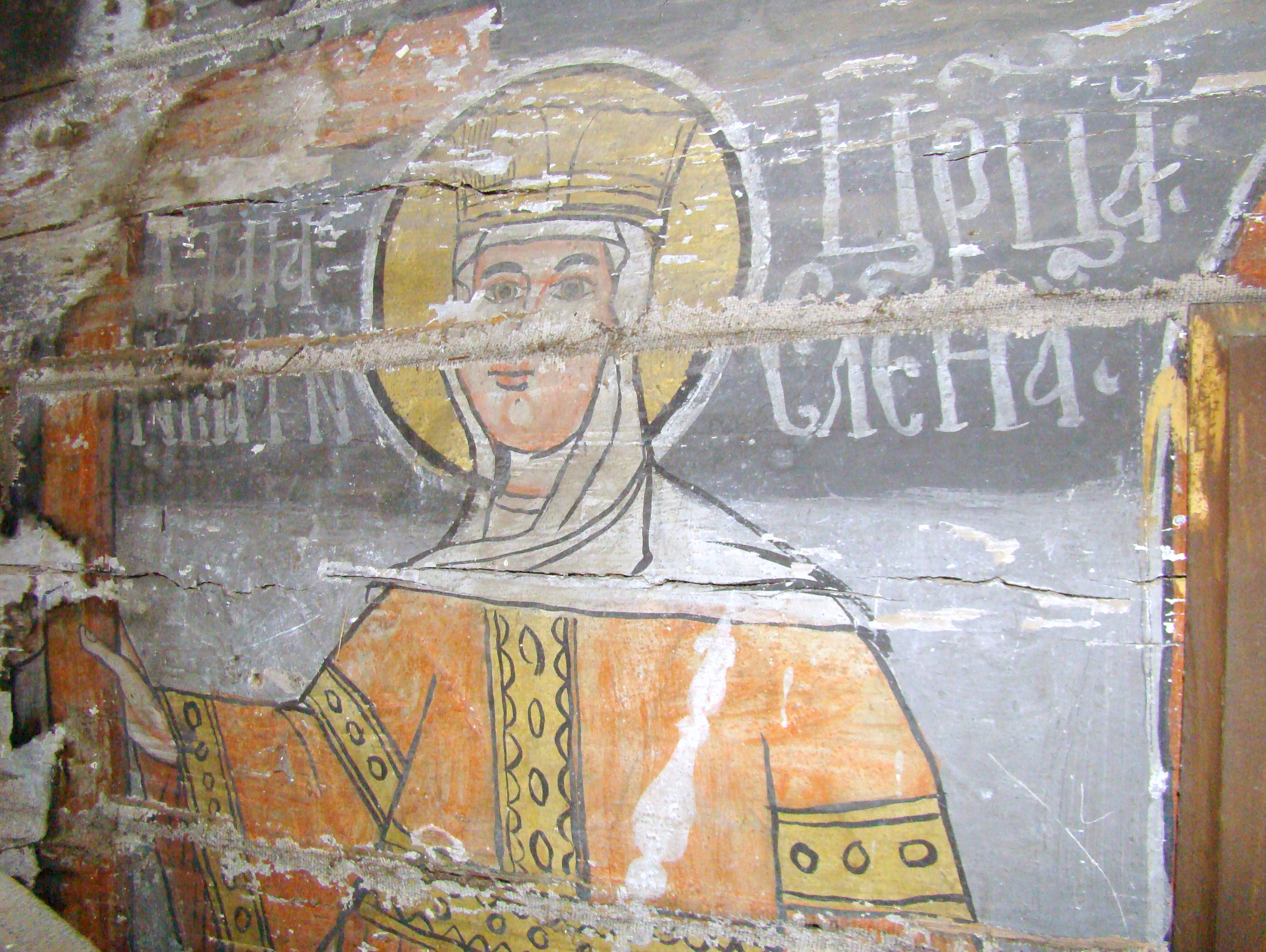
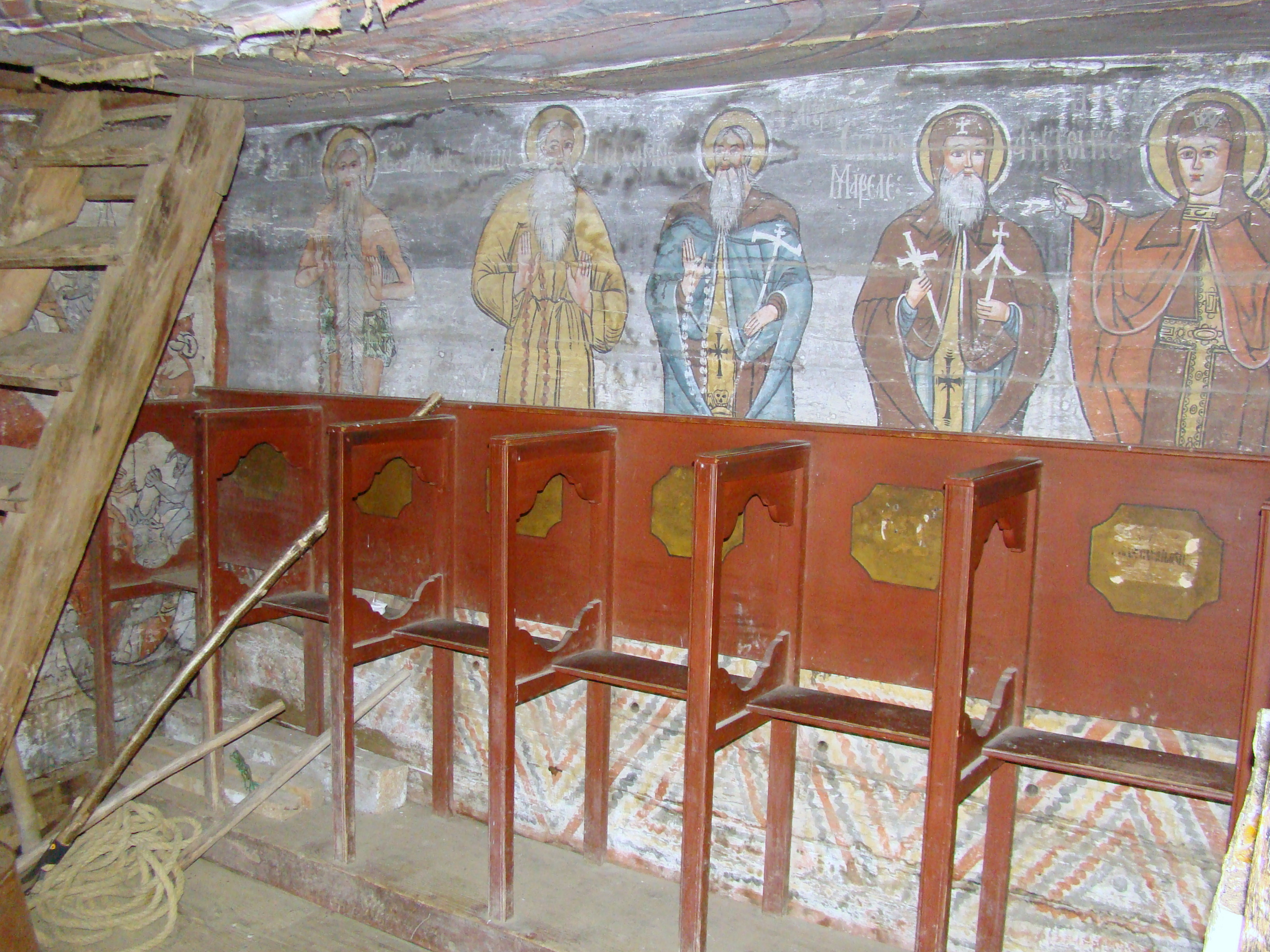
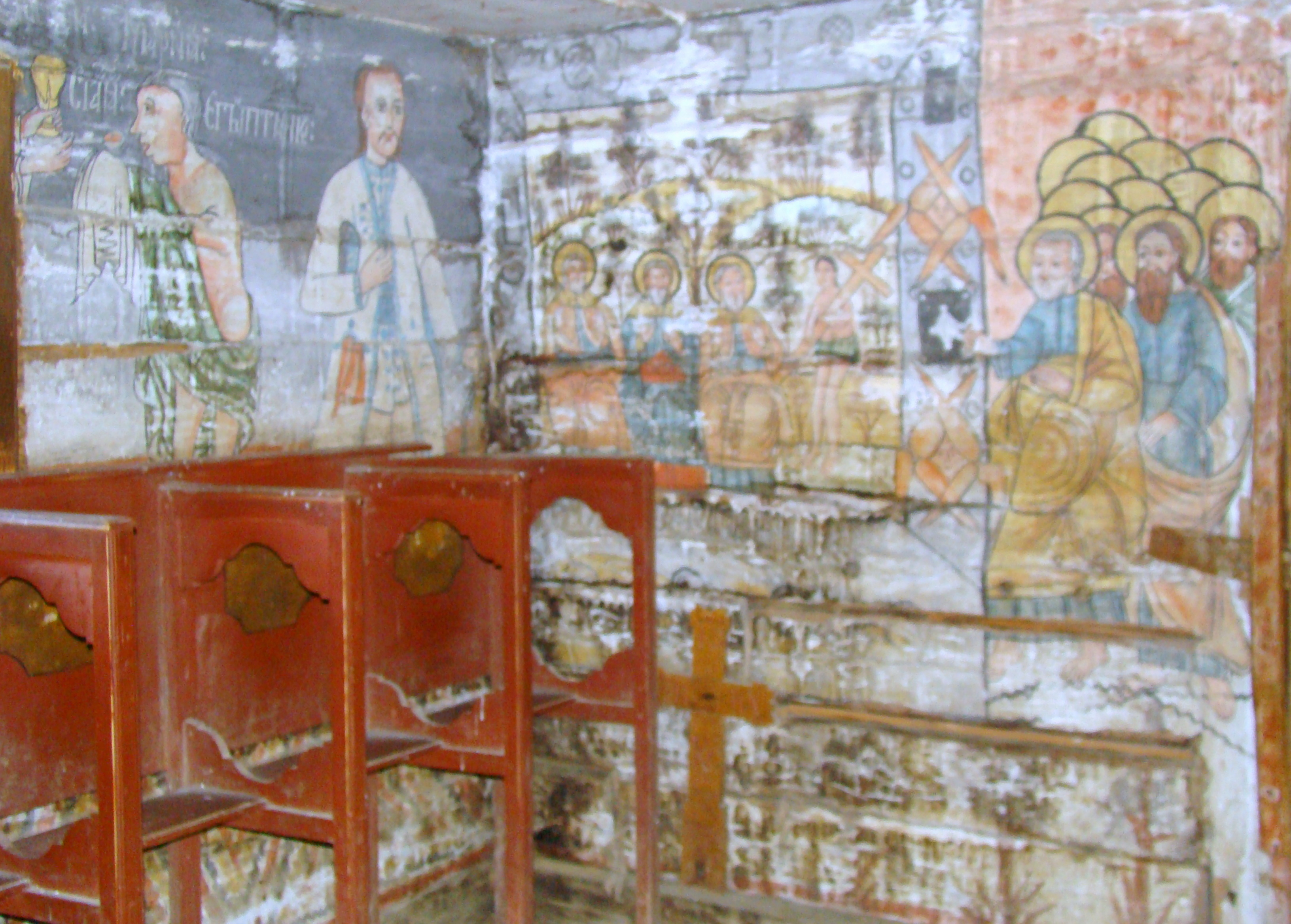
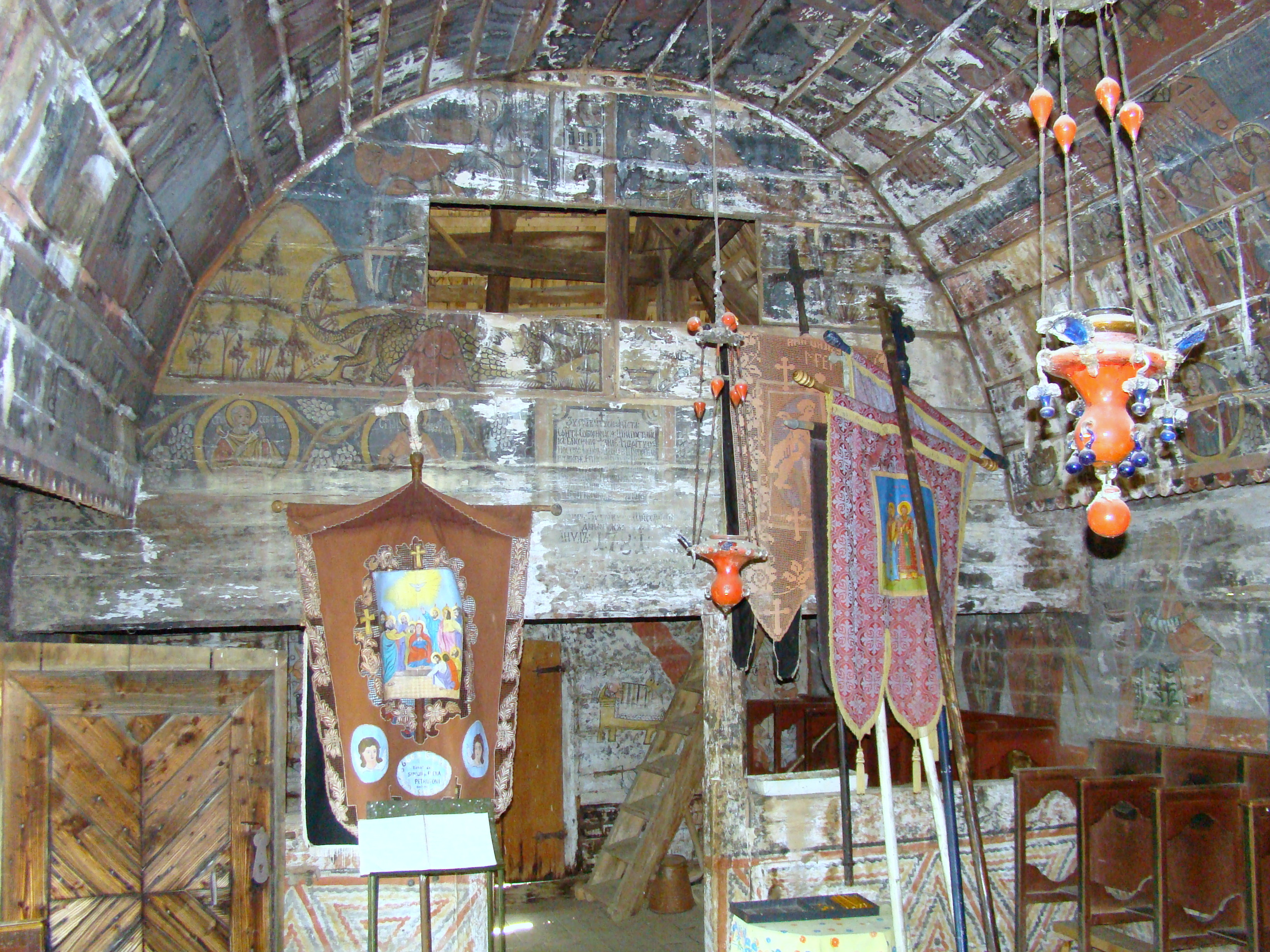
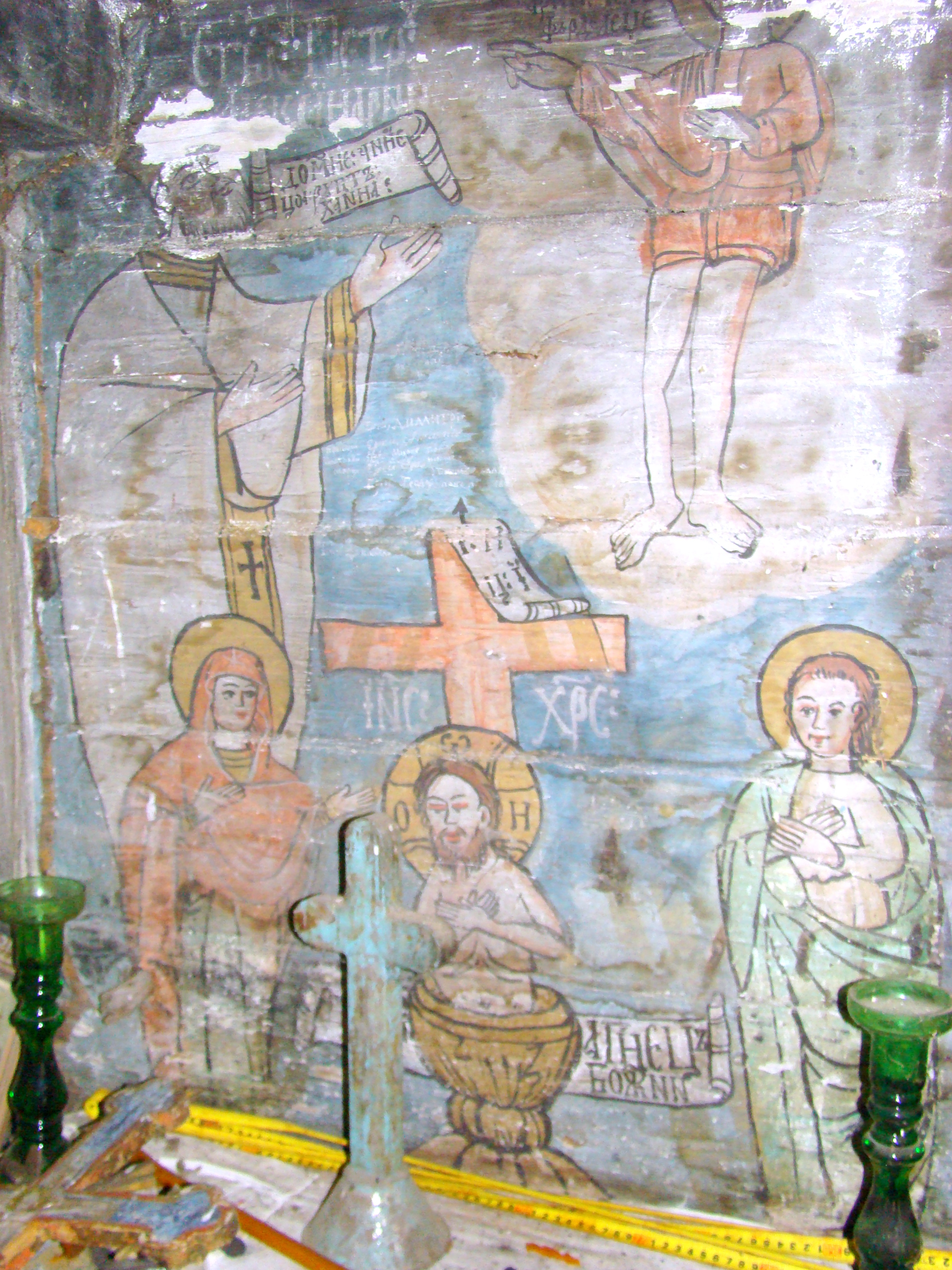
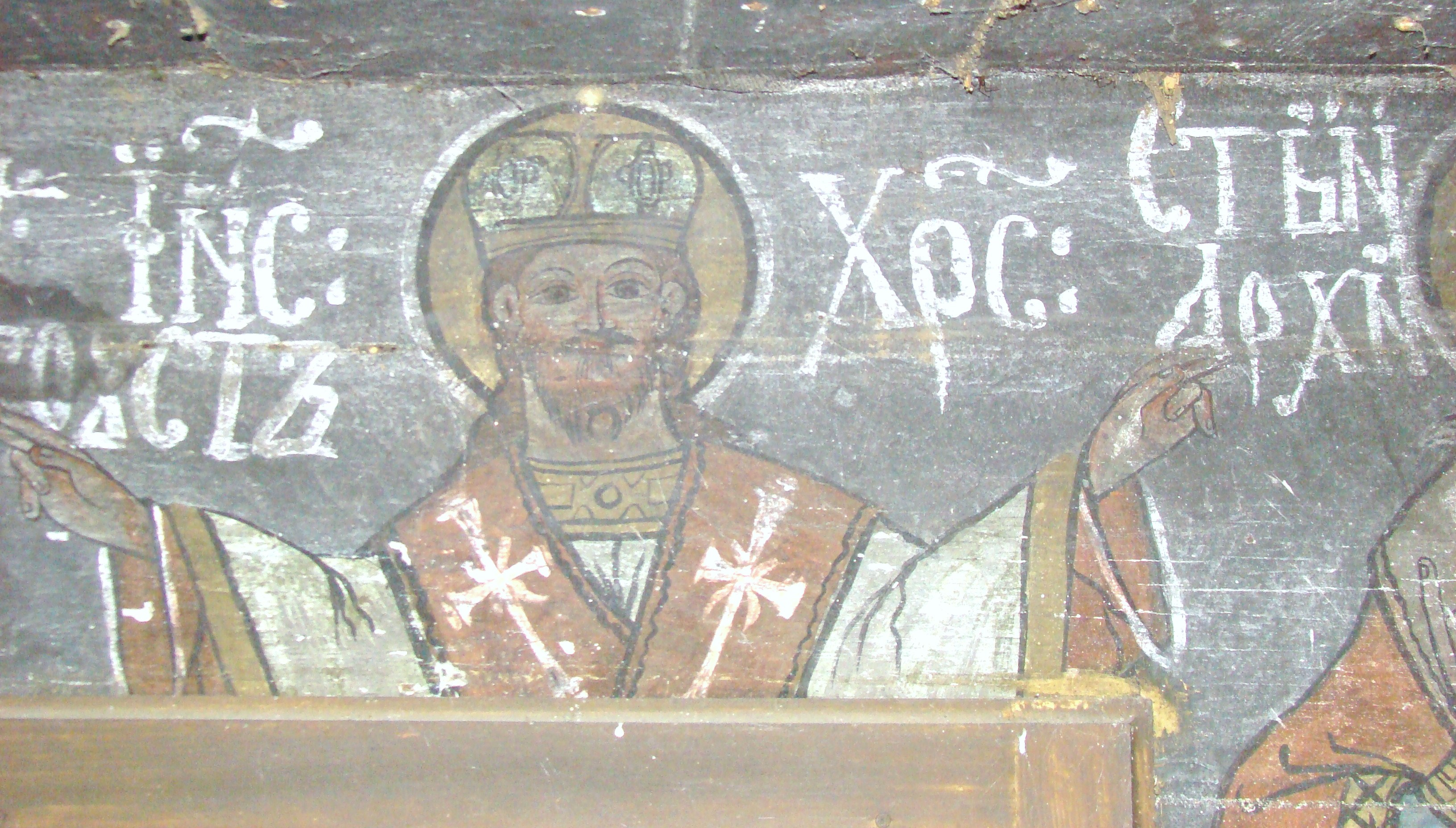
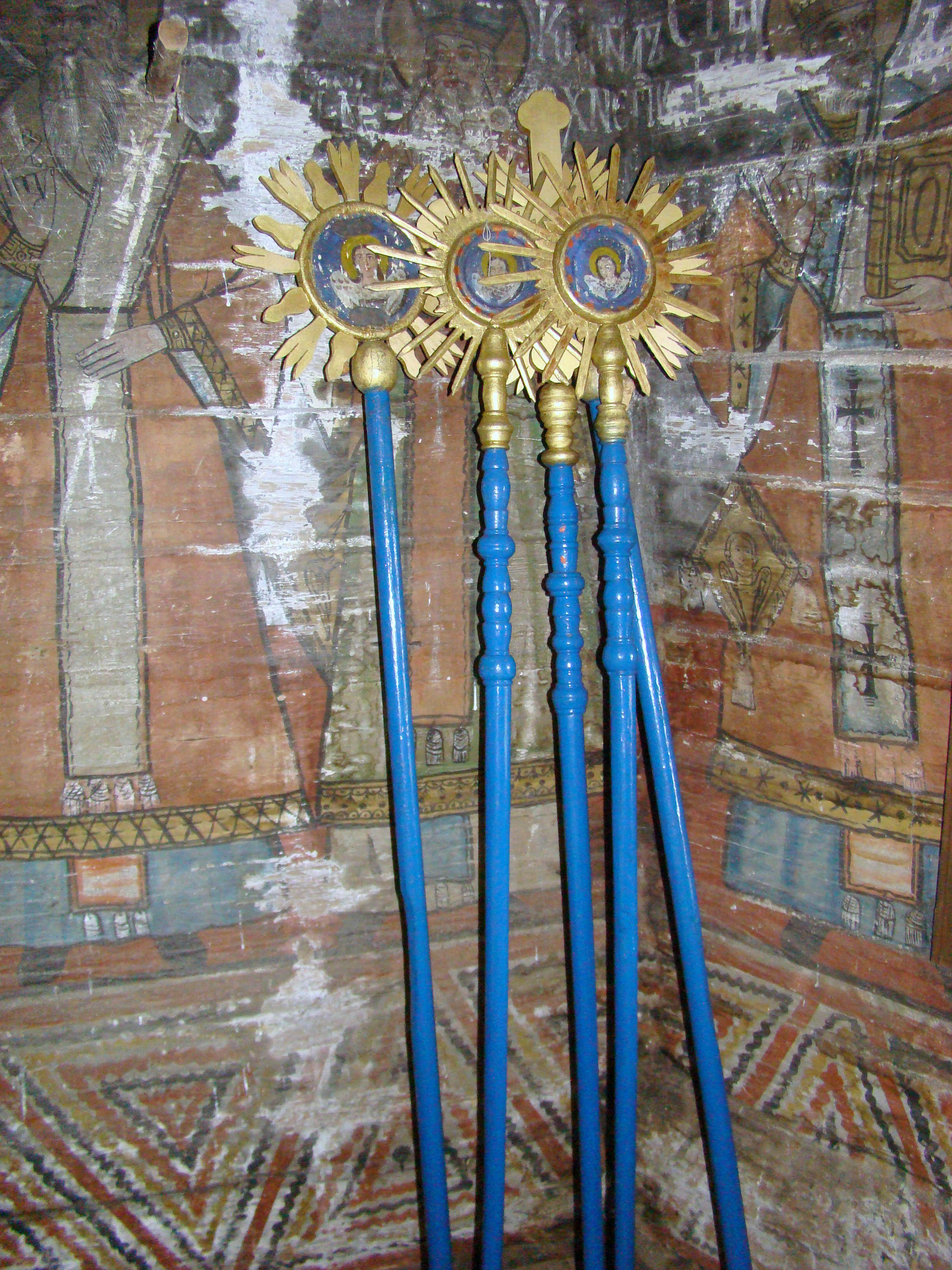
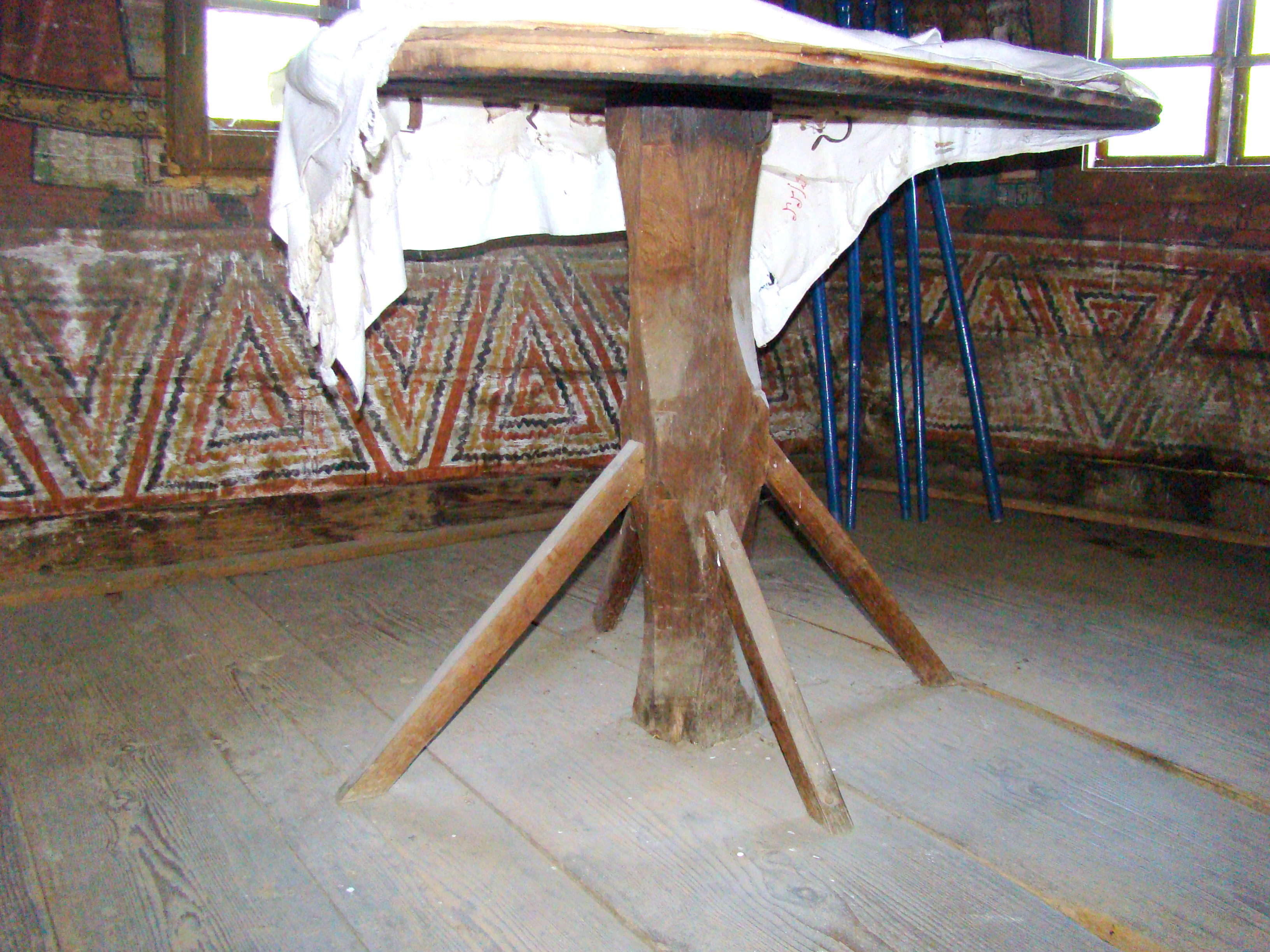
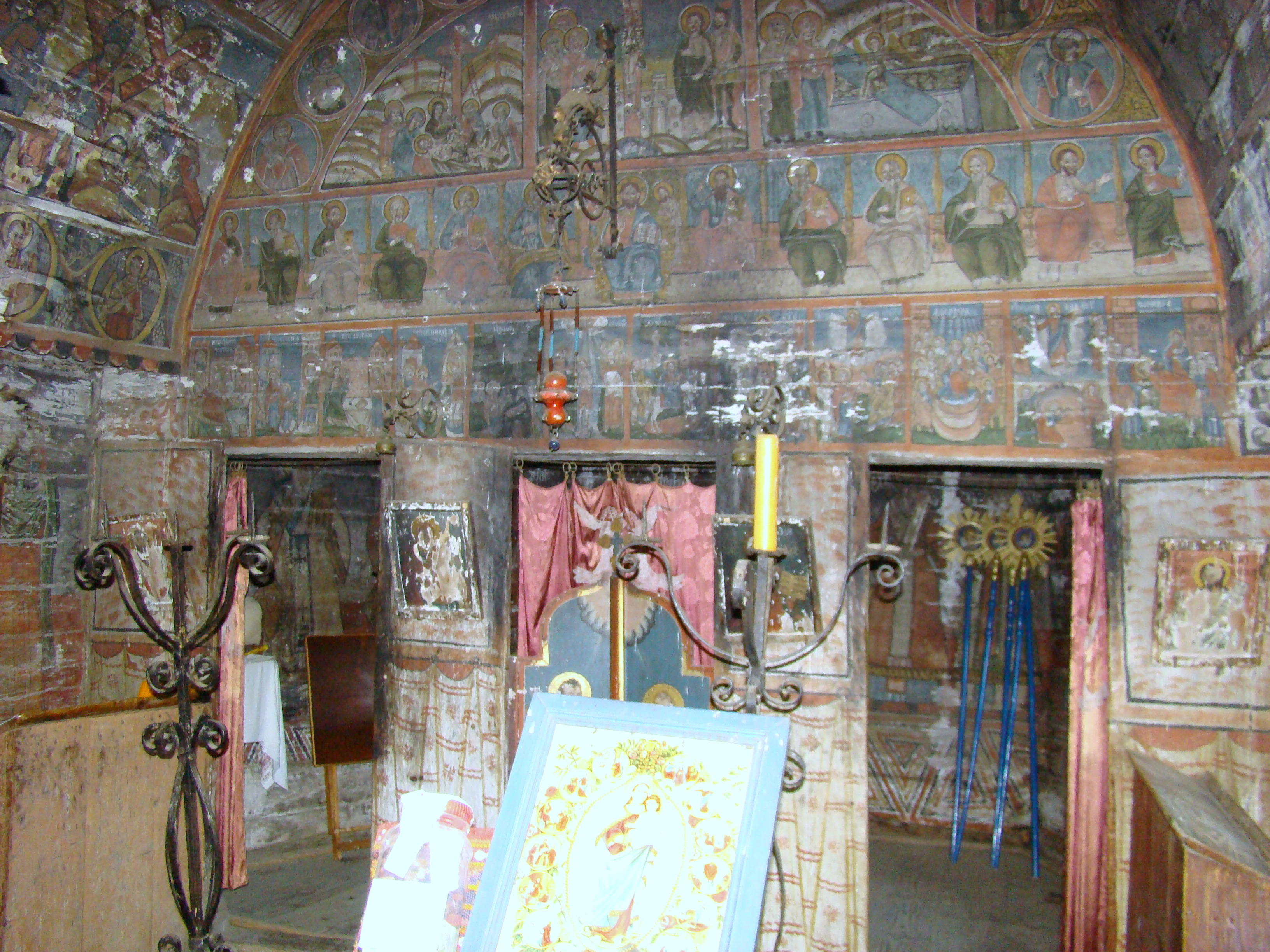
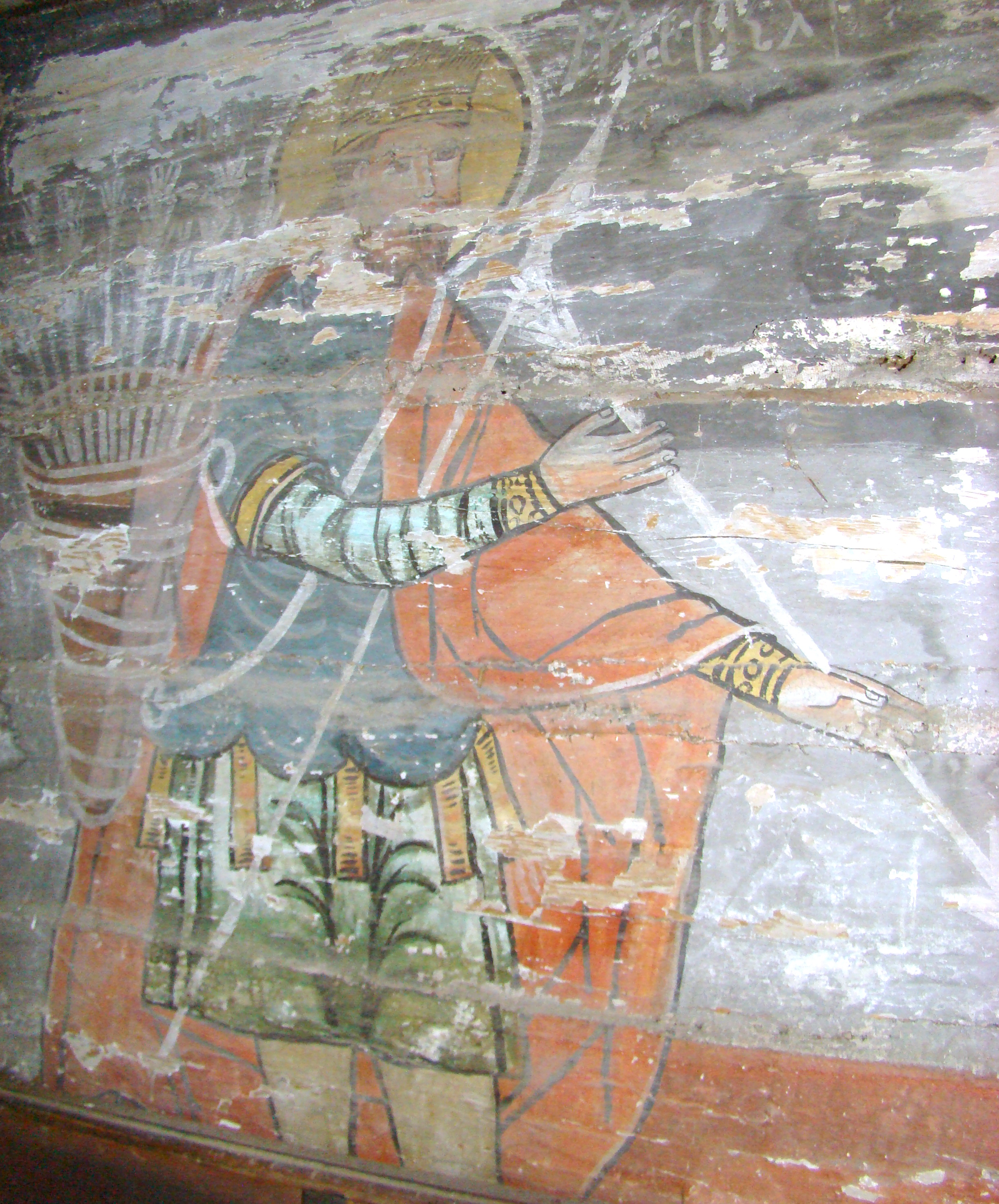
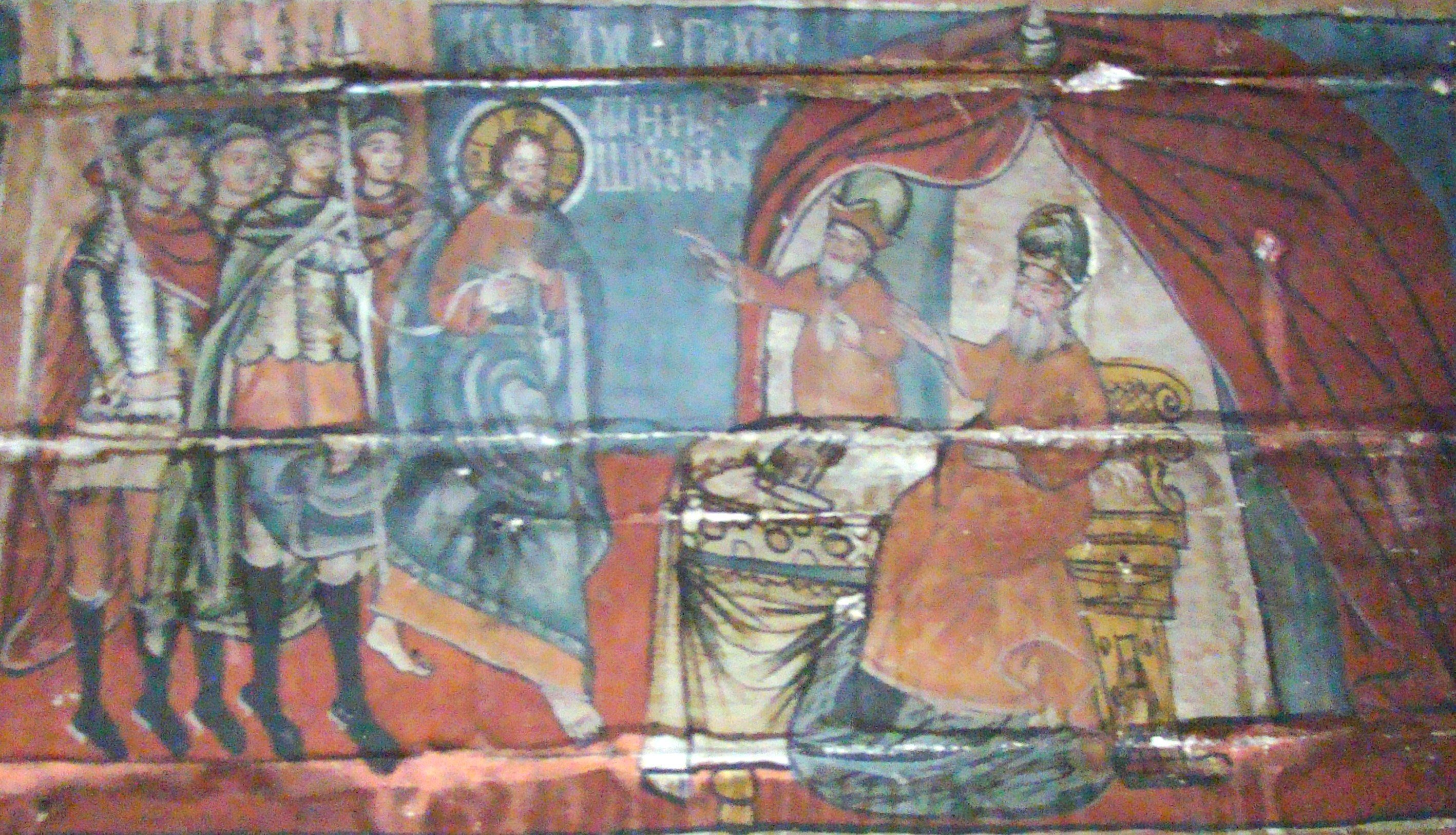
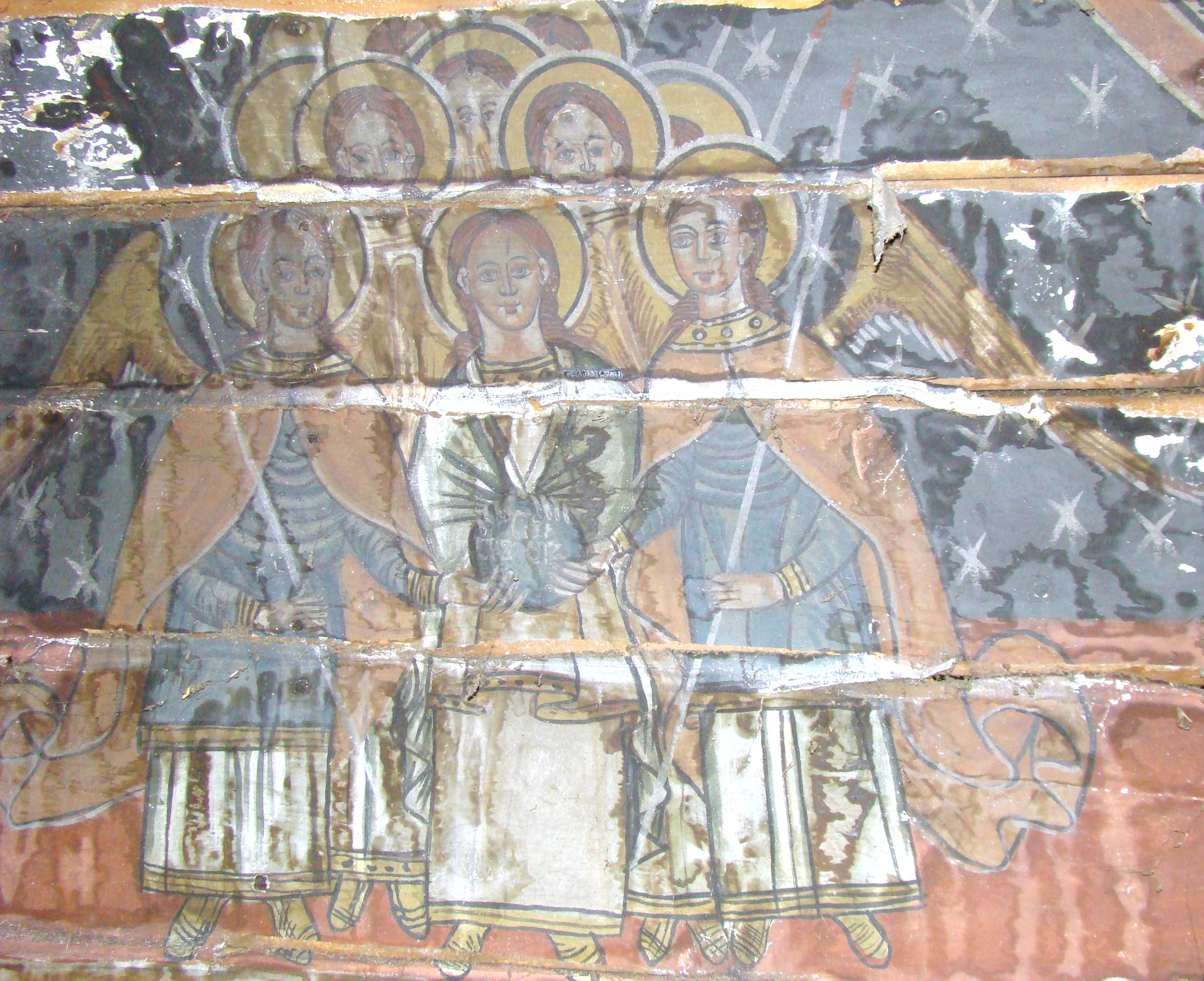
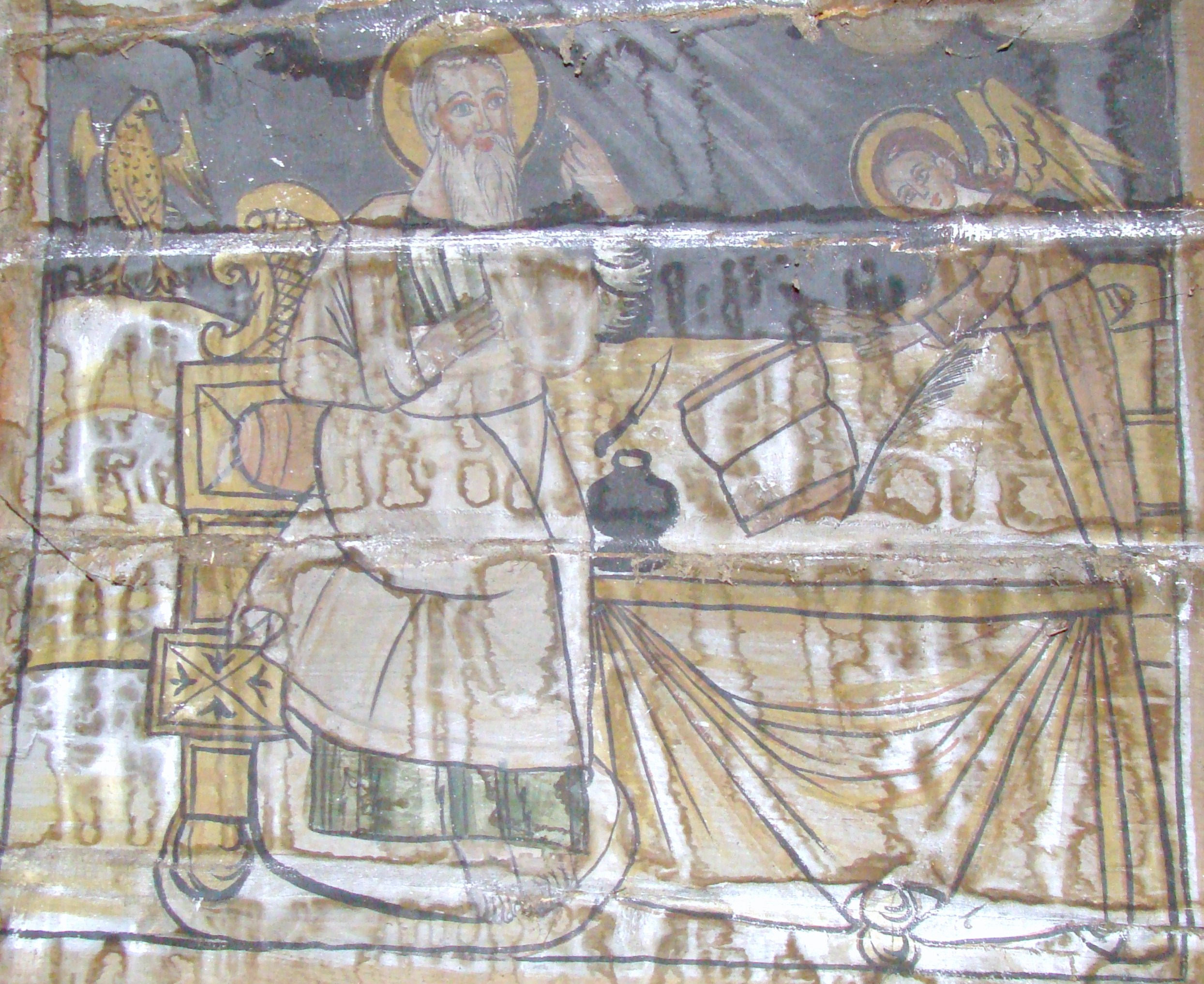
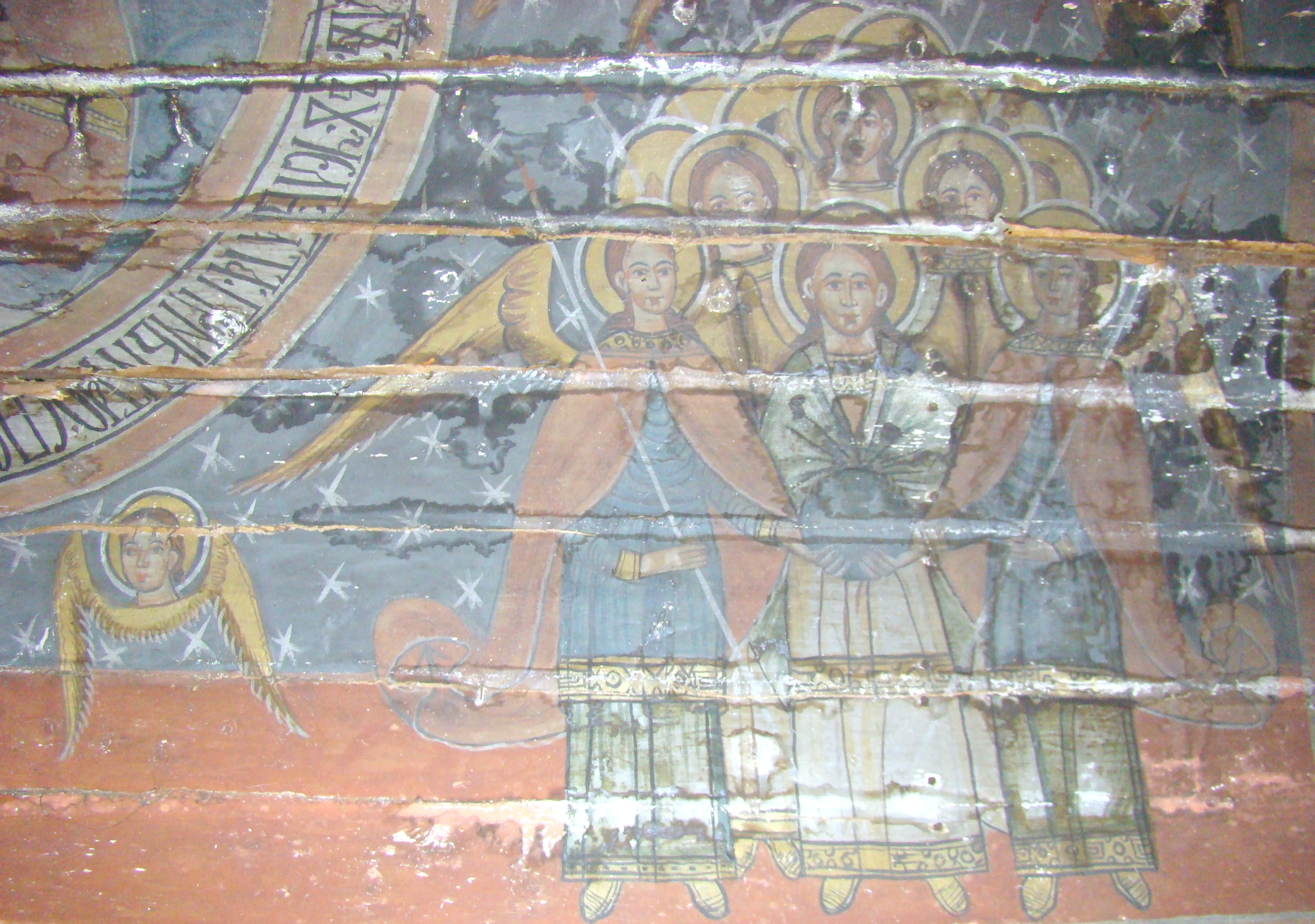
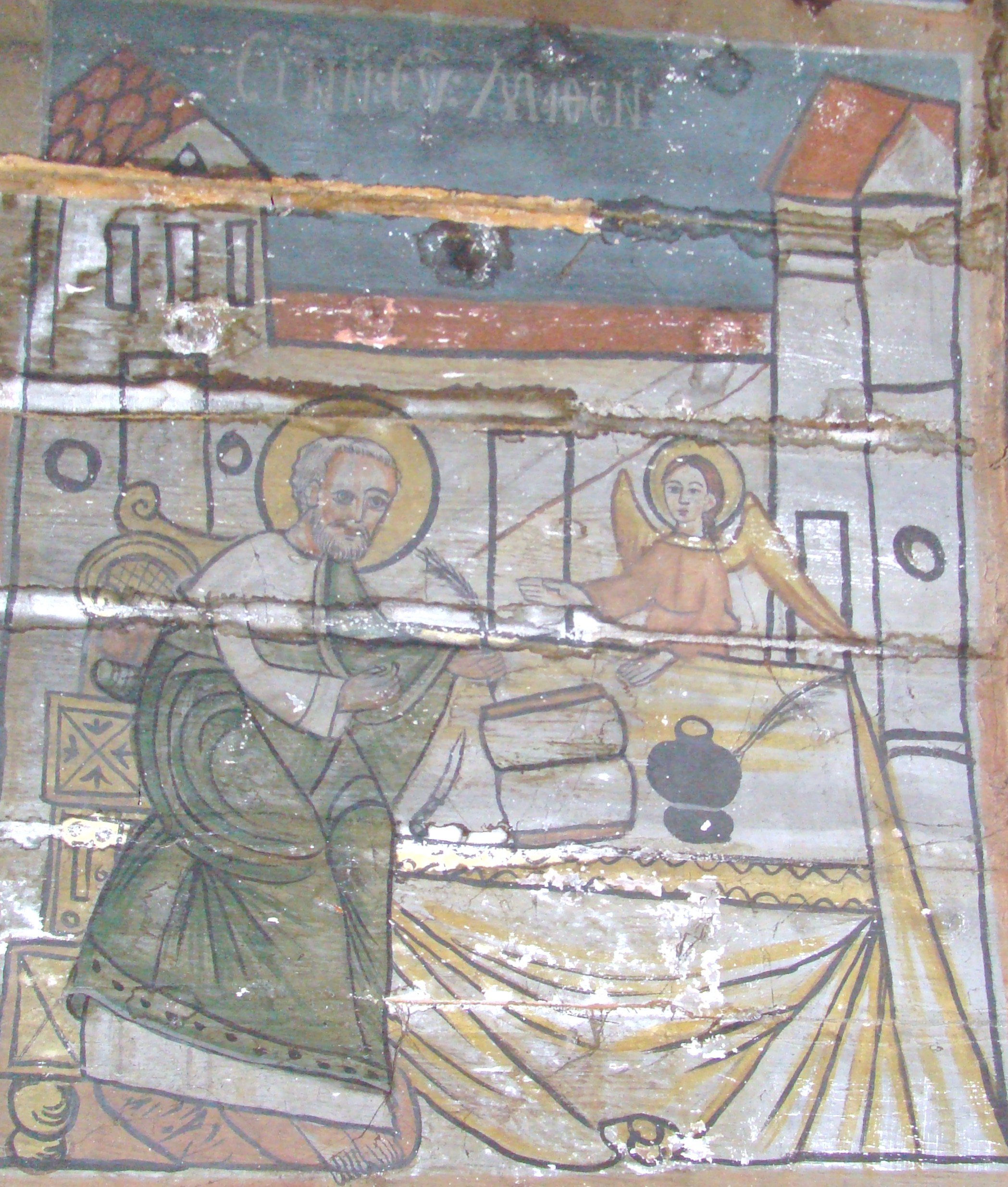
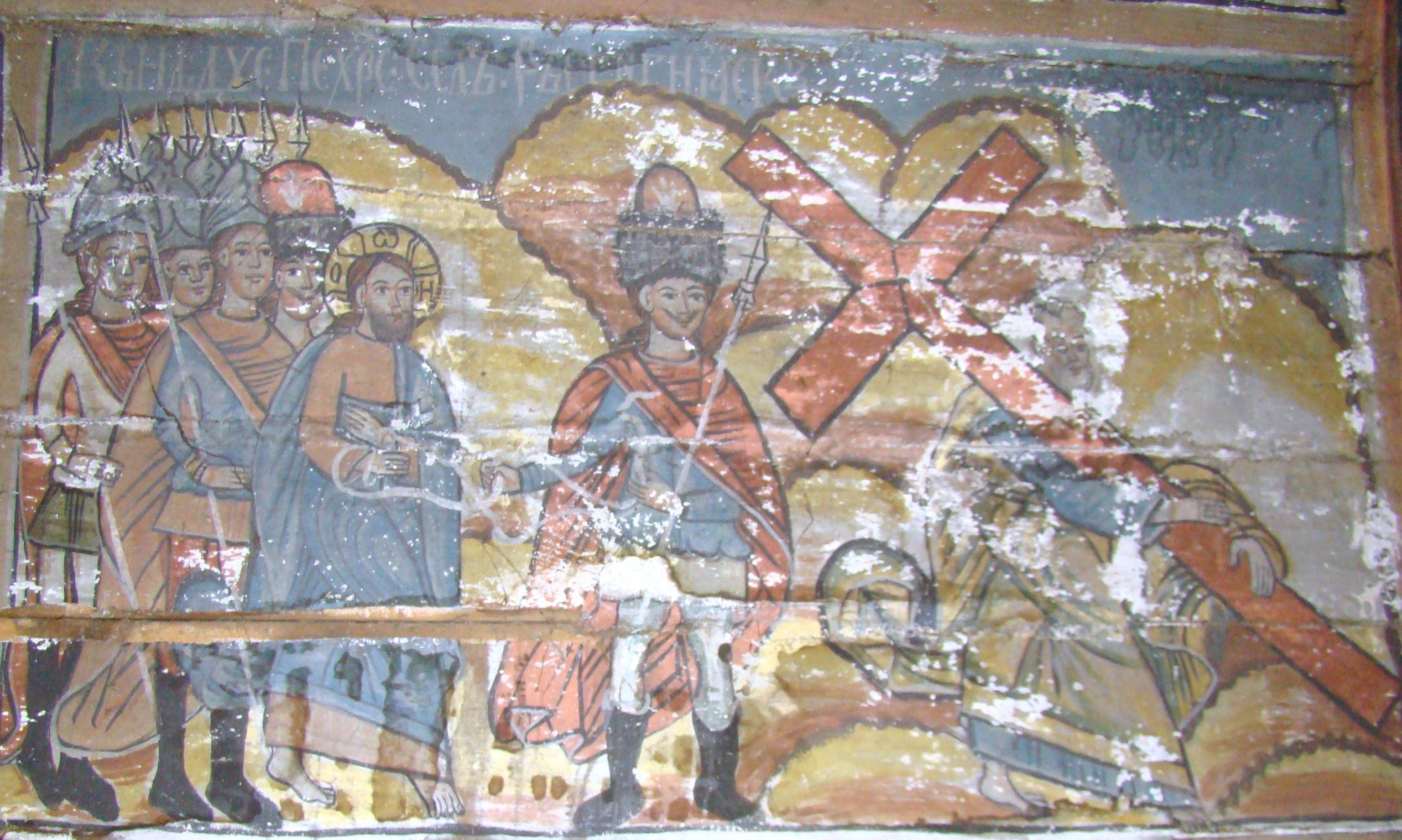
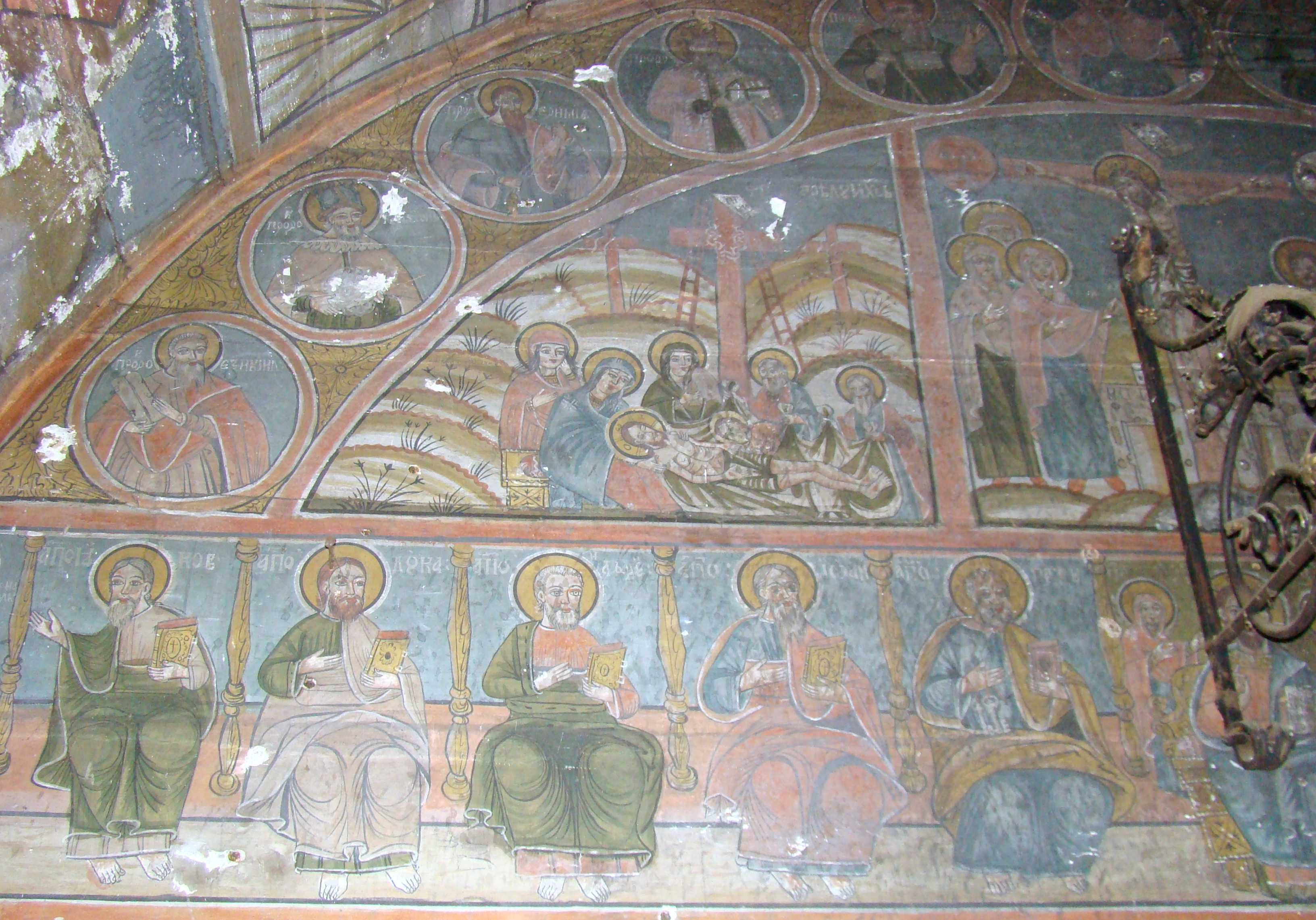
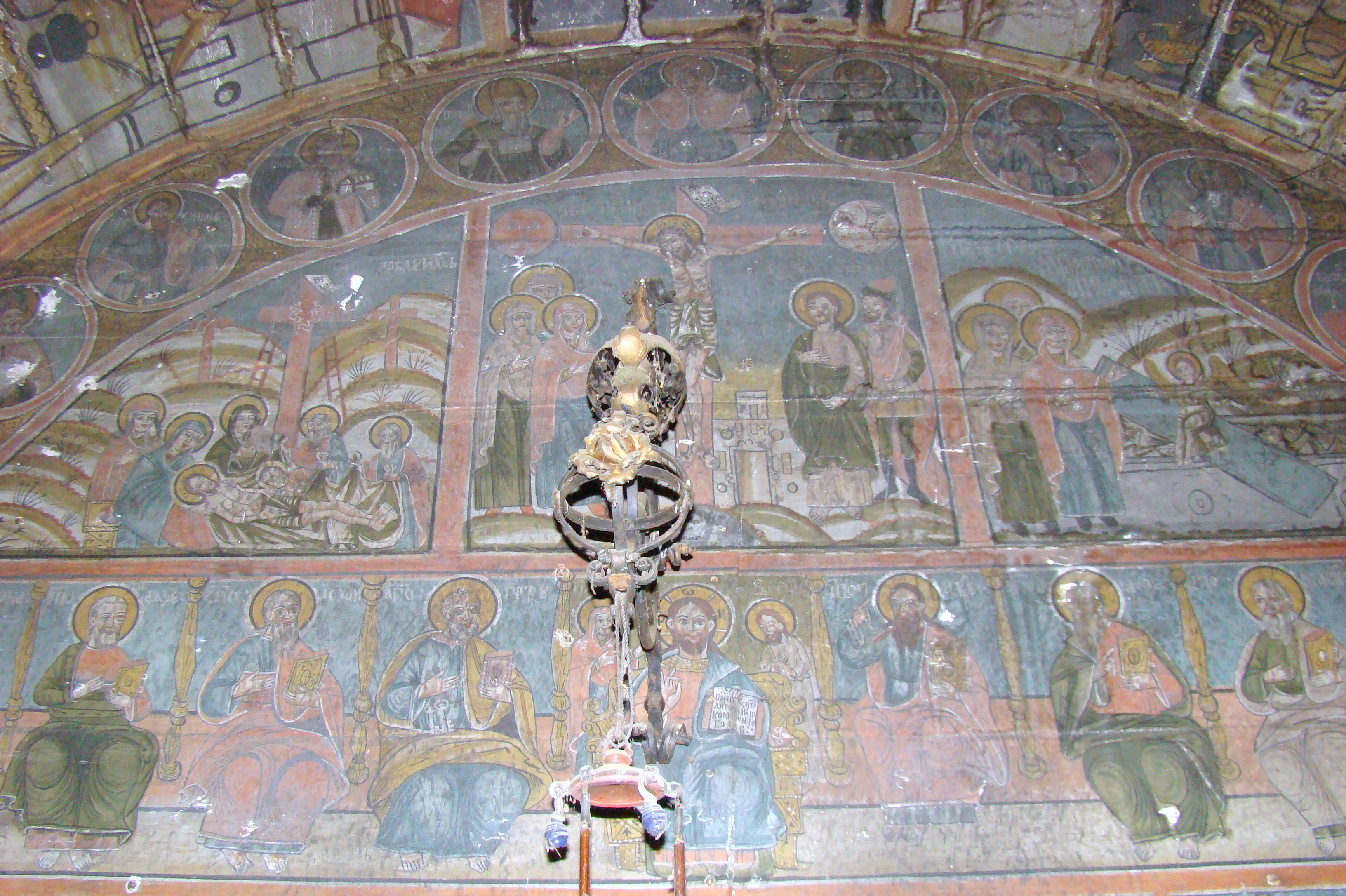
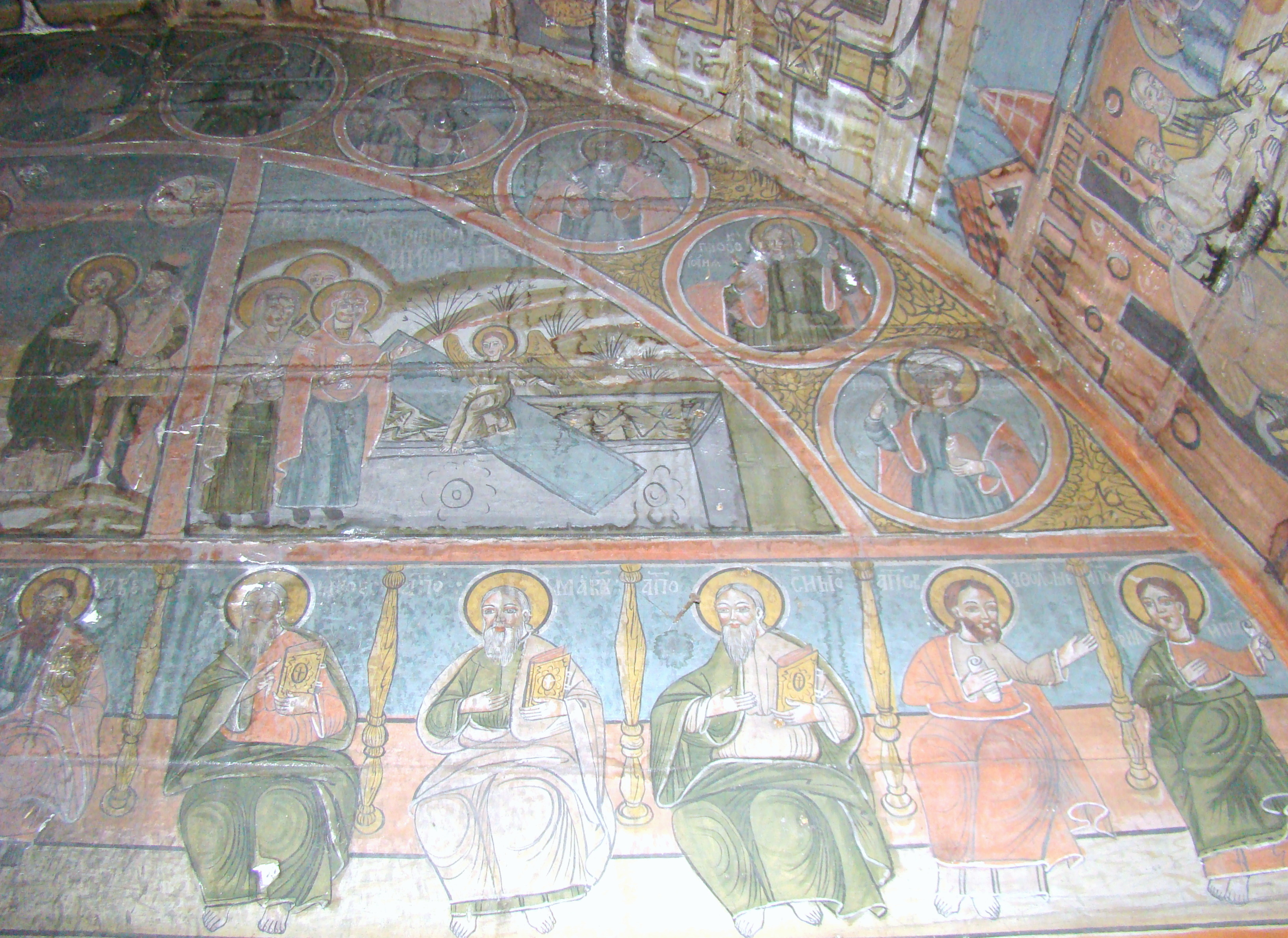
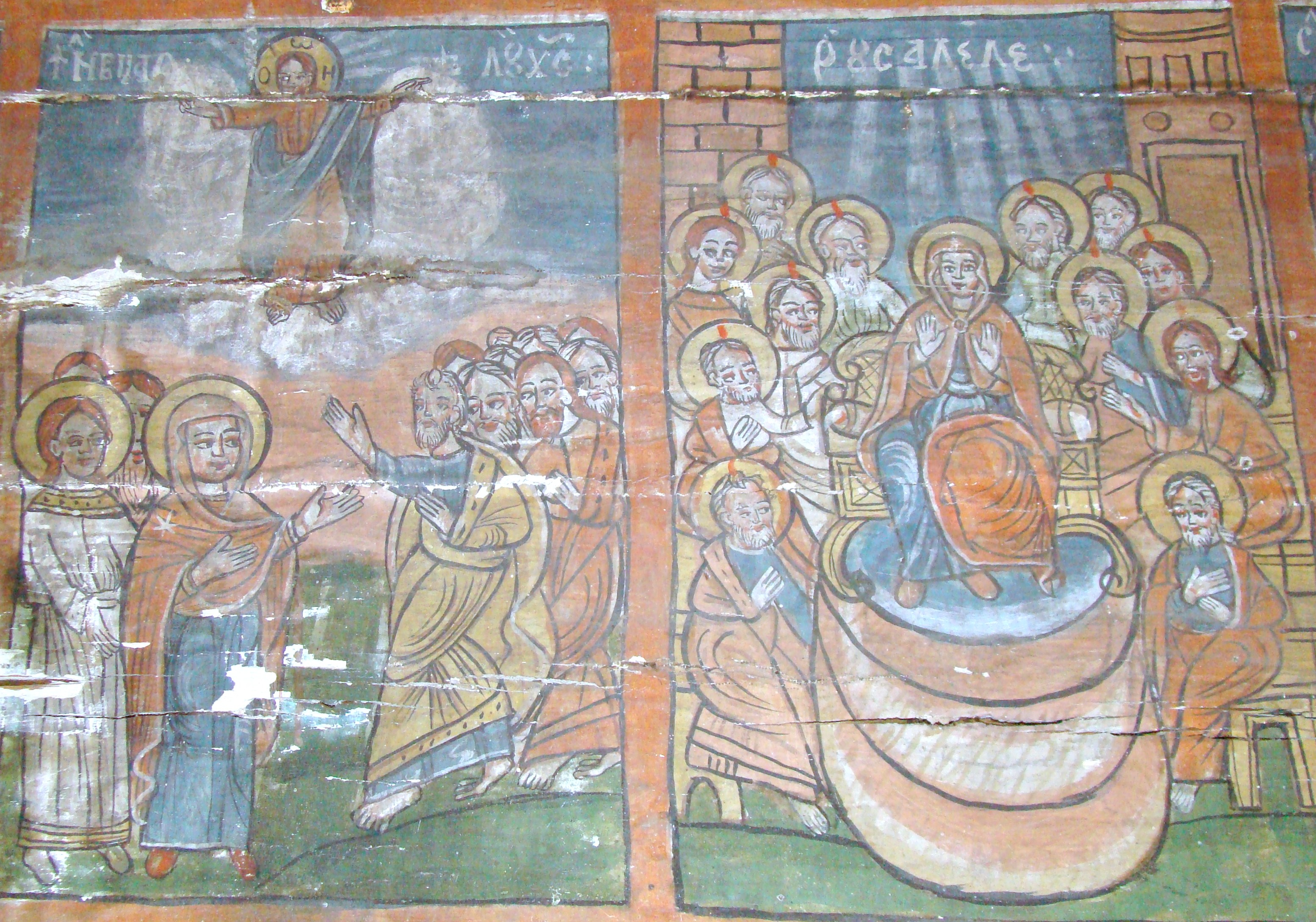
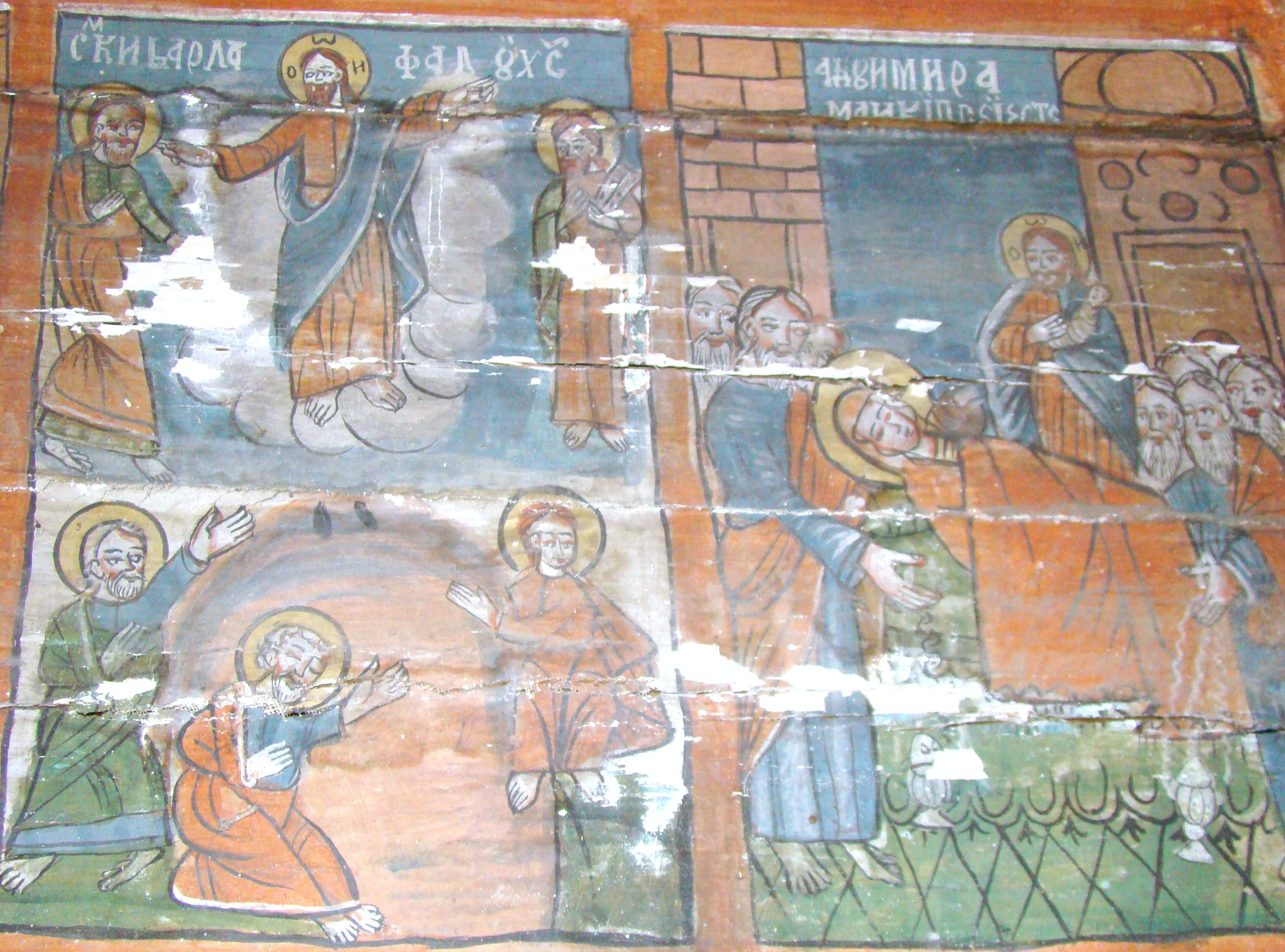
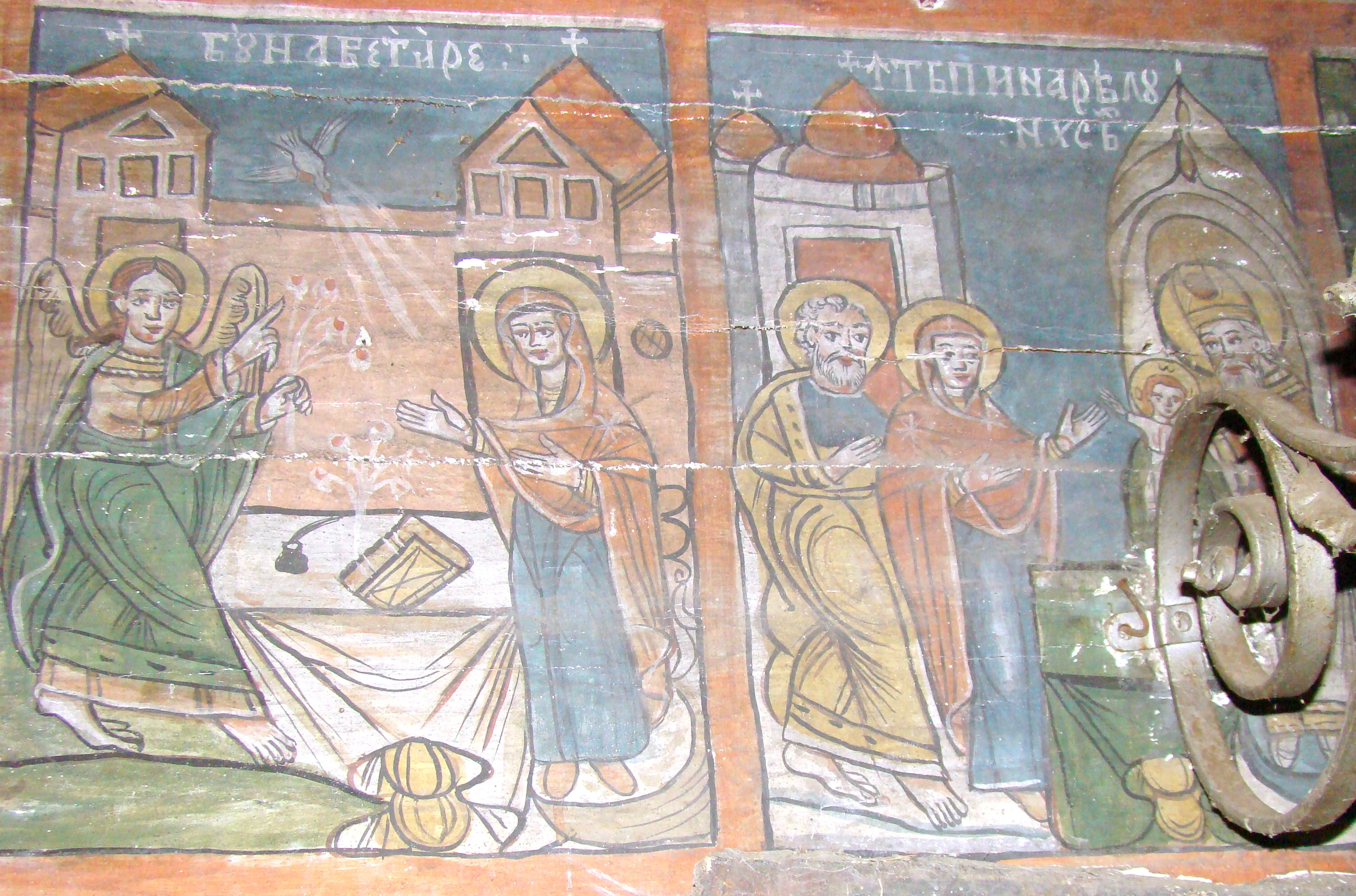
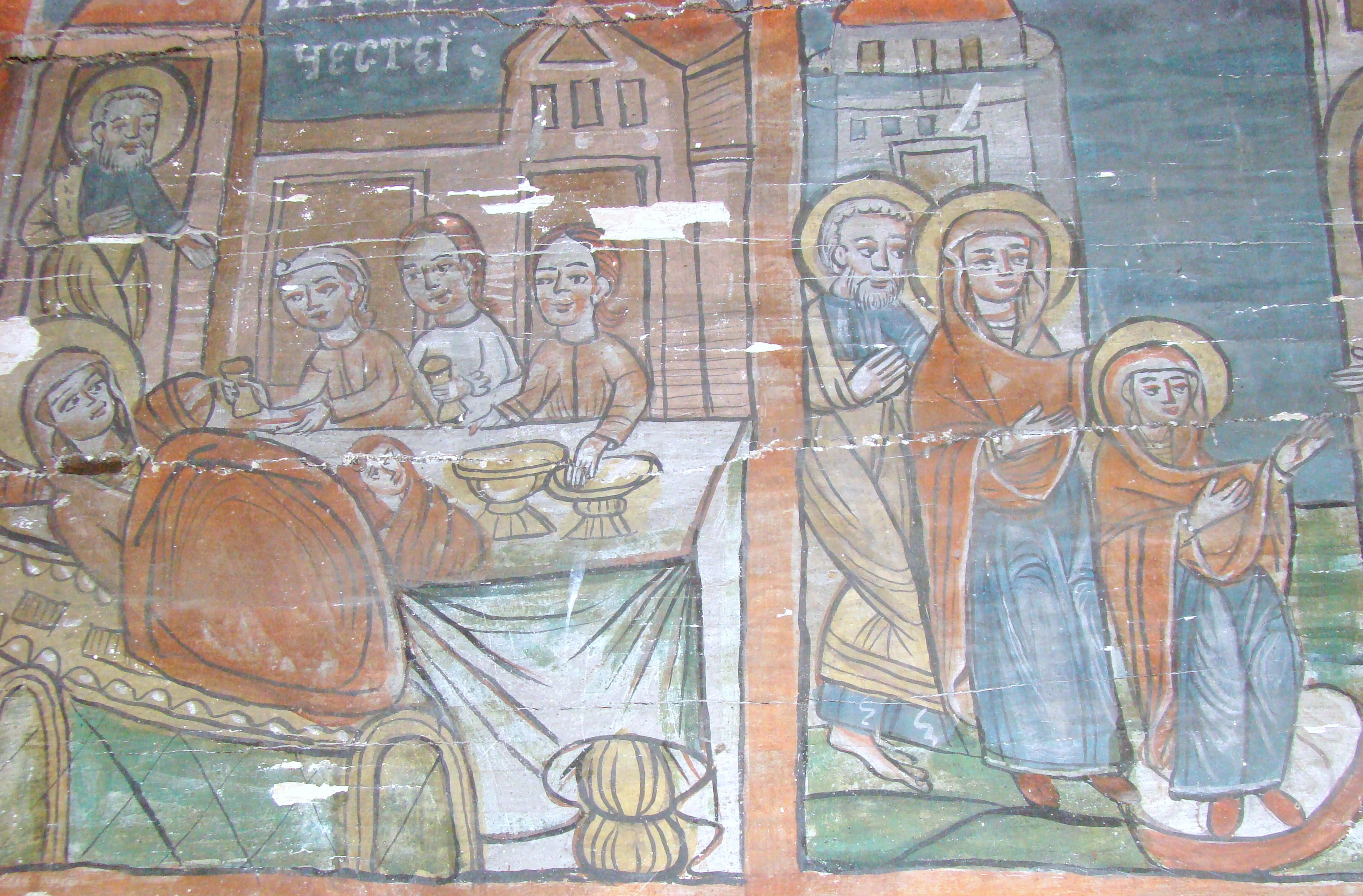
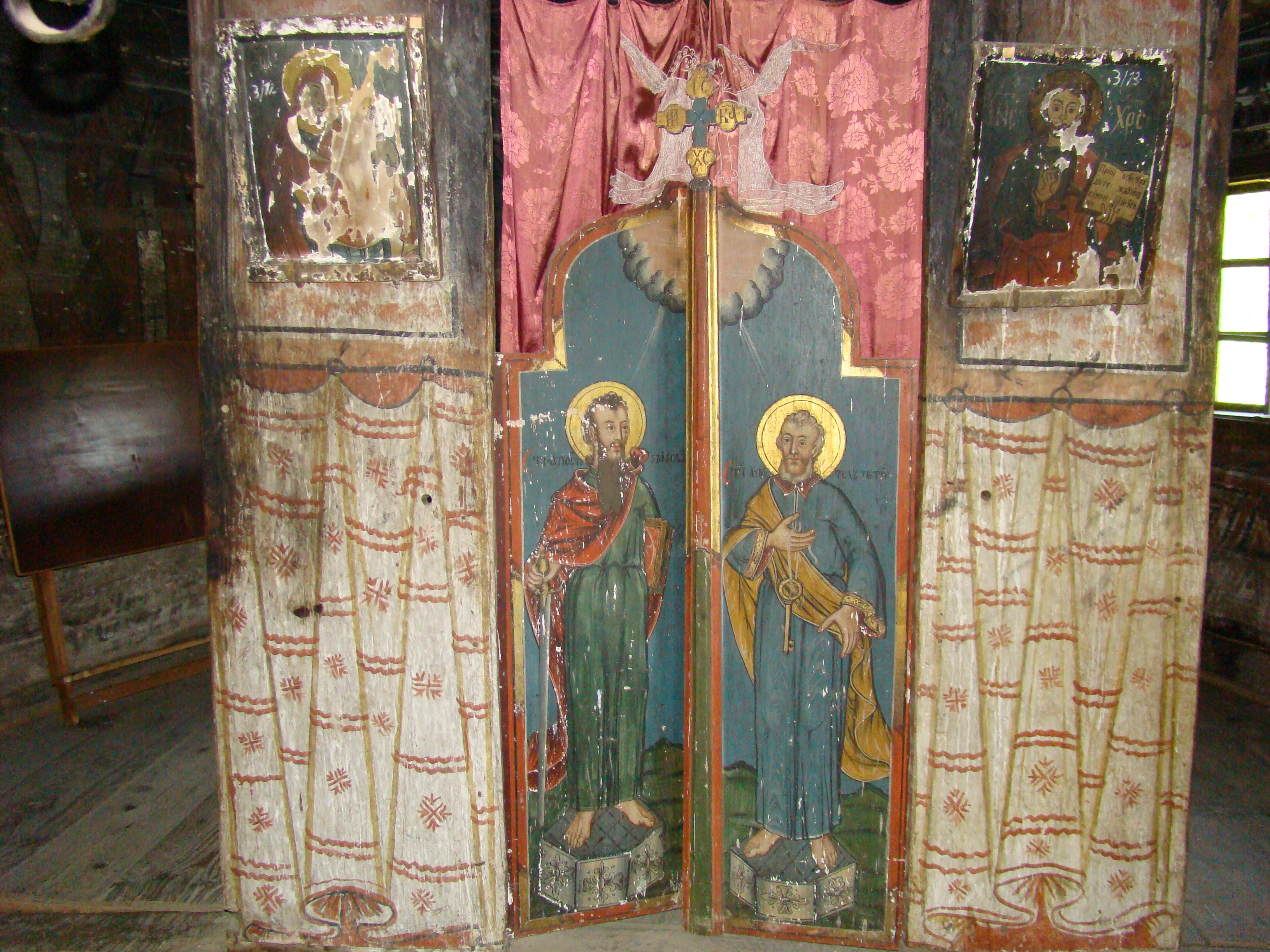
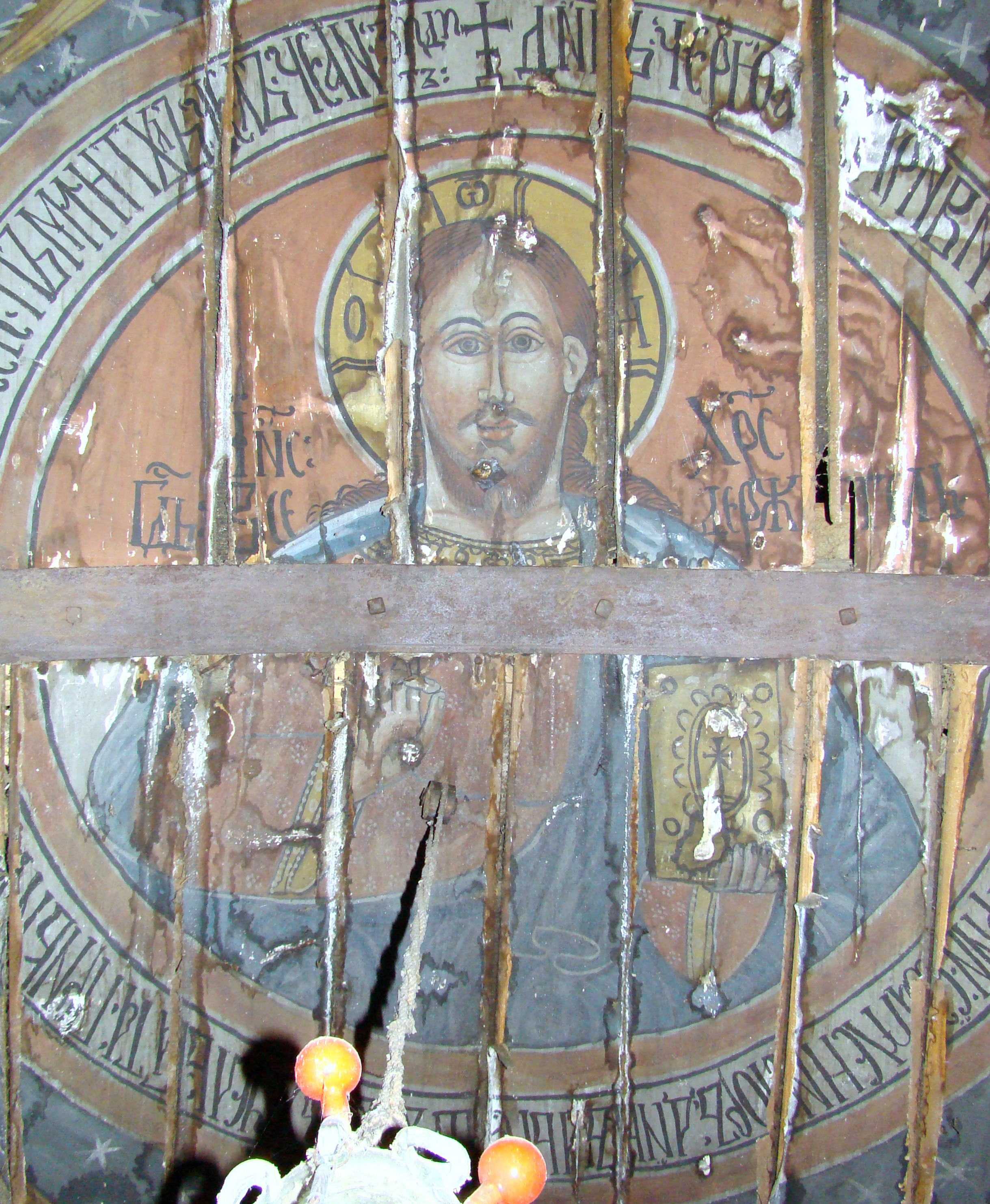
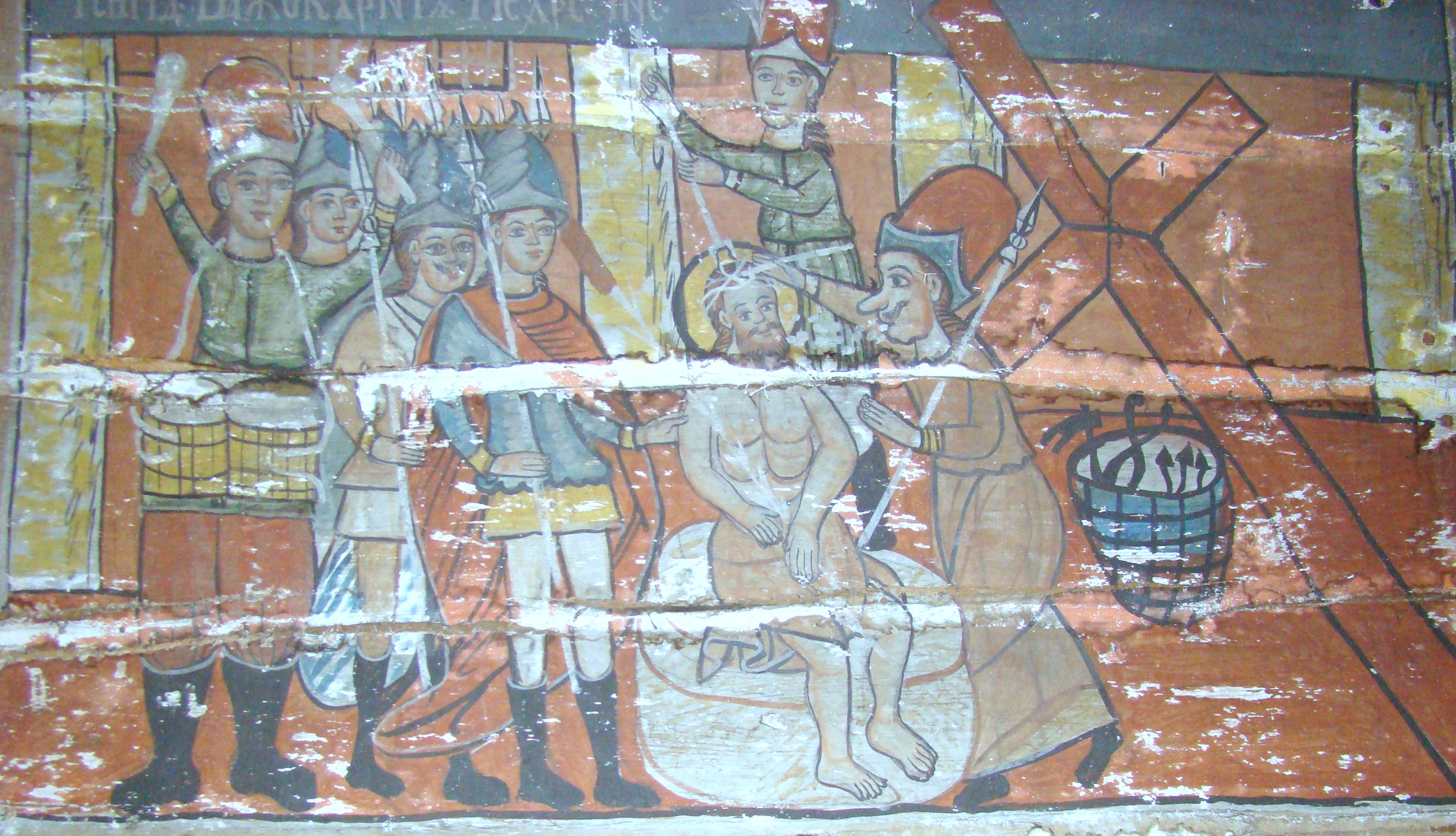
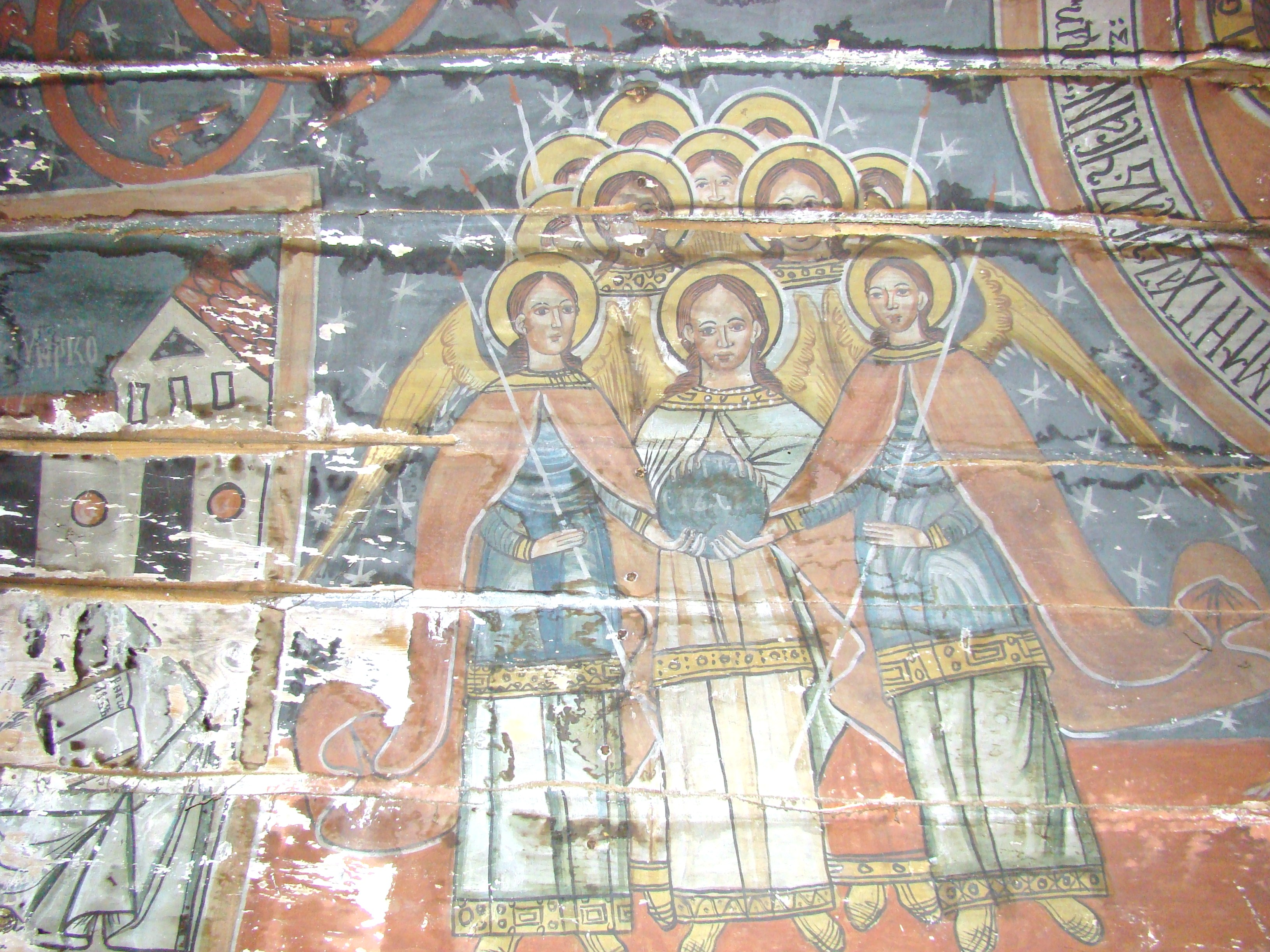
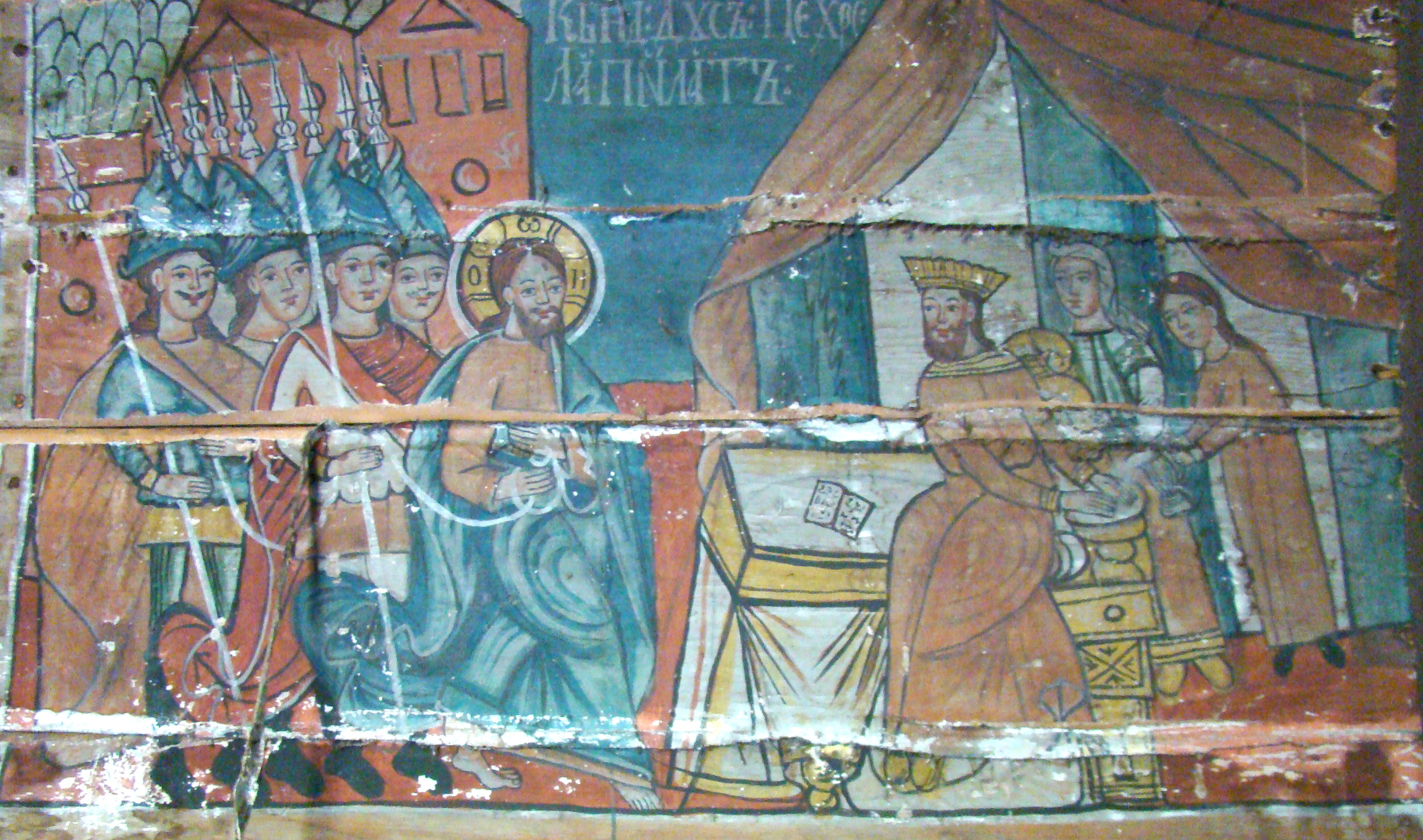
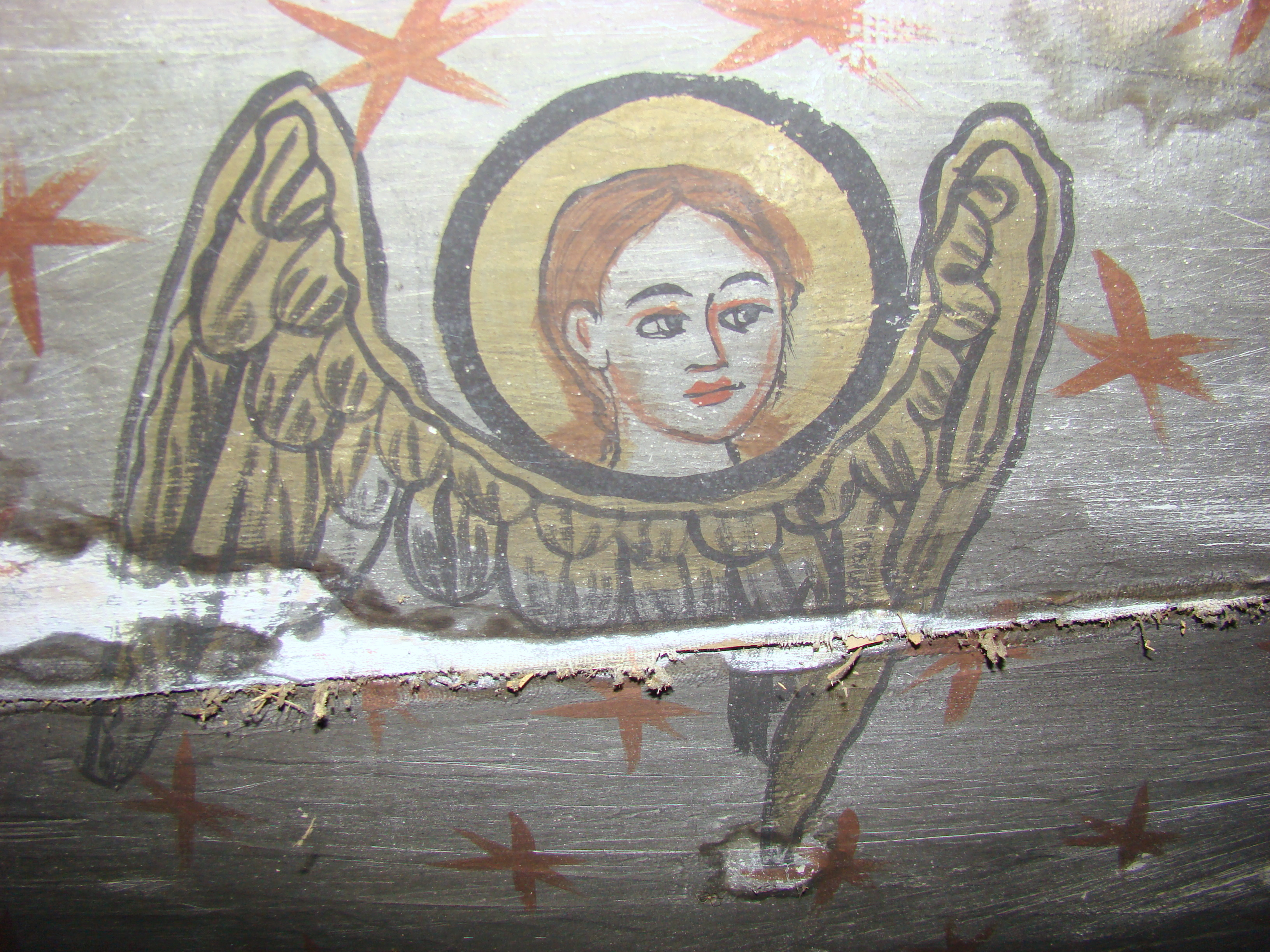
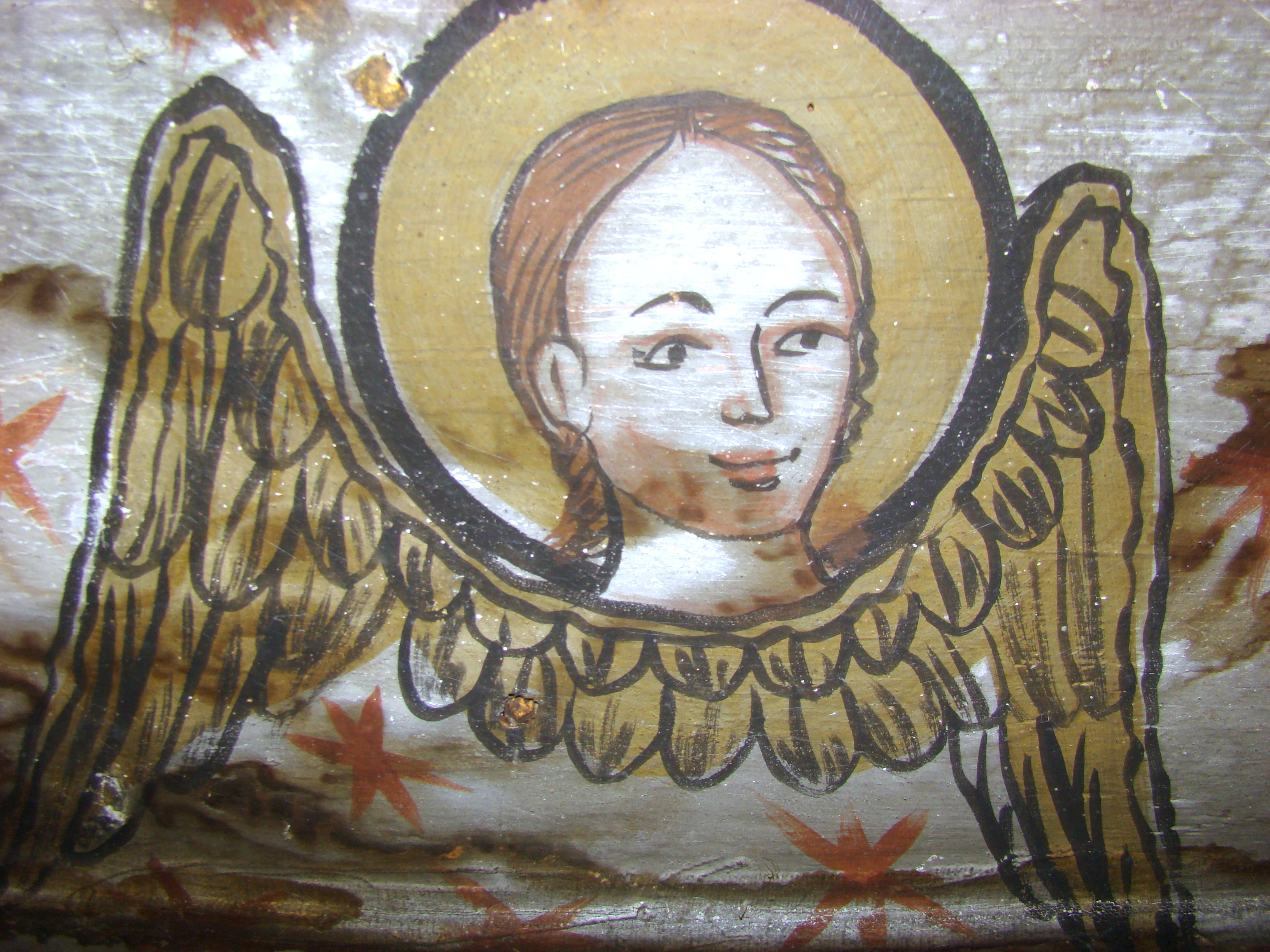
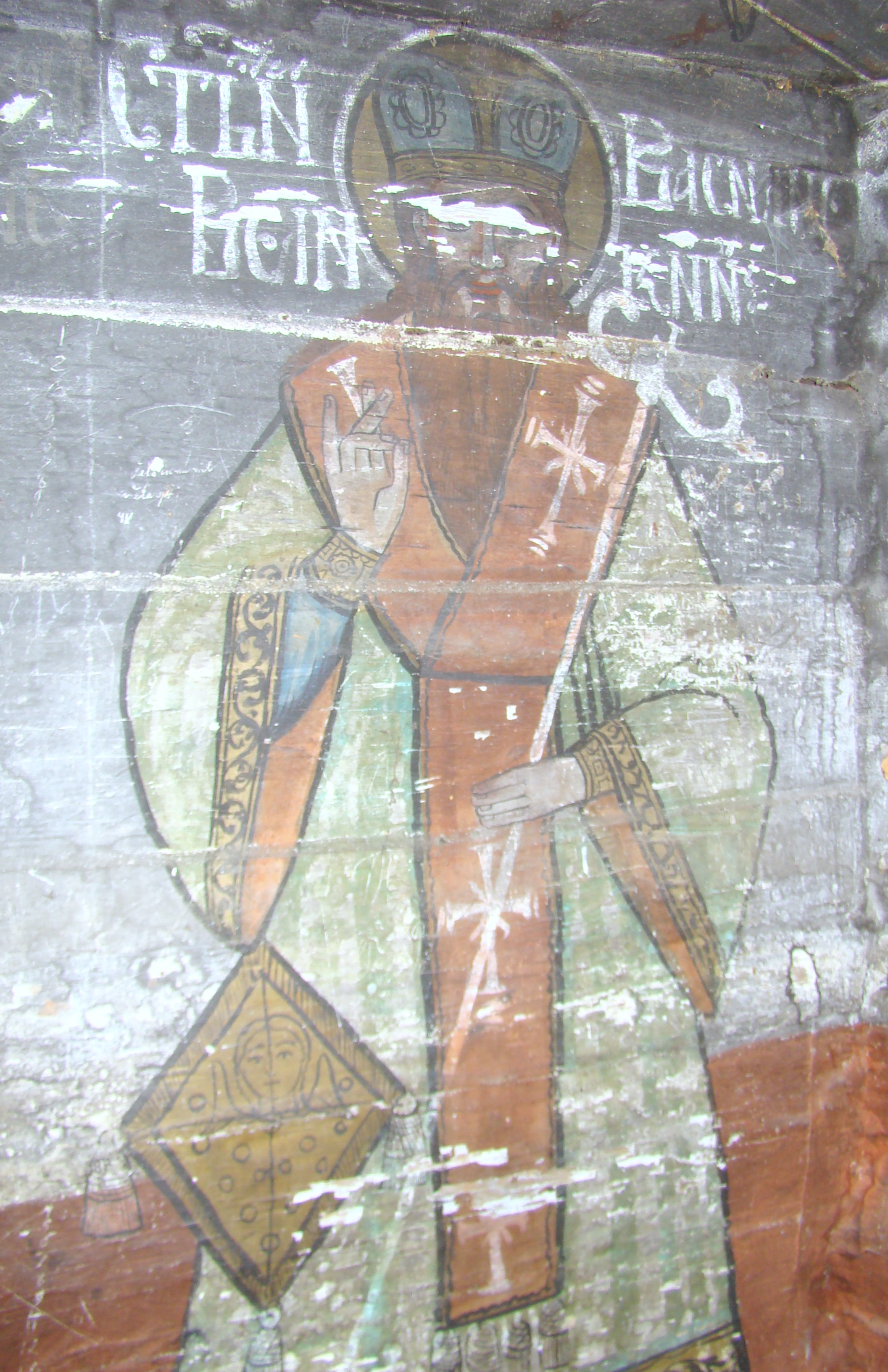
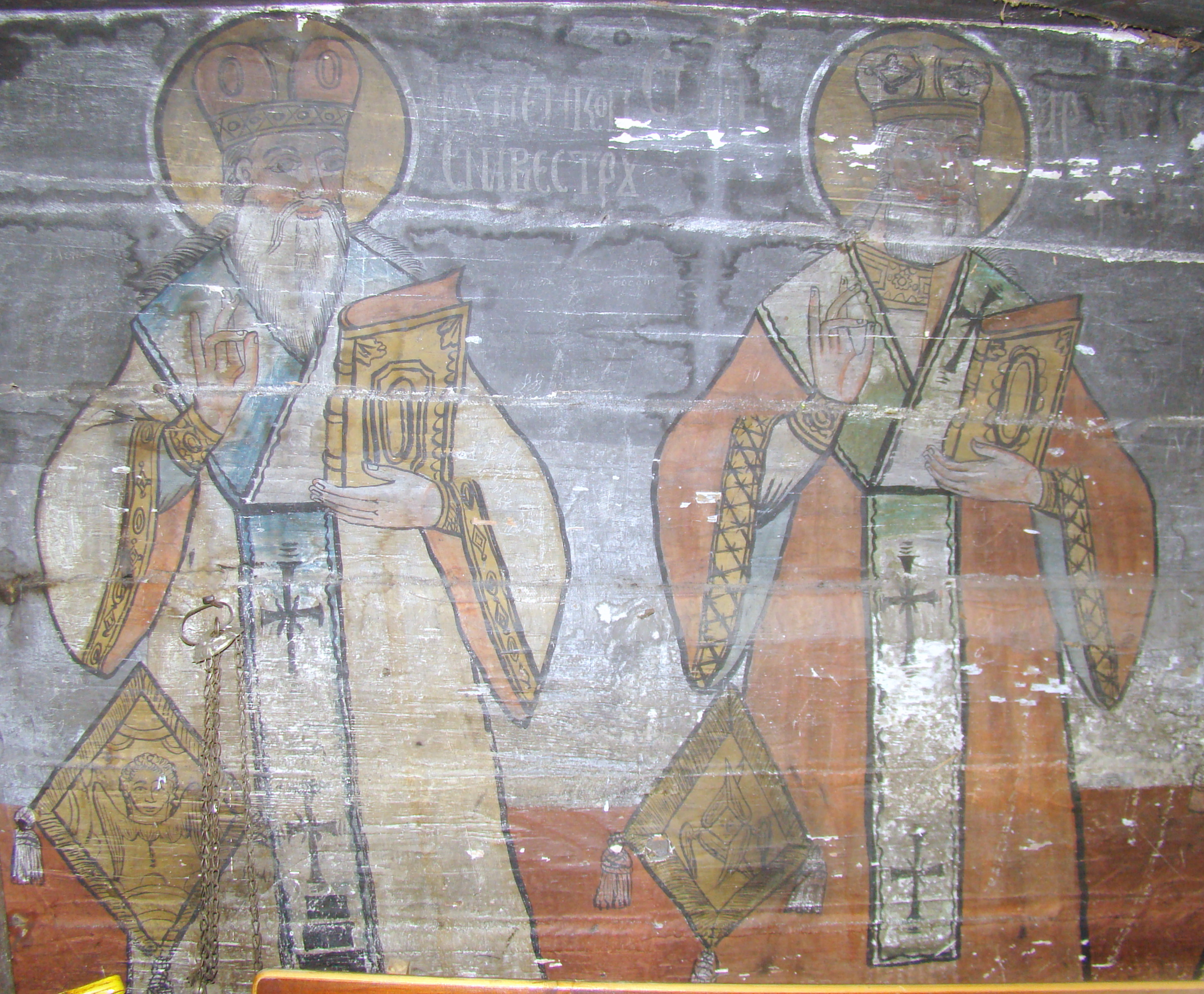
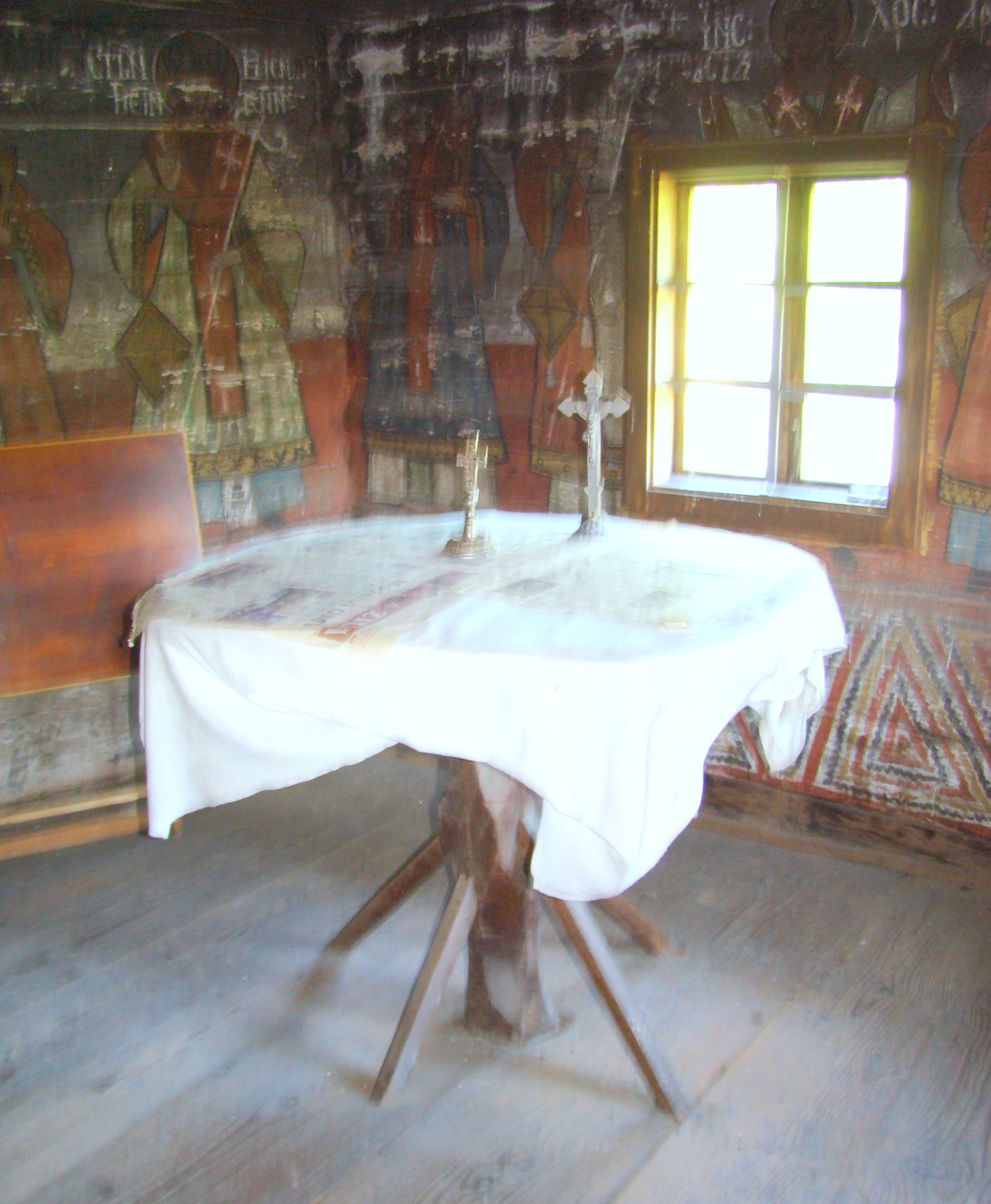
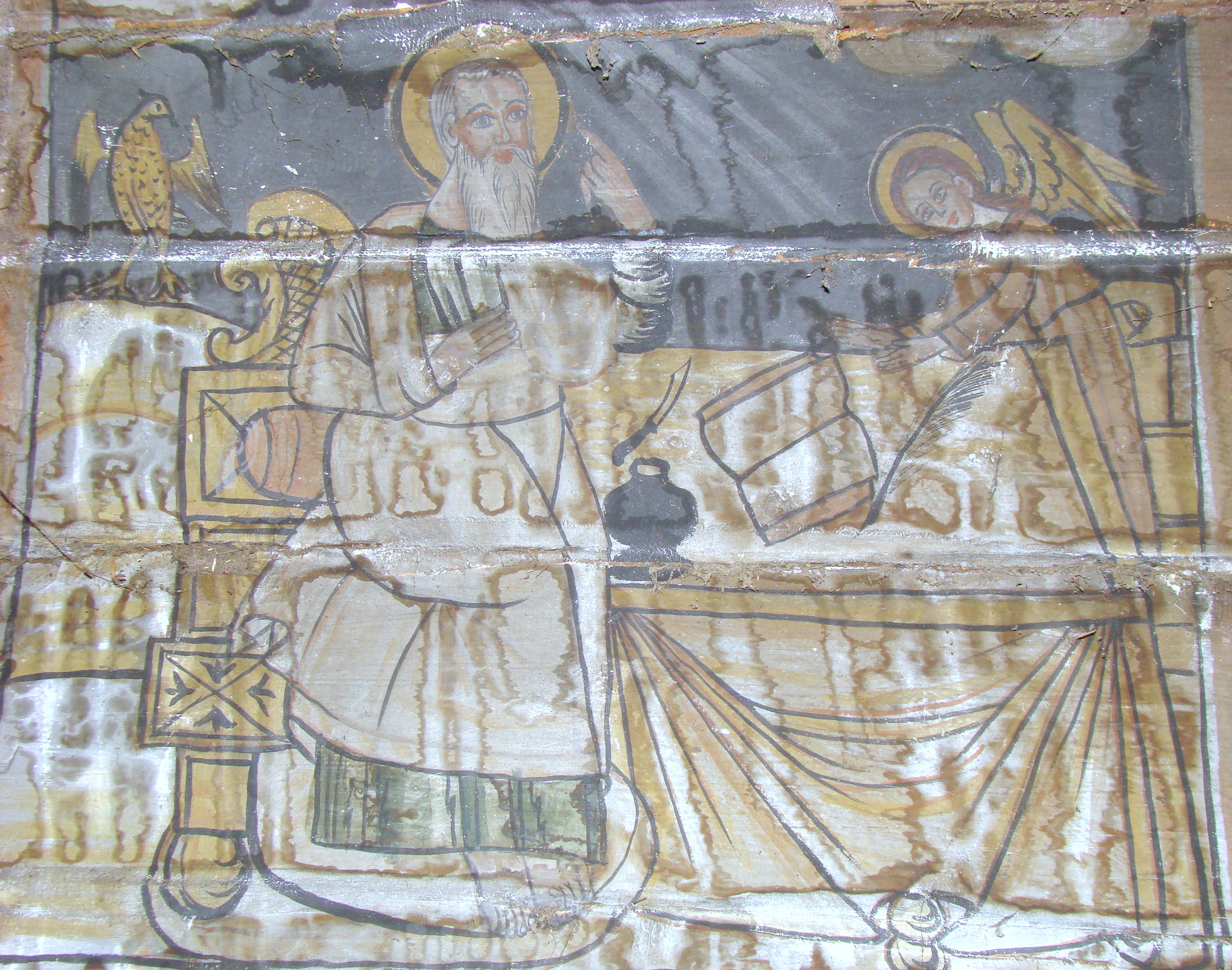
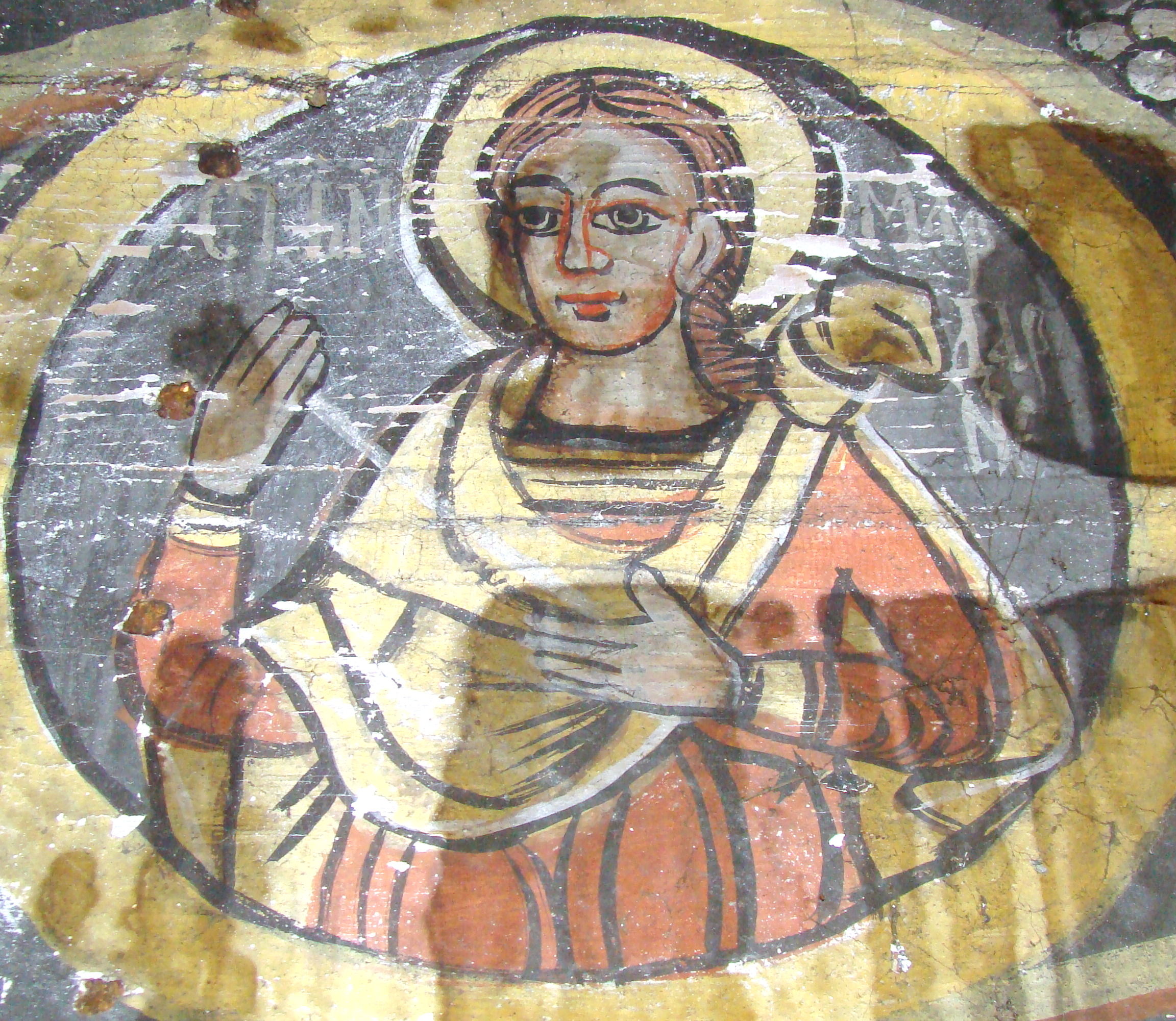
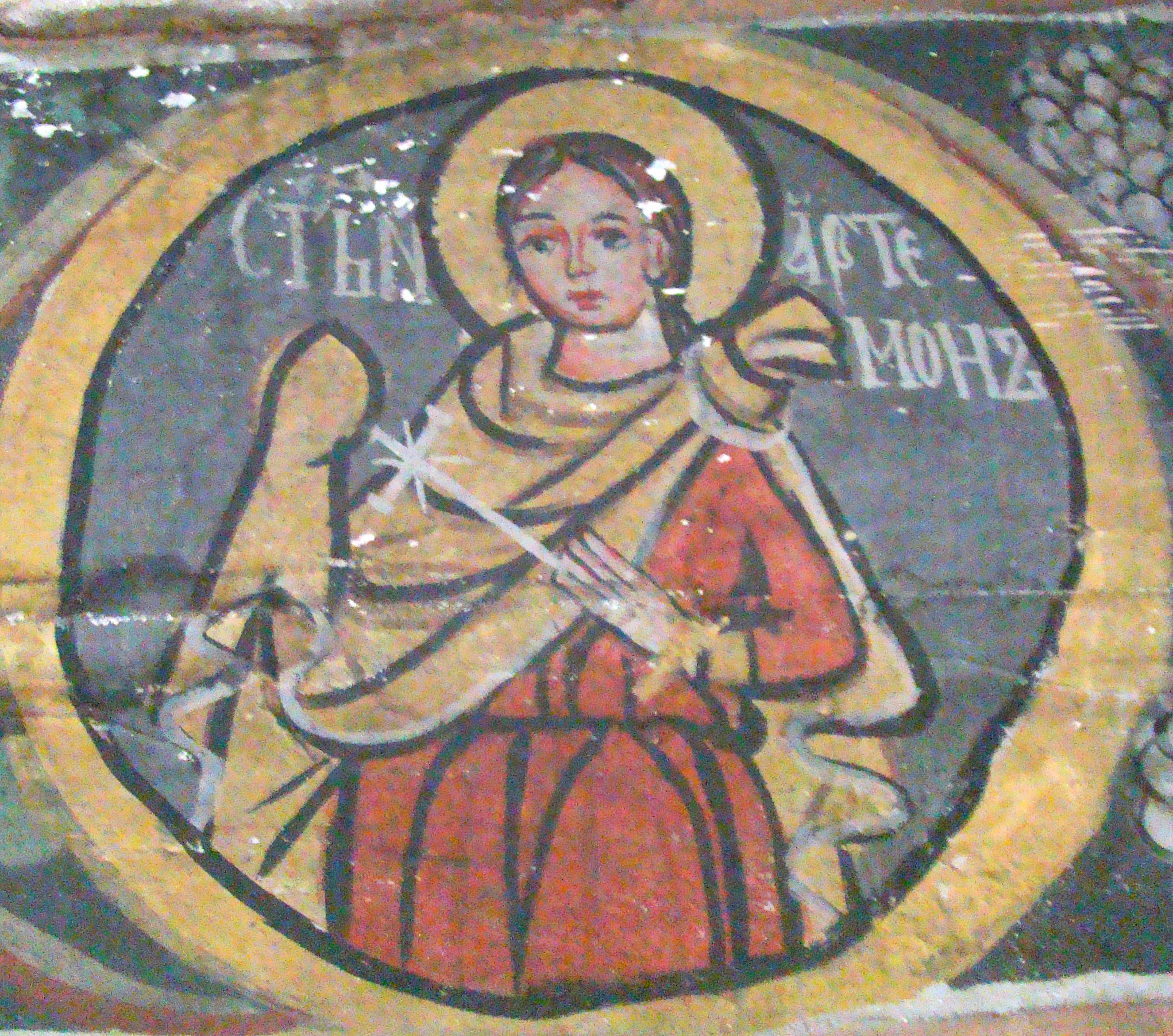
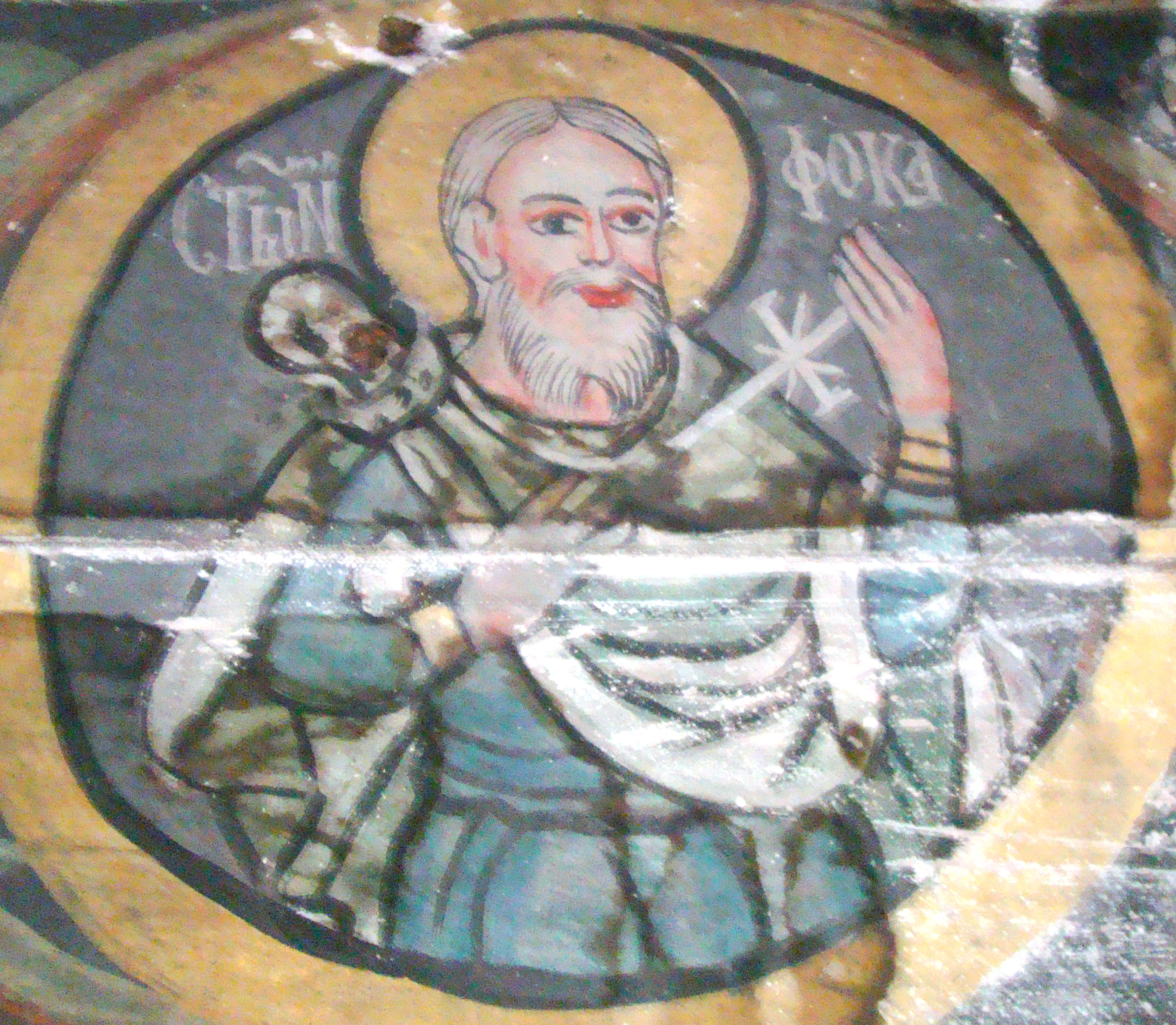
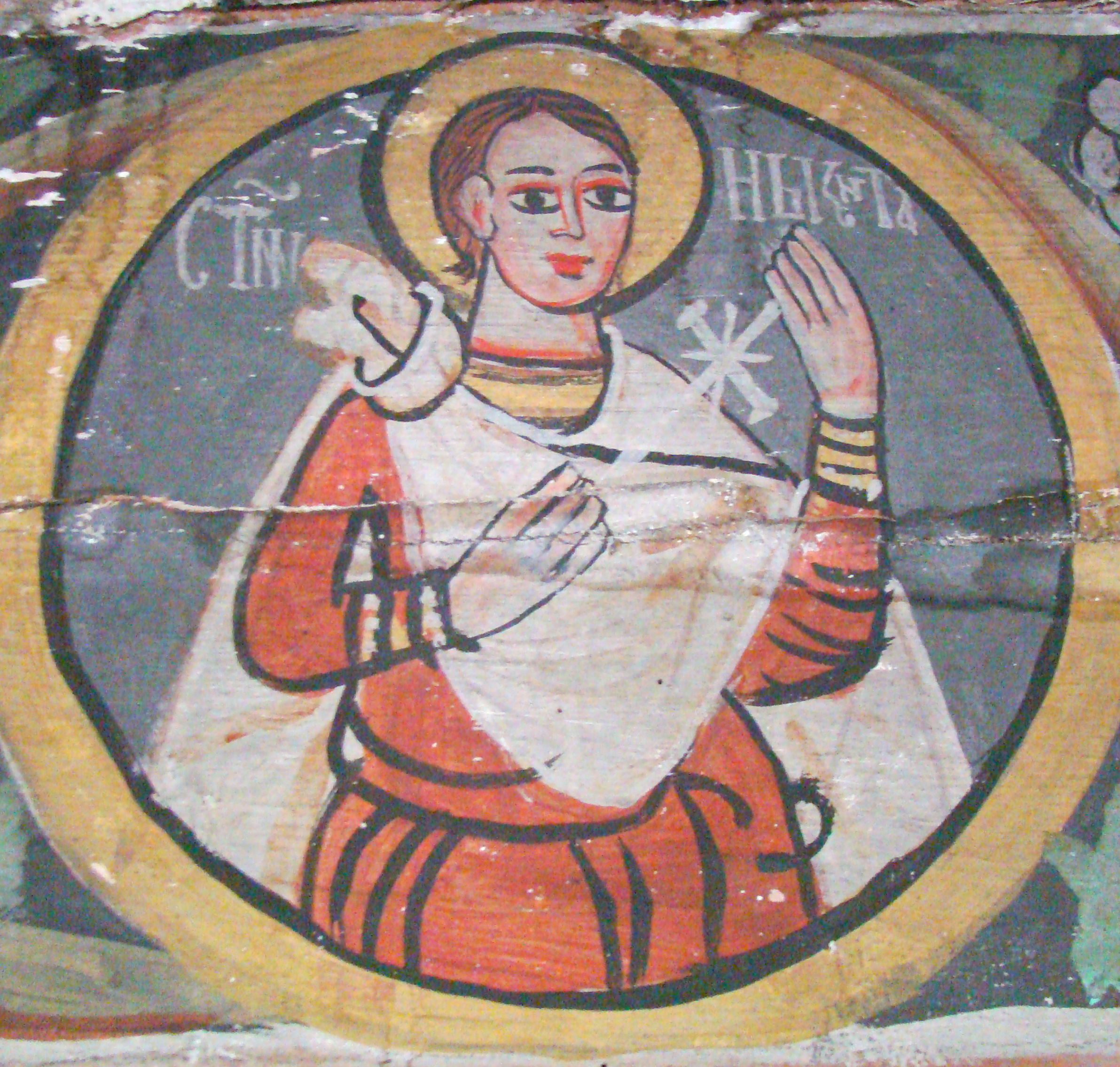
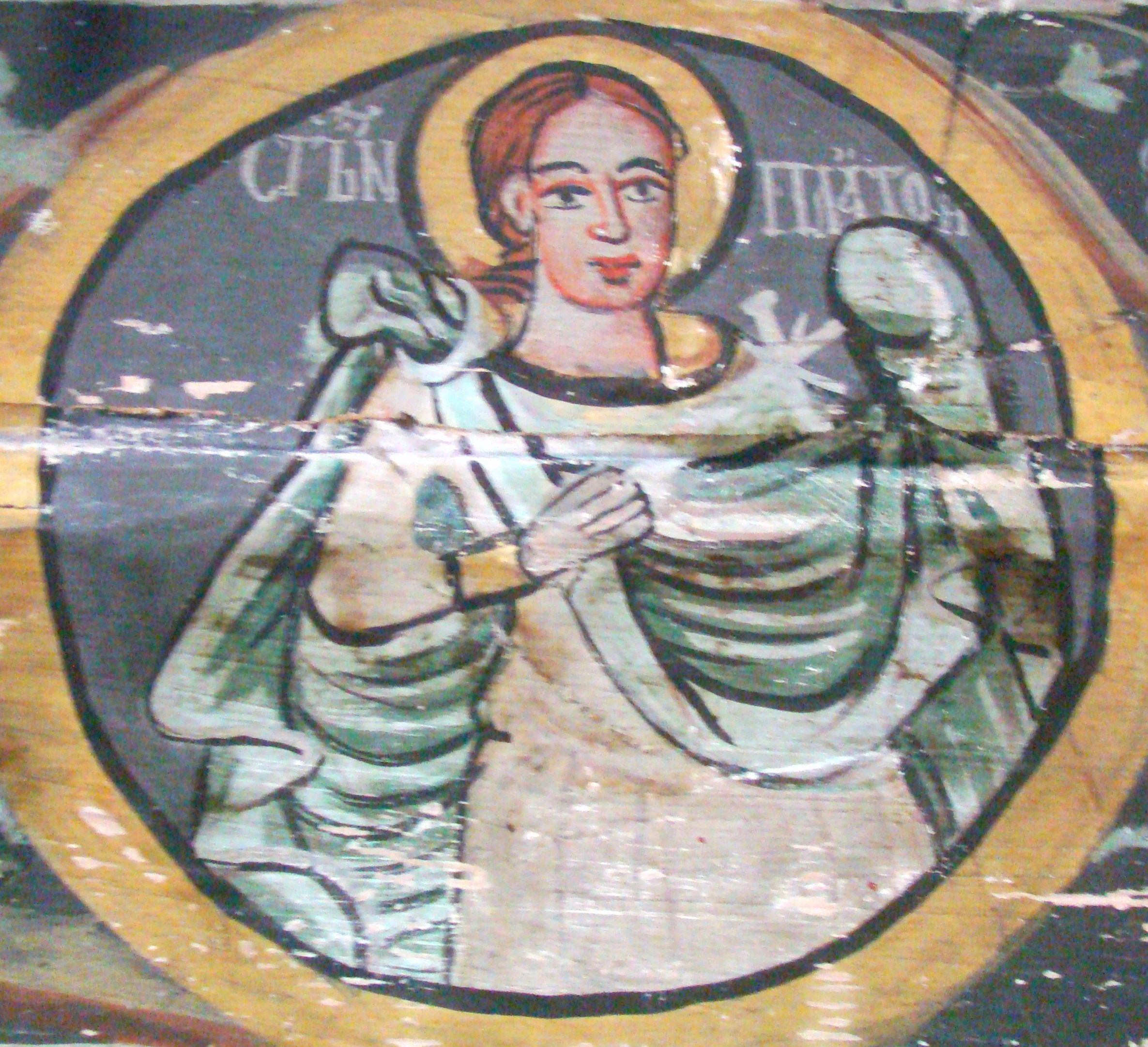
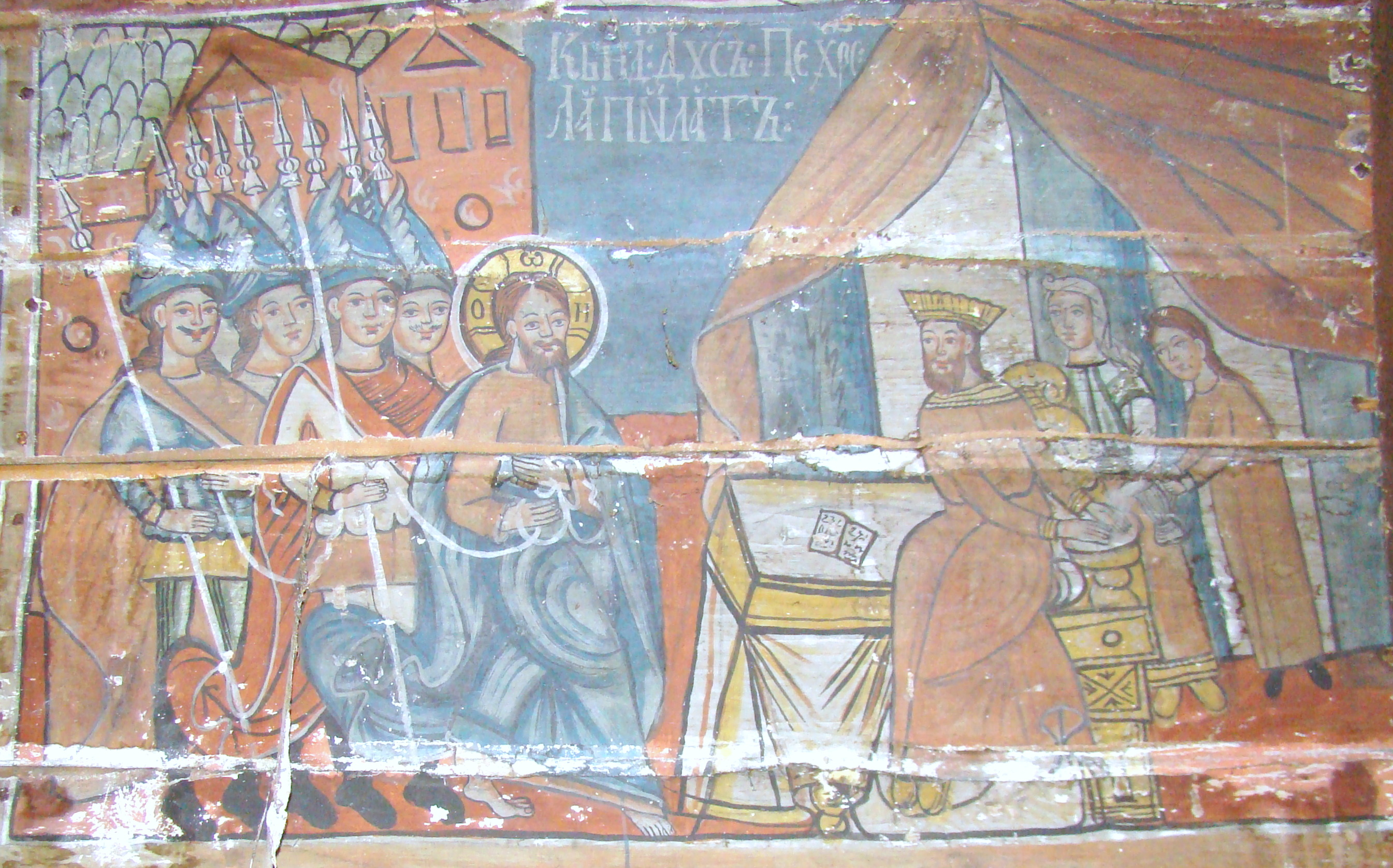
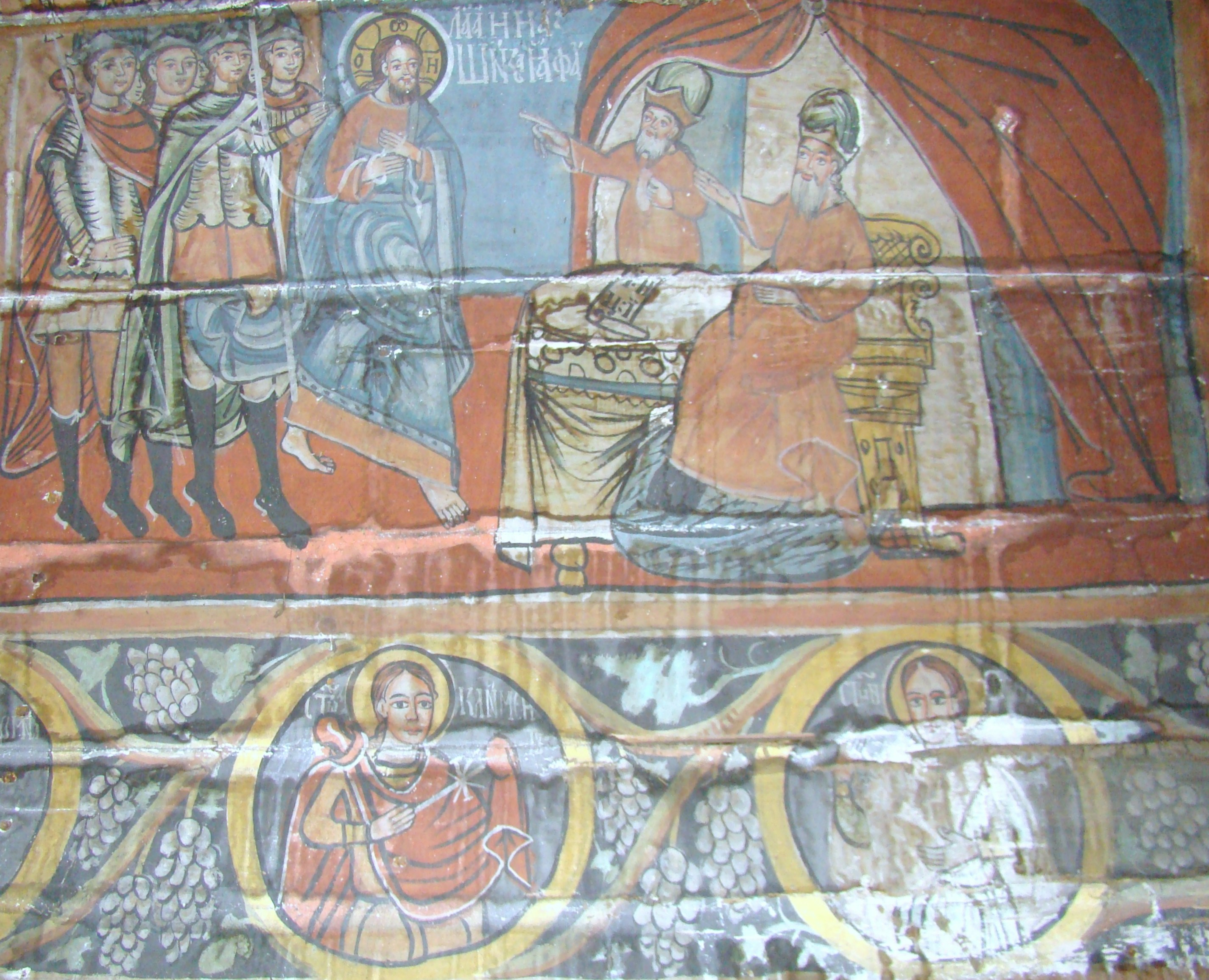
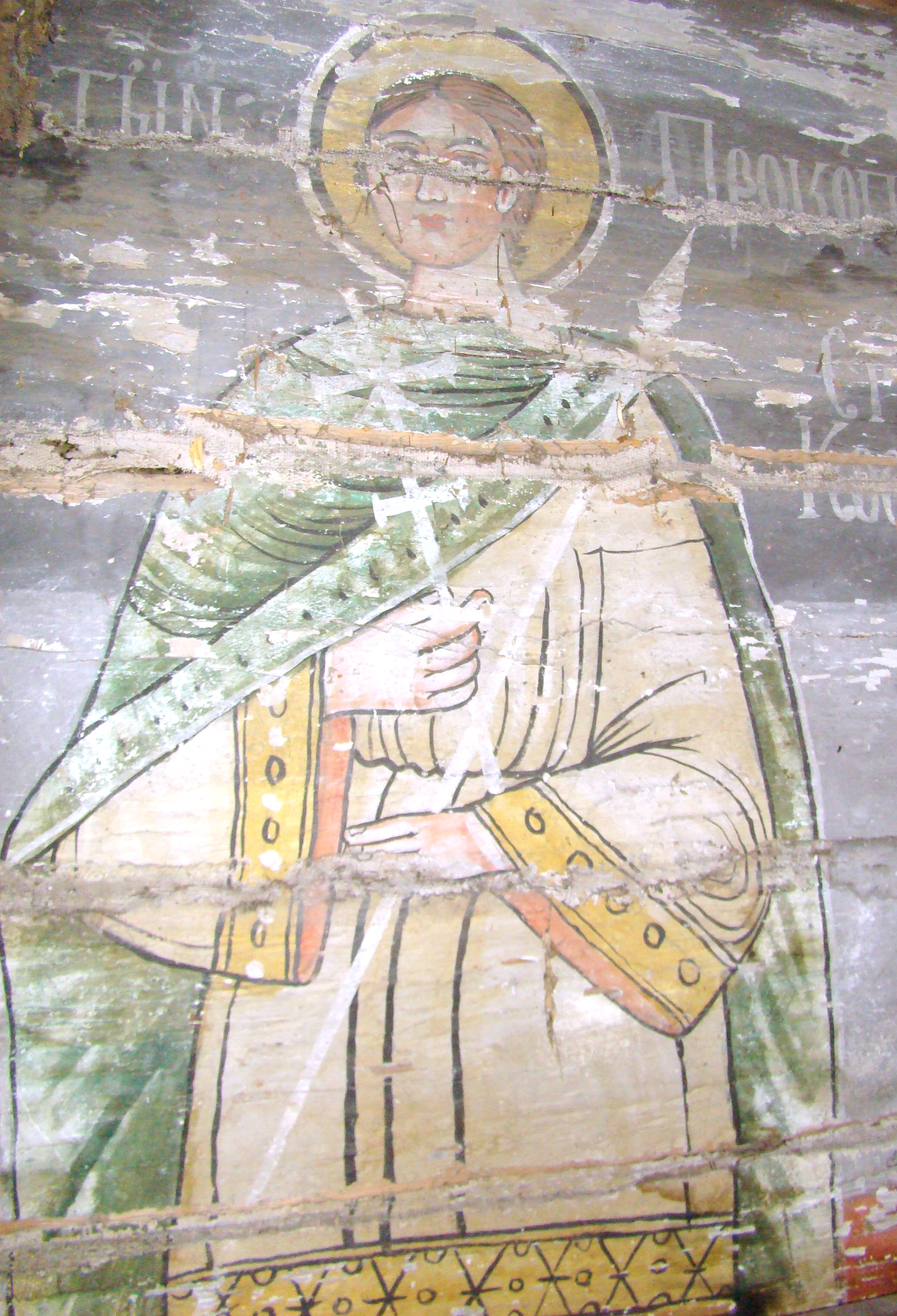
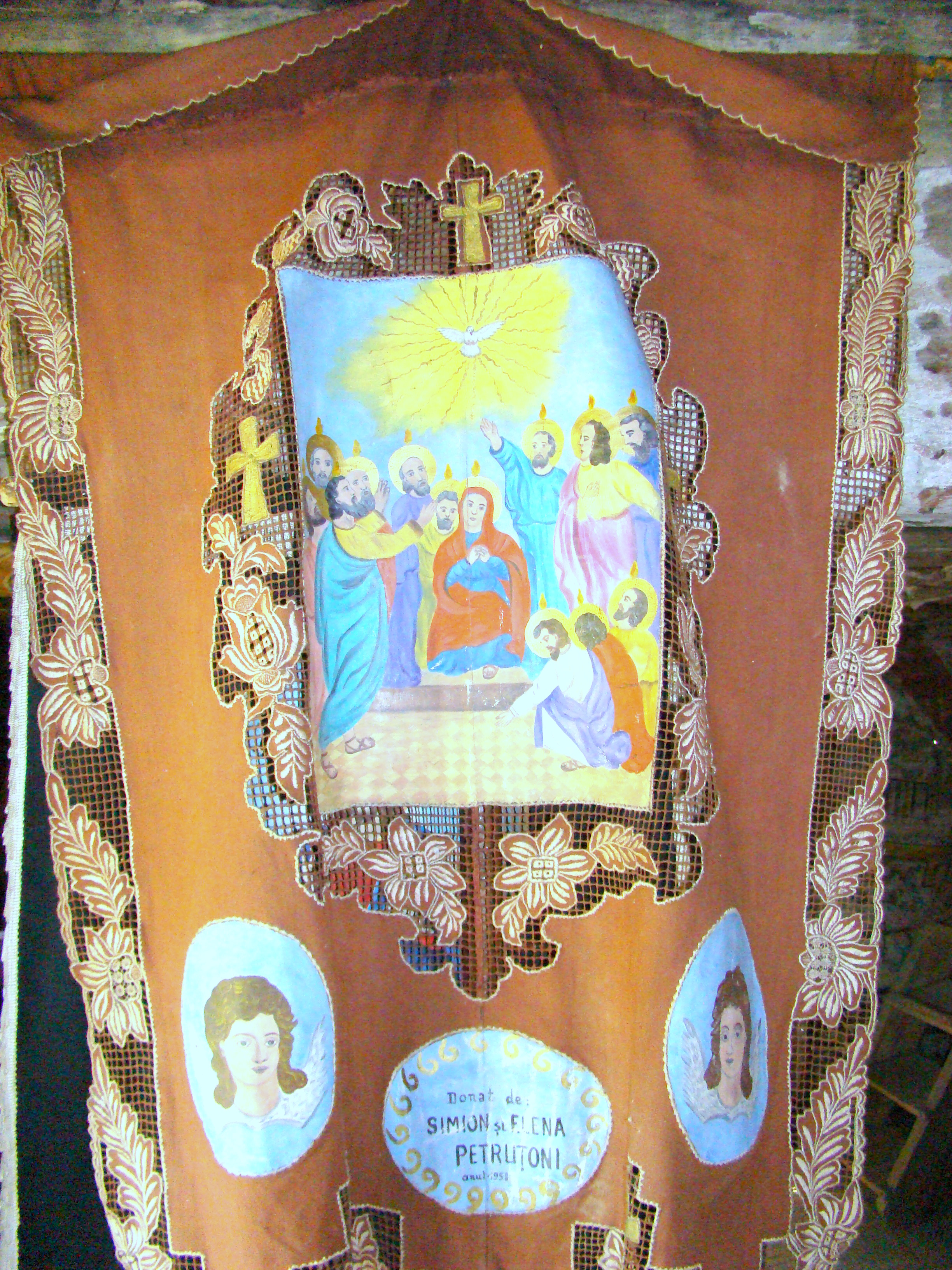
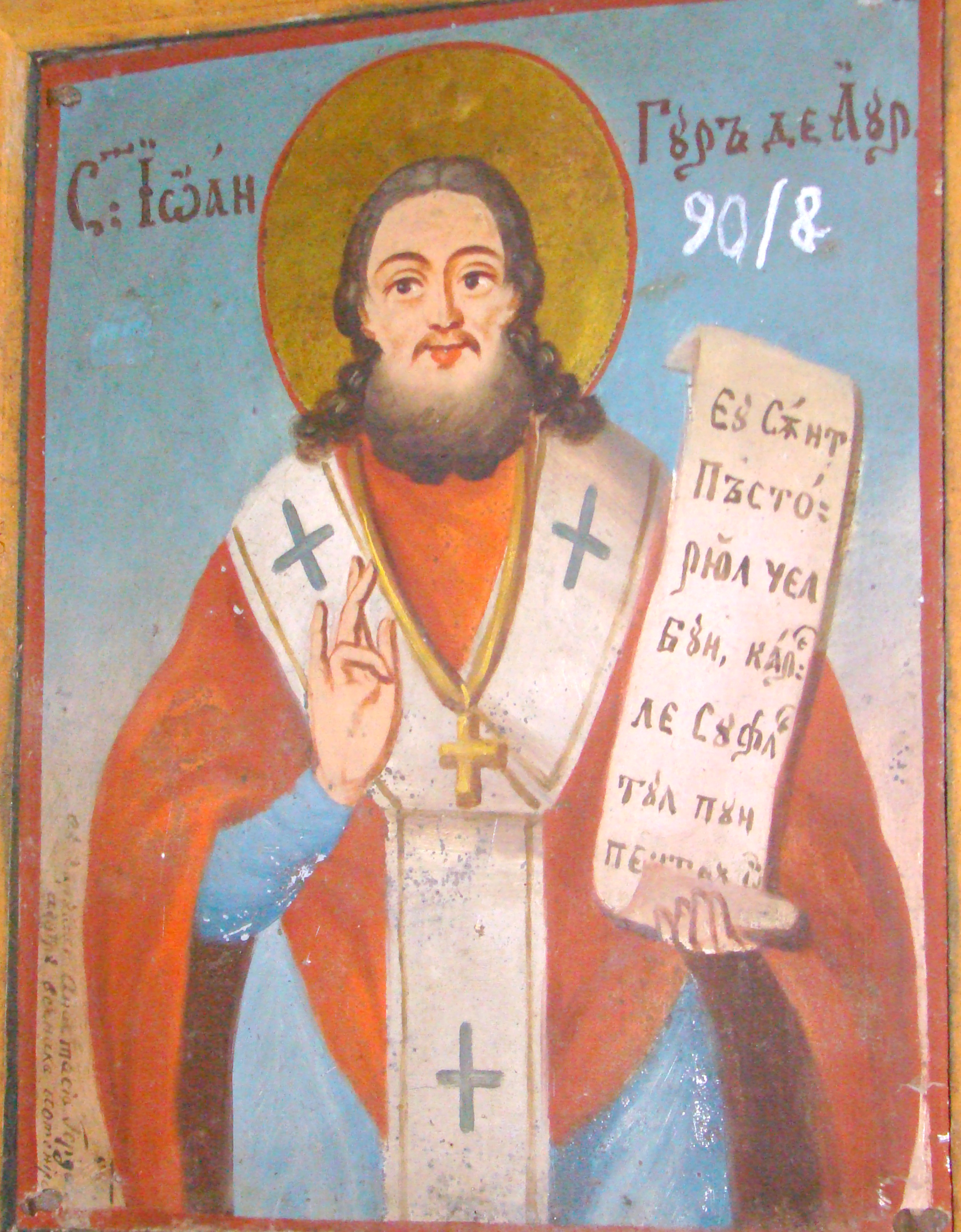
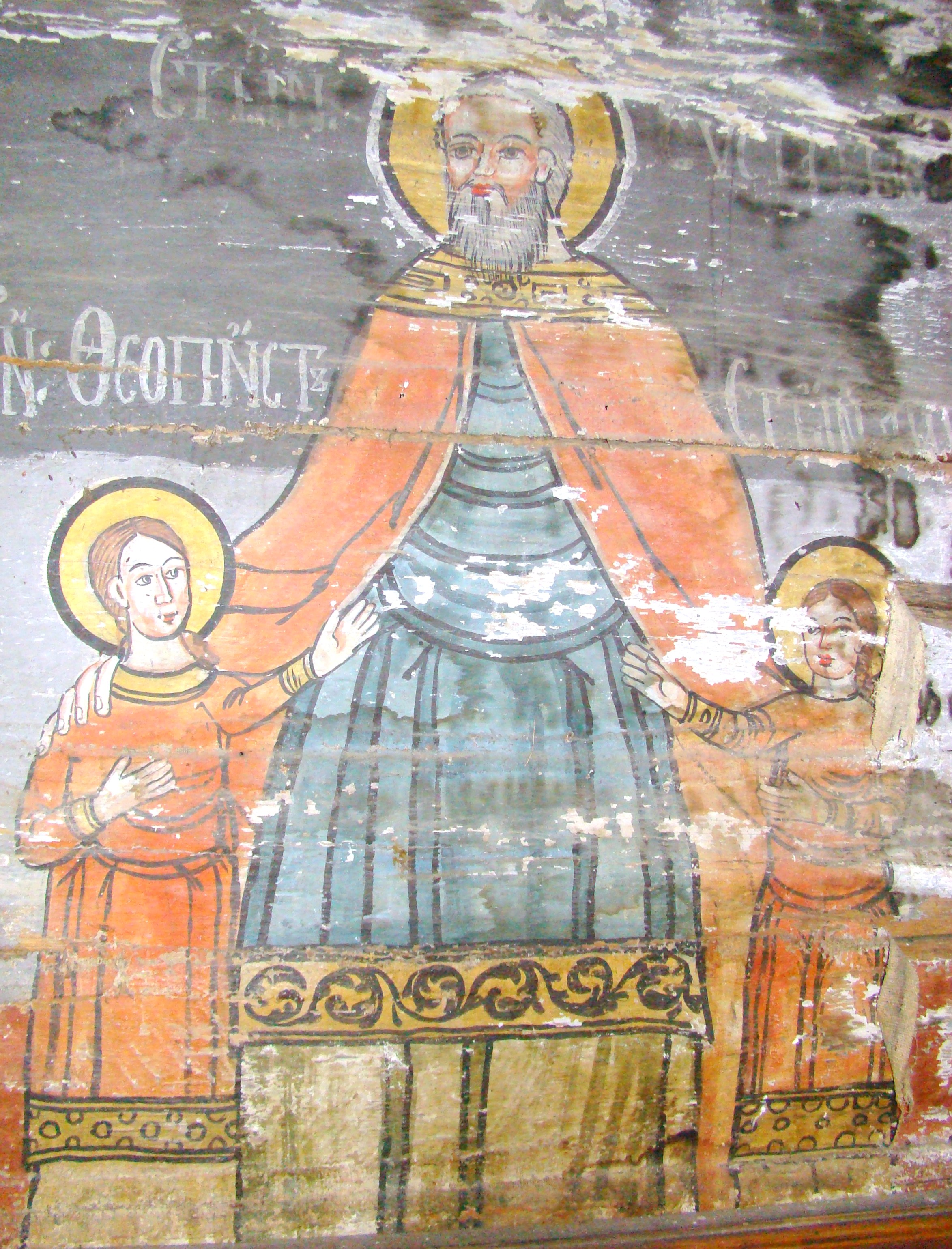
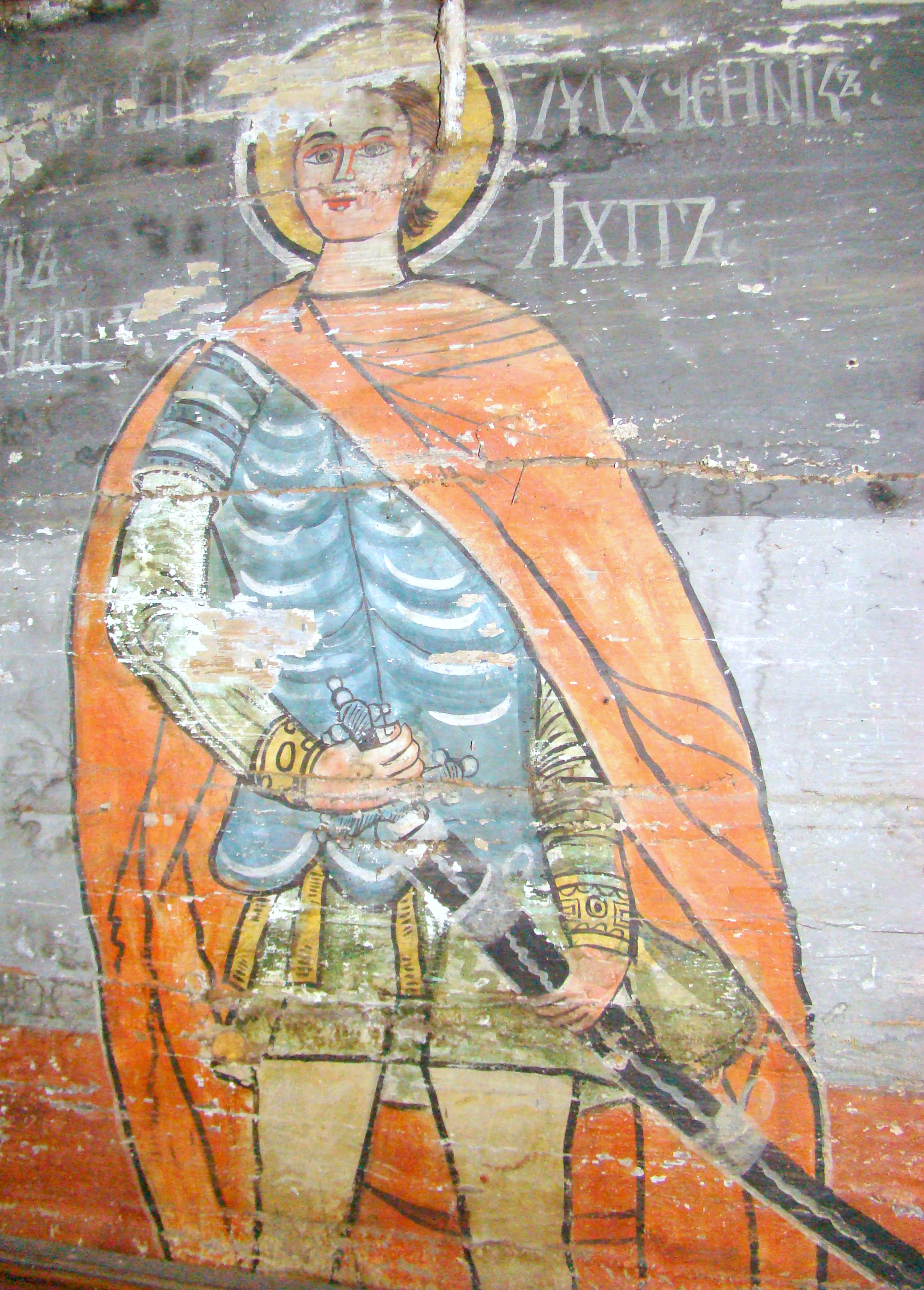
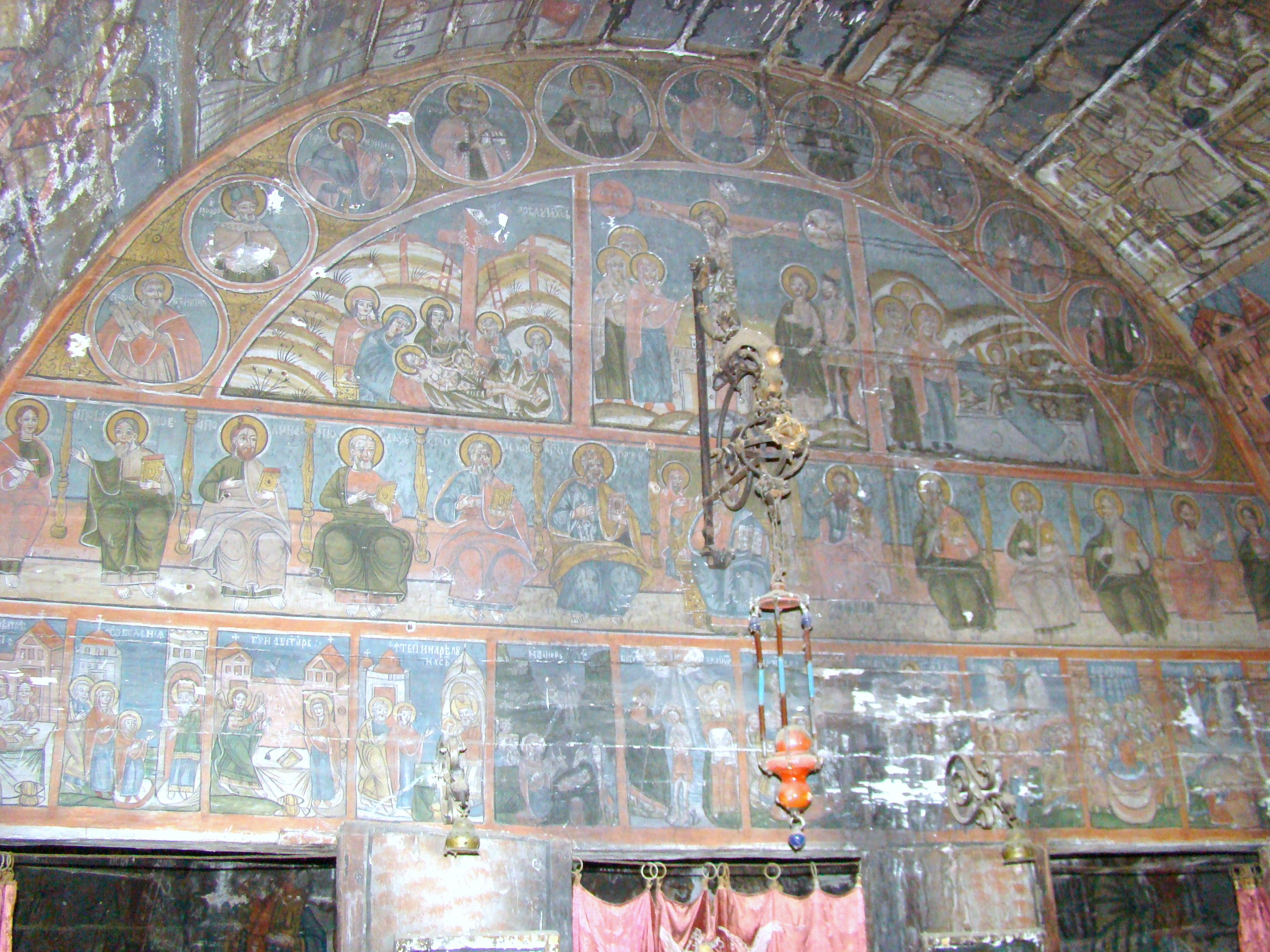
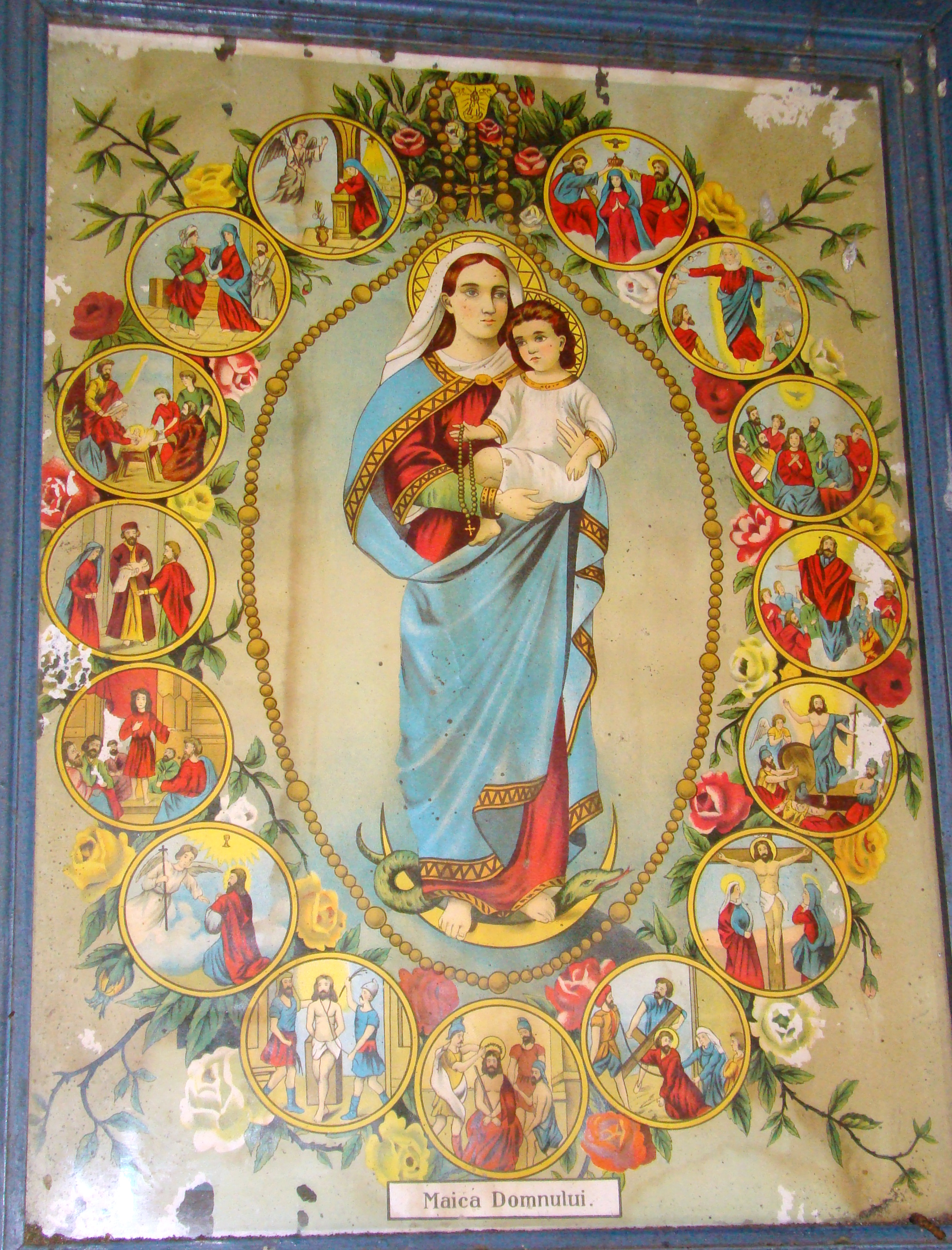
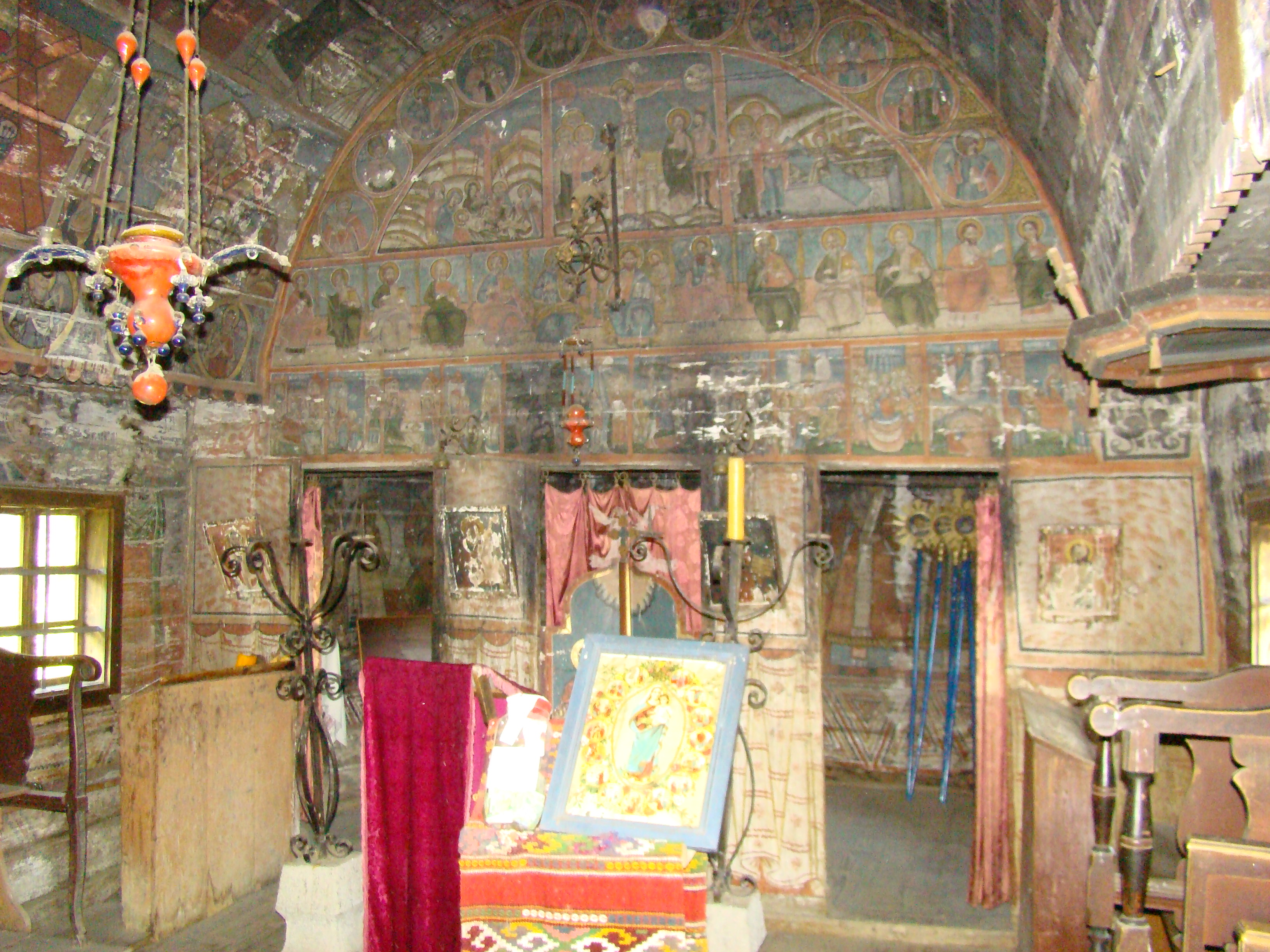
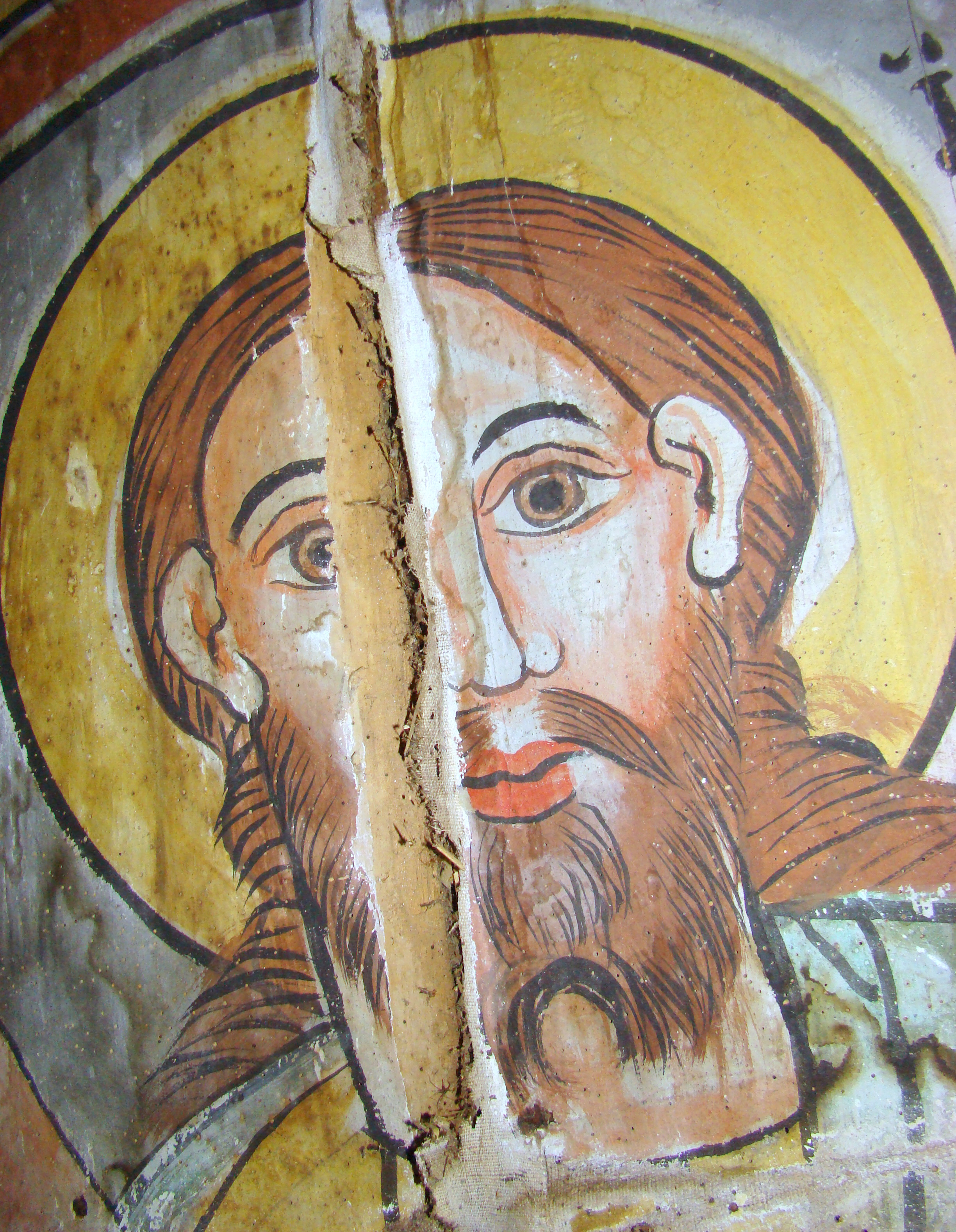
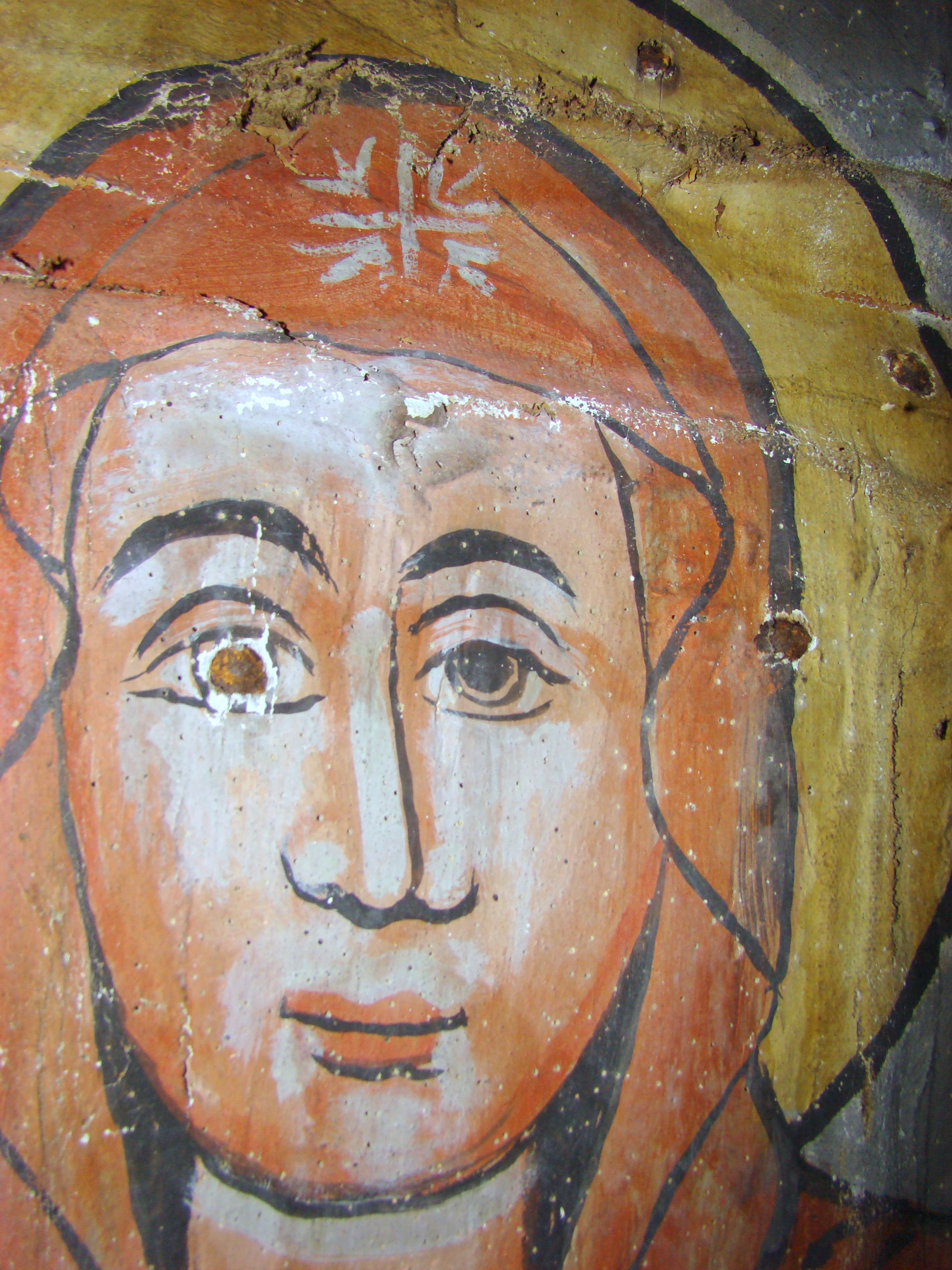
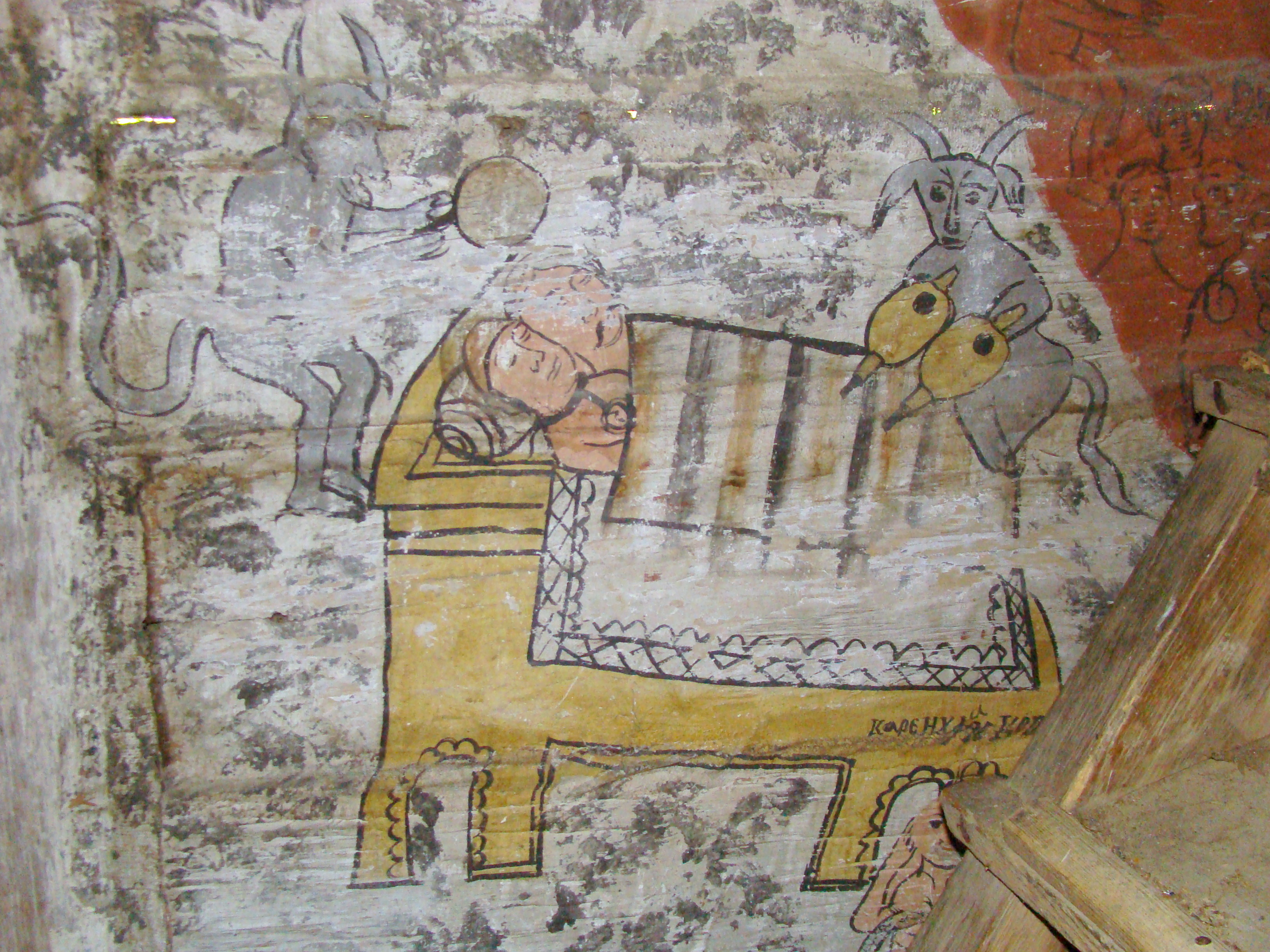
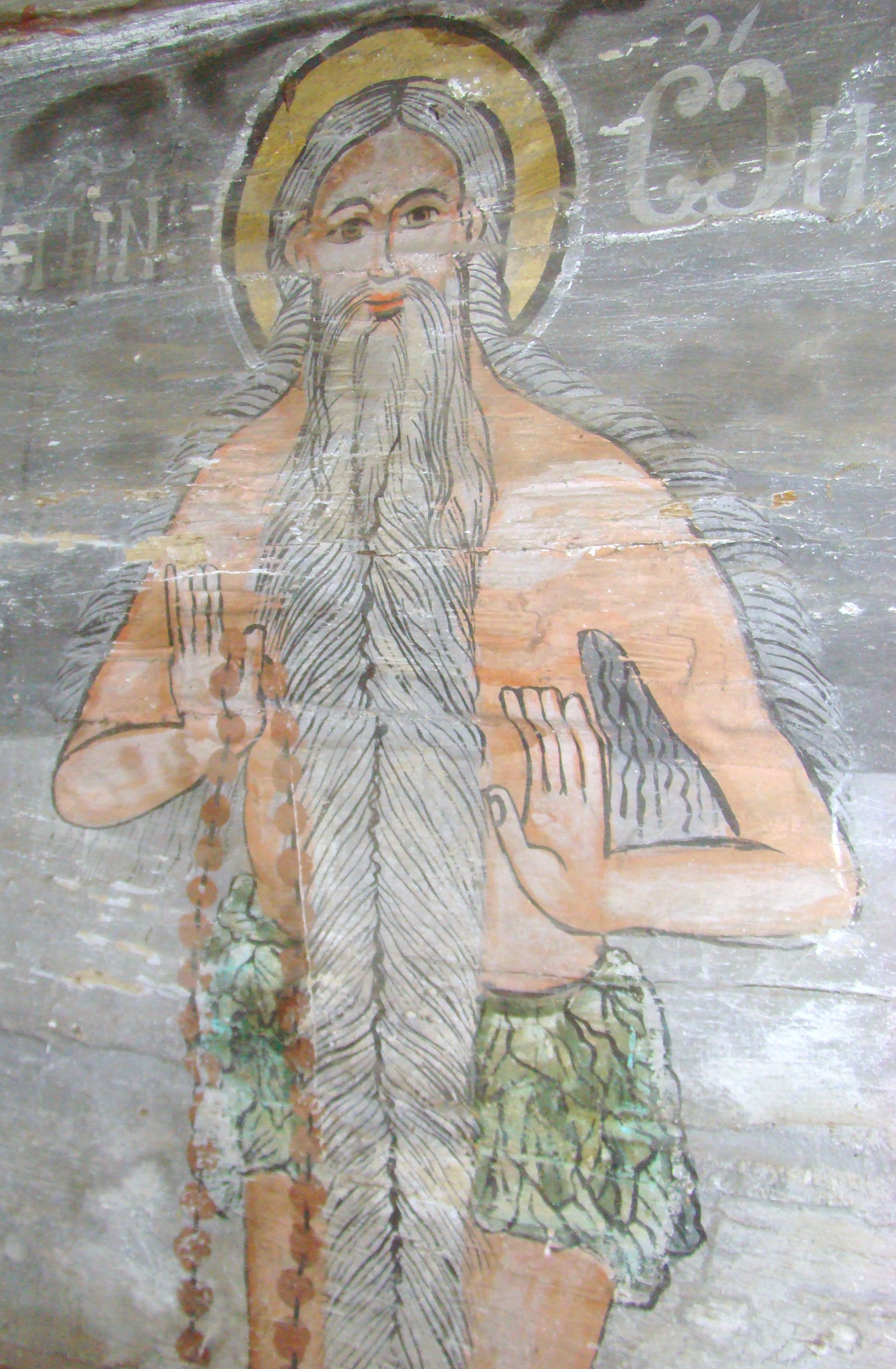
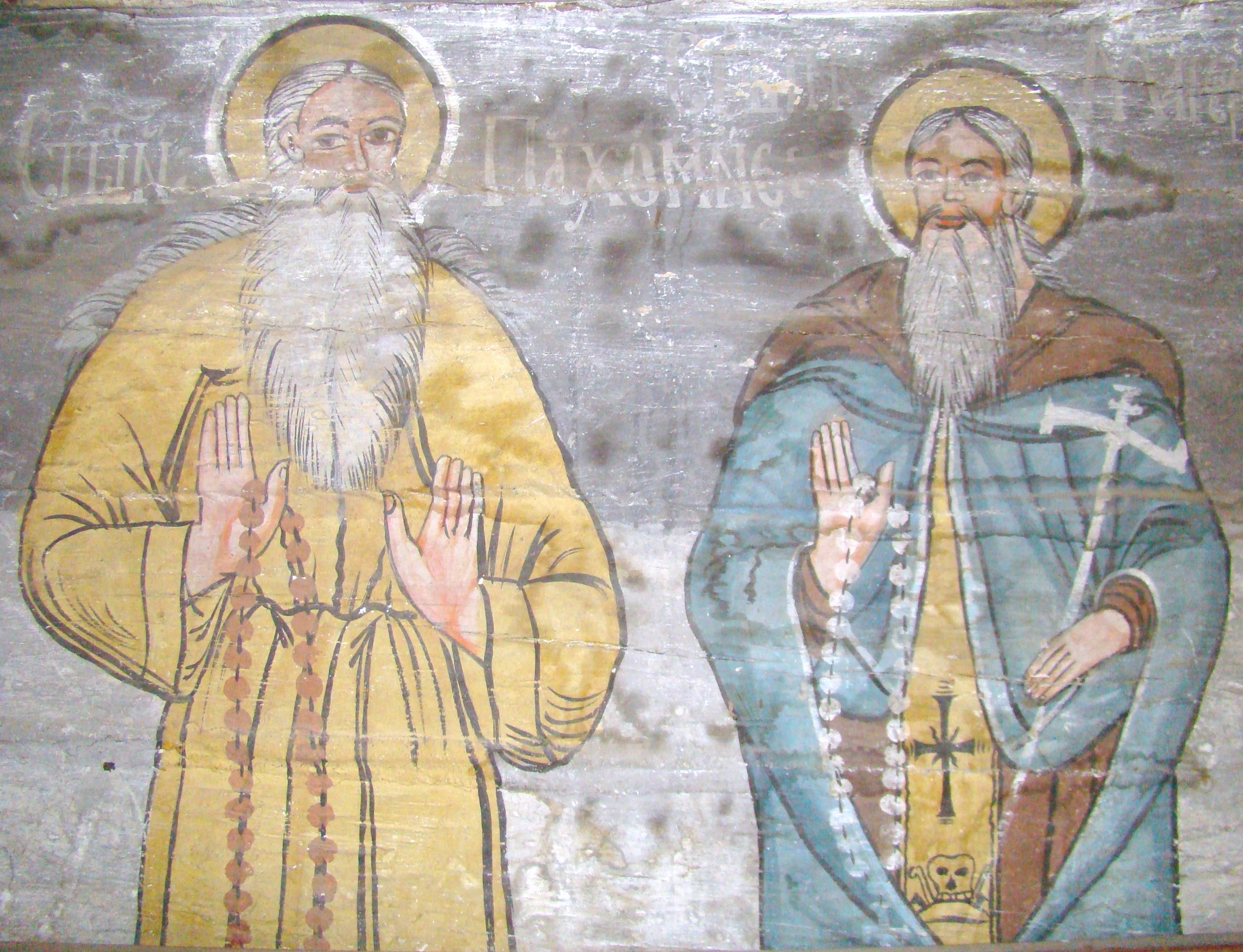
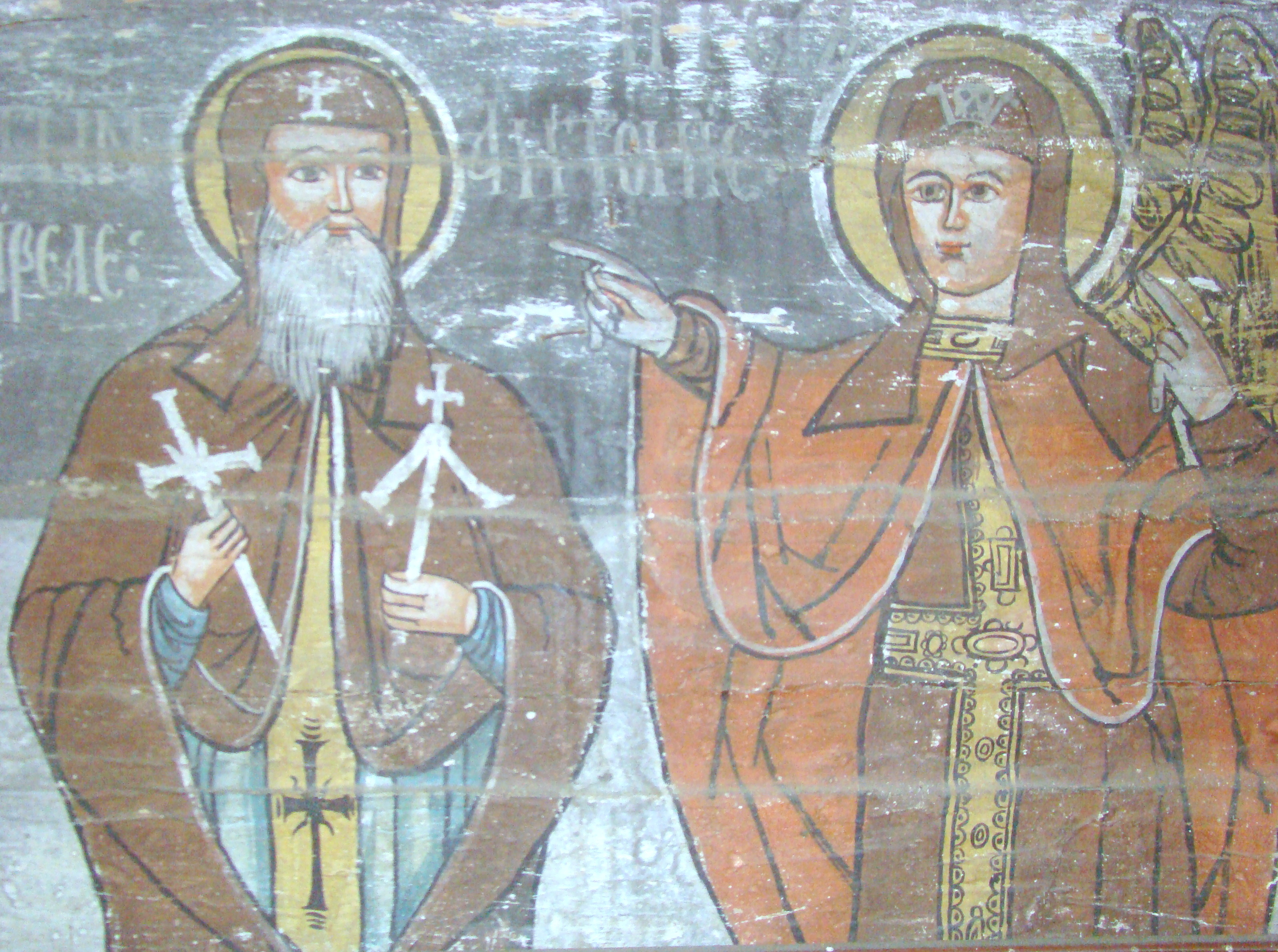
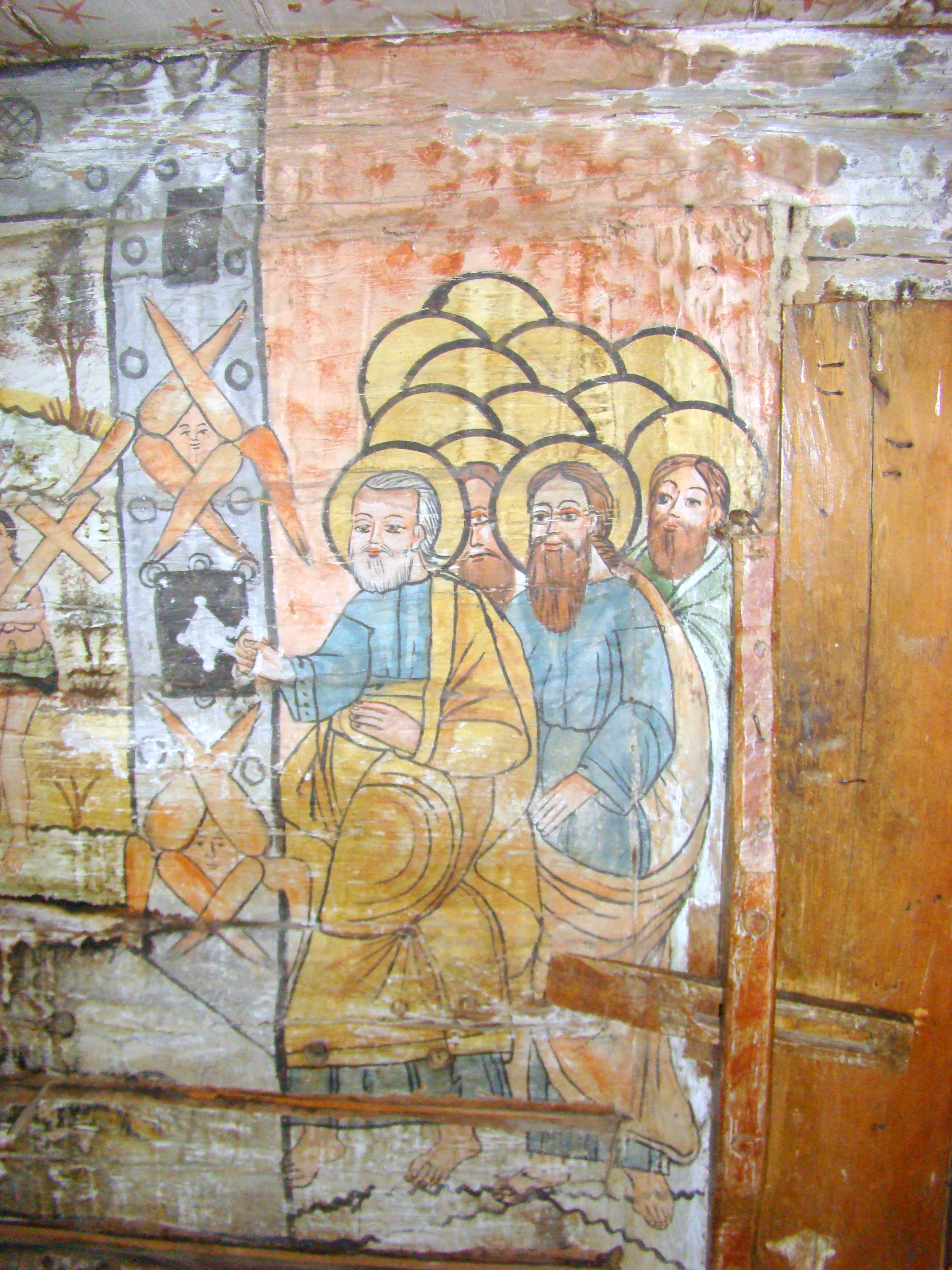
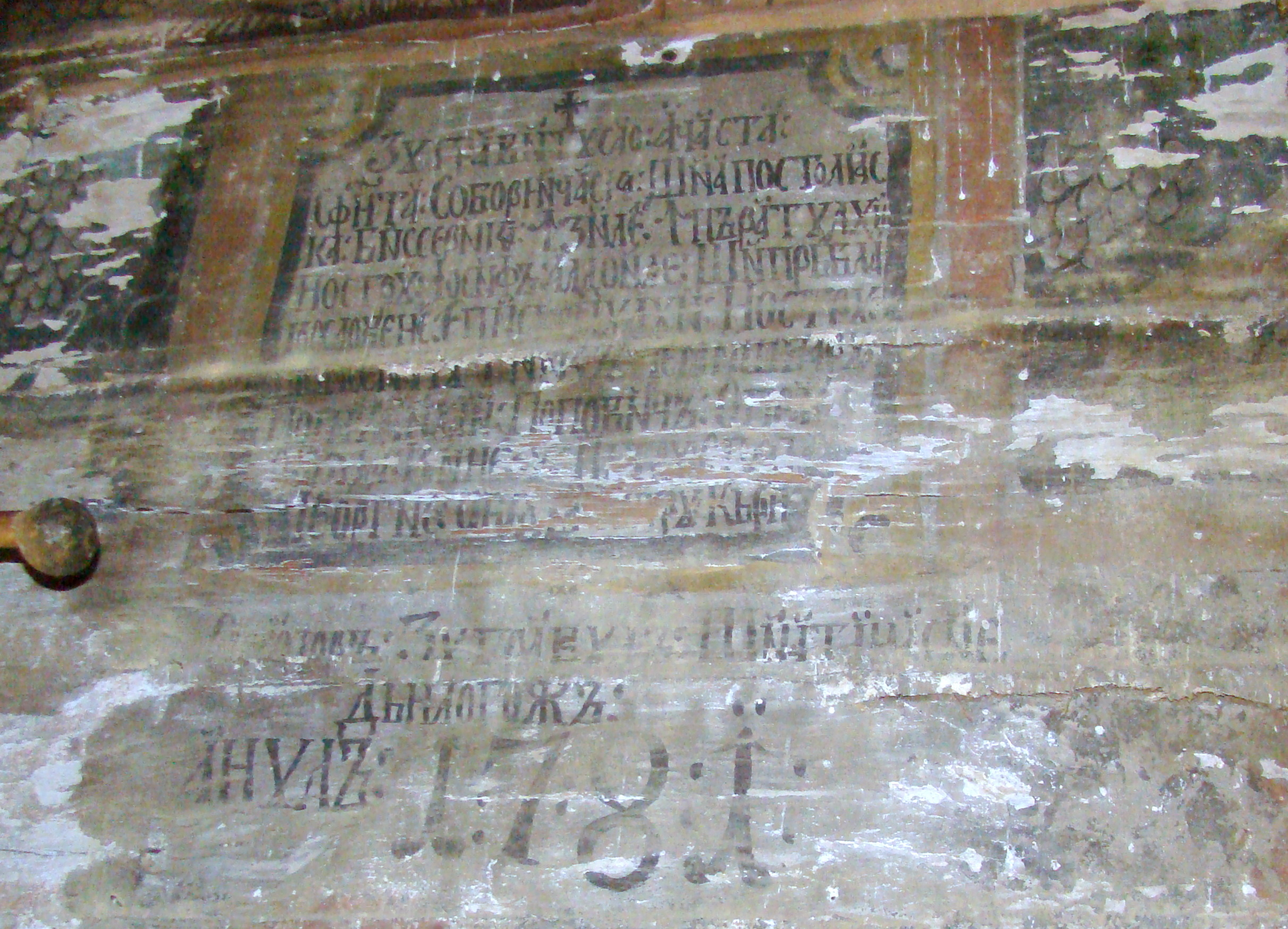